# Passeggeri del Titanic

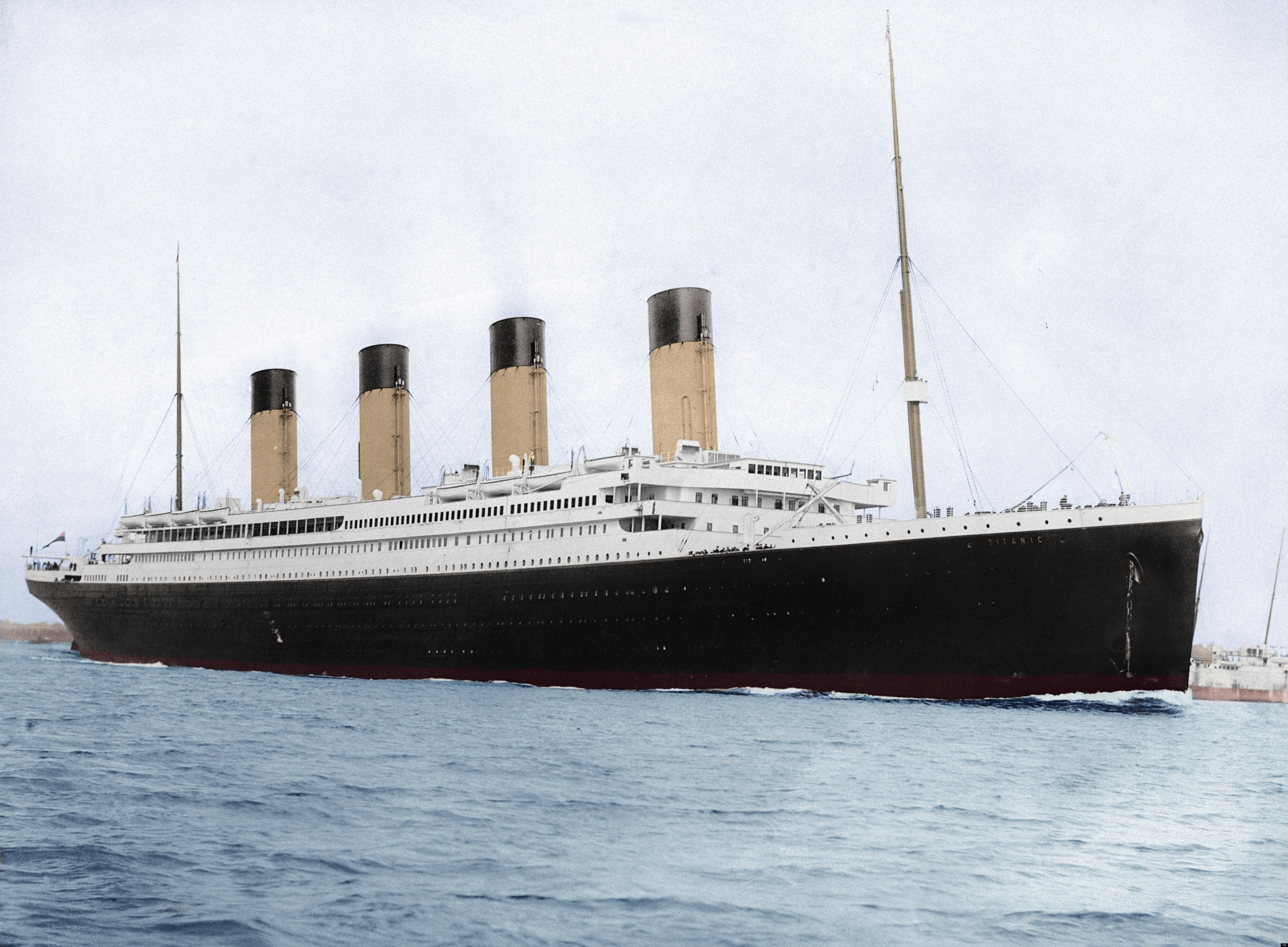
Il Titanic alla partenza da Southampton per quello che diventerà il suo unico viaggio, il 10 aprile 1912 (immagine colorata artificialmente).

I passeggeri del Titanic sono le persone che si trovavano a bordo del transatlantico inglese RMS Titanic durante la sua traversata inaugurale da Southampton a New York, con scali a Cherbourg e Queenstown; furono 2.223 equipaggio compreso.
Alle 23:40 del 14 aprile 1912 la nave urtò un iceberg e affondò completamente alle 02:20 del giorno successivo, il 15 aprile. Il naufragio causò la morte di circa 1500 persone. Il dato ufficiale dell'inchiesta effettuata dal senato degli Stati Uniti riporta un totale di 1517 vittime, di cui 832 passeggeri e 685 membri dell'equipaggio; diverso il risultato dell'inchiesta britannica, che riporta 1490 vittime, di cui 817 passeggeri e 673 membri dell'equipaggio. Non è pertanto possibile stabilire il numero esatto dei passeggeri, e quindi delle vittime, in quanto i dati delle due inchieste non corrispondono e non si conosce il numero dei passeggeri clandestini presenti sulla nave.
I passeggeri del Titanic erano divisi in tre classi, diverse per i servizi offerti e per il prezzo del biglietto: alla prima classe ebbero accesso imprenditori, aristocratici, banchieri, atleti professionisti, politici e militari d'alto rango; in seconda classe viaggiavano persone di ceto medio, cioè turisti, professori, medici, sacerdoti, scrittori e borghesi in generale; in terza classe invece viaggiavano lavoratori di ceto inferiore che emigravano da Paesi come Svezia, Finlandia, Inghilterra, Irlanda e Siria con lo scopo di trasferirsi negli Stati Uniti o in Canada in cerca di fortuna.

## Passeggeri per classe

### Prima classe

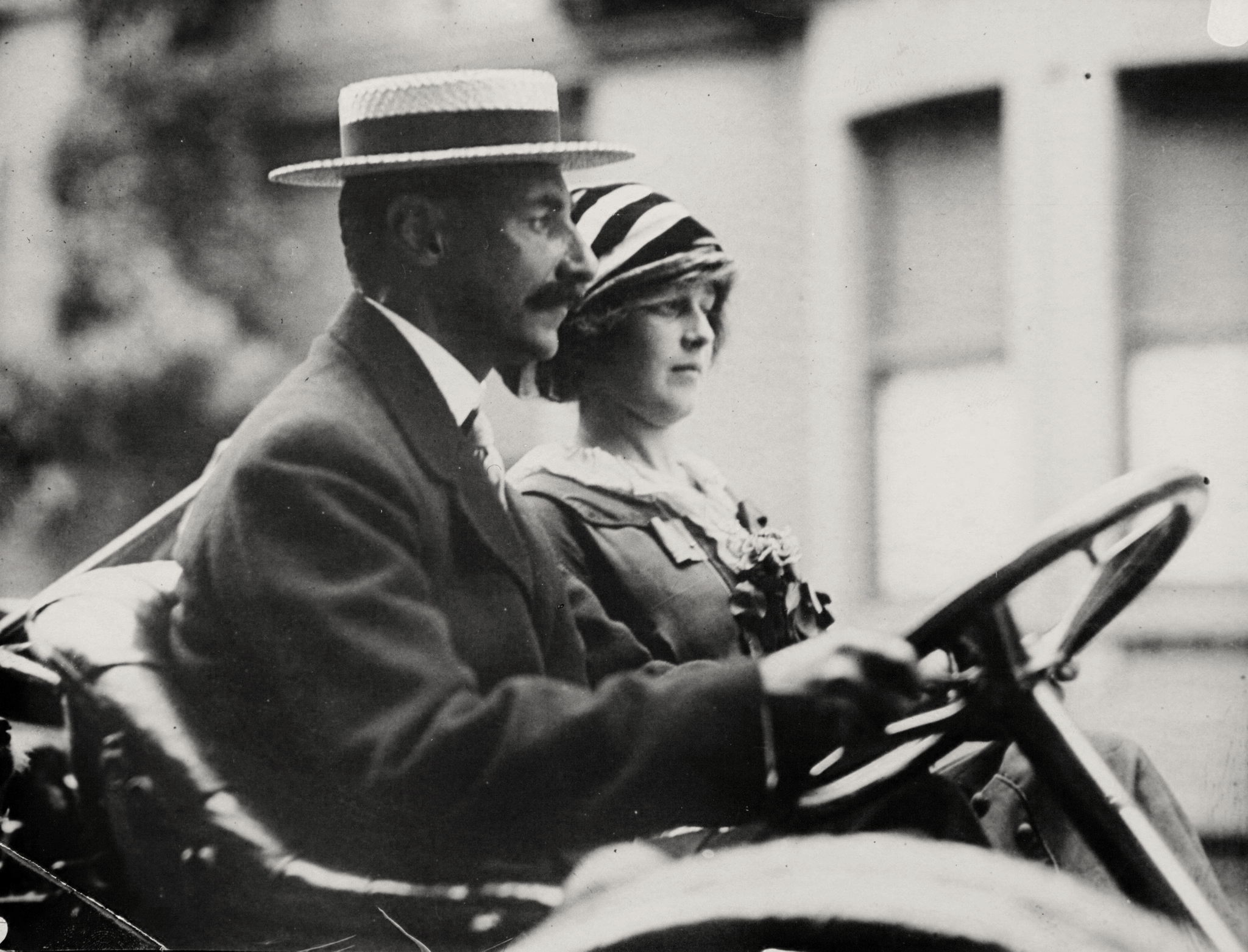
John Jacob Astor IV, il passeggero più ricco del Titanic, in auto con la moglie Madeleine

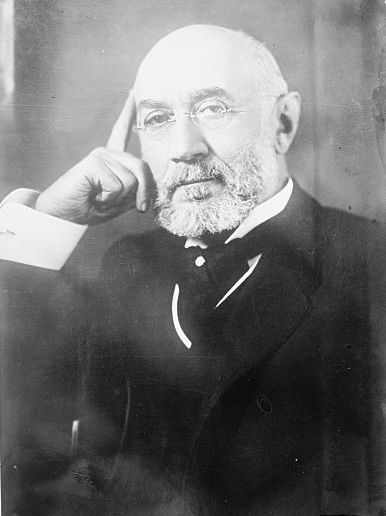
Isidor Straus

In prima classe viaggiavano alcune delle persone più in vista dell'epoca, la maggior parte provenienti dagli Stati Uniti; si trattava di membri di spicco dell'alta società, quali aristocratici e uomini d'affari o imprenditori dei massimi livelli, molti dei quali accompagnati da una grande quantità di servitù, che comprendeva cuochi, autisti, domestiche, valletti, bambinaie e cameriere personali. I prezzi variavano dalle 30 sterline dell'epoca (che equivalgono a 3000 euro), costo di una normale cabina di prima classe, alle 870 sterline (87 000 euro), costo di una suite di prima classe con salotto e ponte di passeggiata privato. I passeggeri di prima classe avevano a disposizione numerose attrezzature riservate, come la piscina, il bagno turco, la palestra, il campo da squash, due ponti di passeggiata di cui uno aperto e uno chiuso, una propria biblioteca, un ristorante, una sala da pranzo, una sala fumatori e un bar.
Tra i passeggeri che facevano parte dell'alta aristocrazia britannica si ricordano Lady Noël Leslie, contessa di Rothes, moglie del 19º conte di Rothes, i genitori Thomas e Clementina Dyer-Edwards (scesi a Cherbourg) e la cugina acquisita Gladys Cherry, Sir Cosmo Duff-Gordon, proprietario terriero e schermidore scozzese, e la moglie Lady Duff-Gordon, famosa disegnatrice di moda, il colonnello Archibald Gracie IV, della ricca famiglia scozzese-statunitense dei Gracie, Tyrell e Julia Siegel Cavendish di Londra. Viaggiavano in prima classe anche l'amministratore delegato della White Star Line Joseph Bruce Ismay ed il progettista del transatlantico Thomas Andrews. Lo zio di questi, il neo-baronetto Lord William Pirrie, presidente della Harland and Wolff, il cantiere che aveva costruito la nave, dovette rinunciare al viaggio a causa di una malattia.

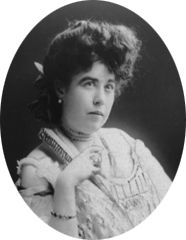
Margaret Brown

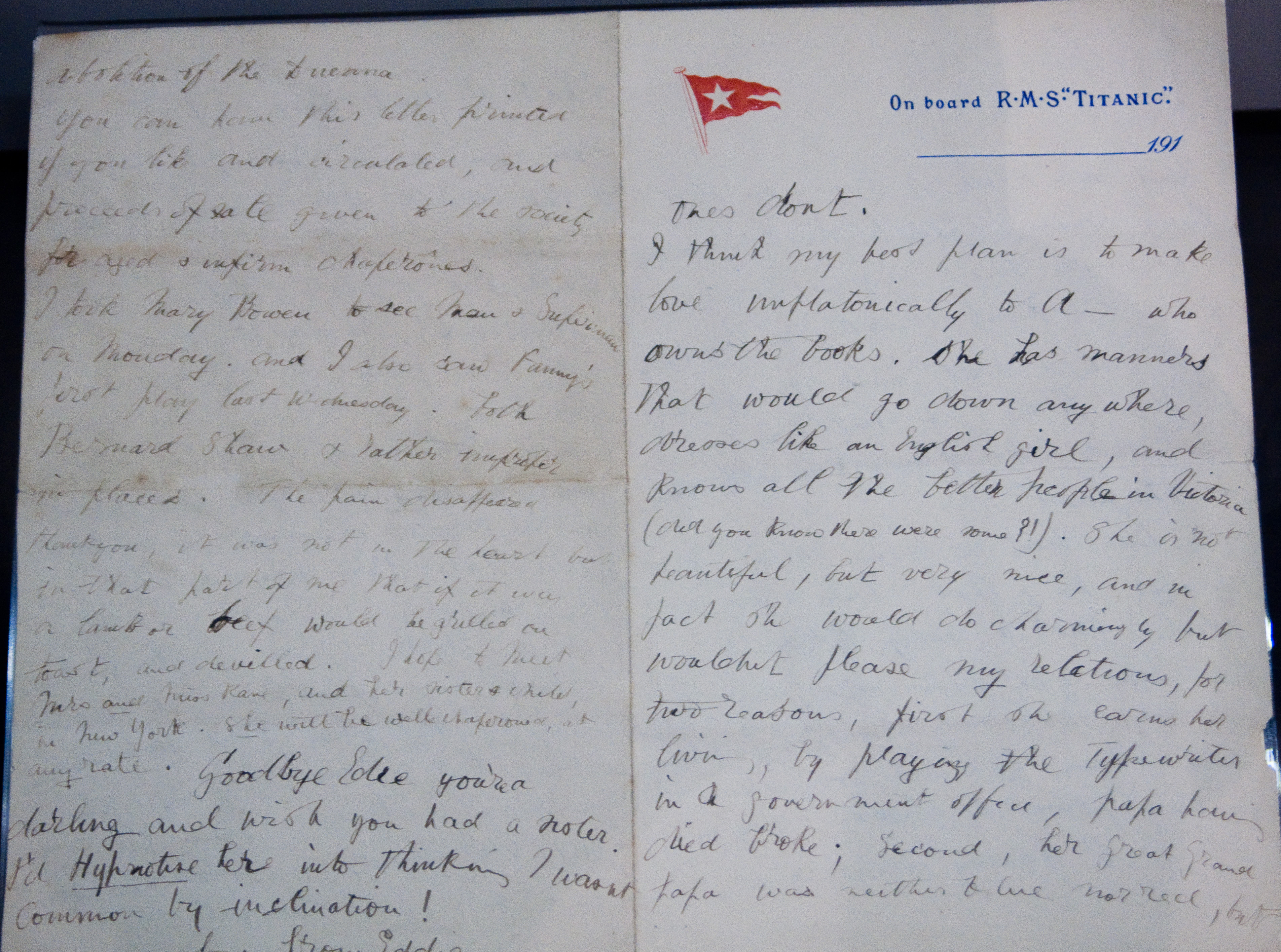
Lettera del passeggero di prima classe Edward Pomeroy Colley indirizzata alla sorella Edie e inviata l'11 aprile

Tra gli statunitensi vi era la persona più facoltosa in assoluto a bordo della nave, il colonnello John Jacob Astor IV, proprietario di alcuni preziosi immobili tra cui il noto Waldorf-Astoria Hotel di New York e uno degli uomini più ricchi del mondo (il suo patrimonio era stimato intorno ai 150 milioni di dollari), con la giovane moglie Madeleine. Vi erano poi l'affarista Benjamin Guggenheim e la sua amante Léontine Aubert, il co-proprietario dei magazzini Macy's e membro della camera dei rappresentanti Isidor Straus e la moglie Ida, il fondatore e presidente della Youngstown Sheet and Tube George Dennick Wick, la moglie Mary e la figlia Mary Natalie, l'uomo d'affari George Dunton Widener (figlio del magnate dell'industria tranviaria statunitense Peter), la moglie Eleanor e il figlio Harry, il vice presidente della Pennsylvania Railroad John Borland Thayer con la moglie Marian e il figlio diciassettenne Jack, il presidente della Grand Trunk Railway Charles Melville Hays e la moglie Clara, l'aristocratico William Ernest Carter, la moglie Lucile e i figli Lucile Polk e William Thornton, la milionaria, filantropa e attivista di Denver Margaret "Molly" Brown, il tennista Karl Behr (in seguito banchiere), l'attrice Dorothy Winifred Gibson, l'architetto di Buffalo Edward Austin Kent, il consigliere presidenziale Archibald Butt, gli scrittori Jacques Futrelle e Helen Churchill Candee, i produttori di Broadway Harry e Irene Harris, il giornalista William Thomas Stead, il pittore Francis Davis Millet, il magnate americano dell'acciaio Arthur Larned Ryerson, la moglie Emily e i figli Susan, Emily Borie e Jack, e l'avvocato Charles Duane Williams e il figlio Richard Norris, tennista. Il finanziere della White Star Line John Pierpont Morgan e il fondatore dell'azienda dolciaria Hershey Company Milton S. Hershey rinunciarono al viaggio all'ultimo minuto, il primo a causa di alcuni contrattempi e il secondo per la malattia della moglie Kitty.

### Seconda classe
Gli spazi riservati alle due classi inferiori si trovavano alle estremità dei ponti D, E, F e G.

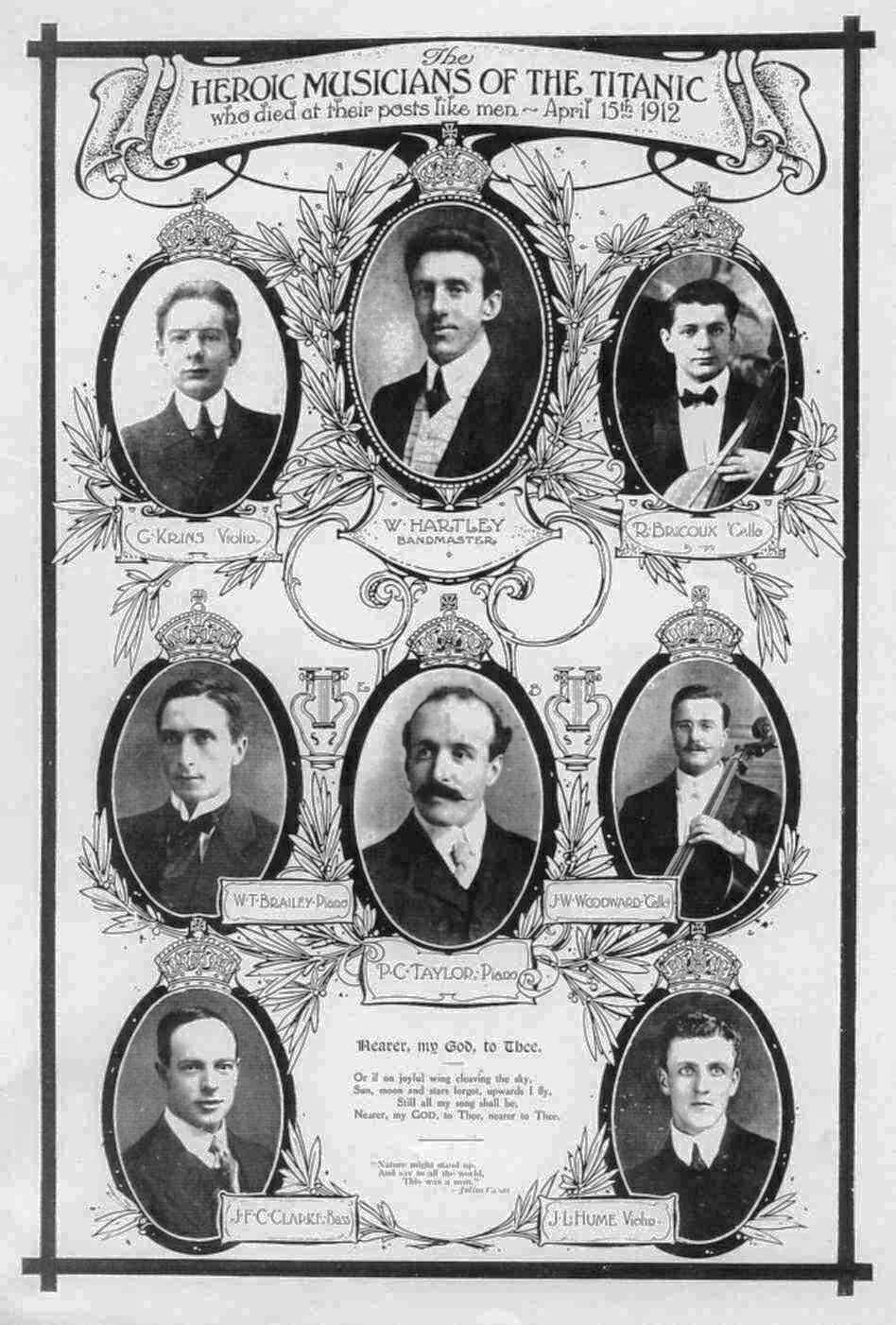
Wallace Hartley e gli altri componenti dell'orchestra del Titanic

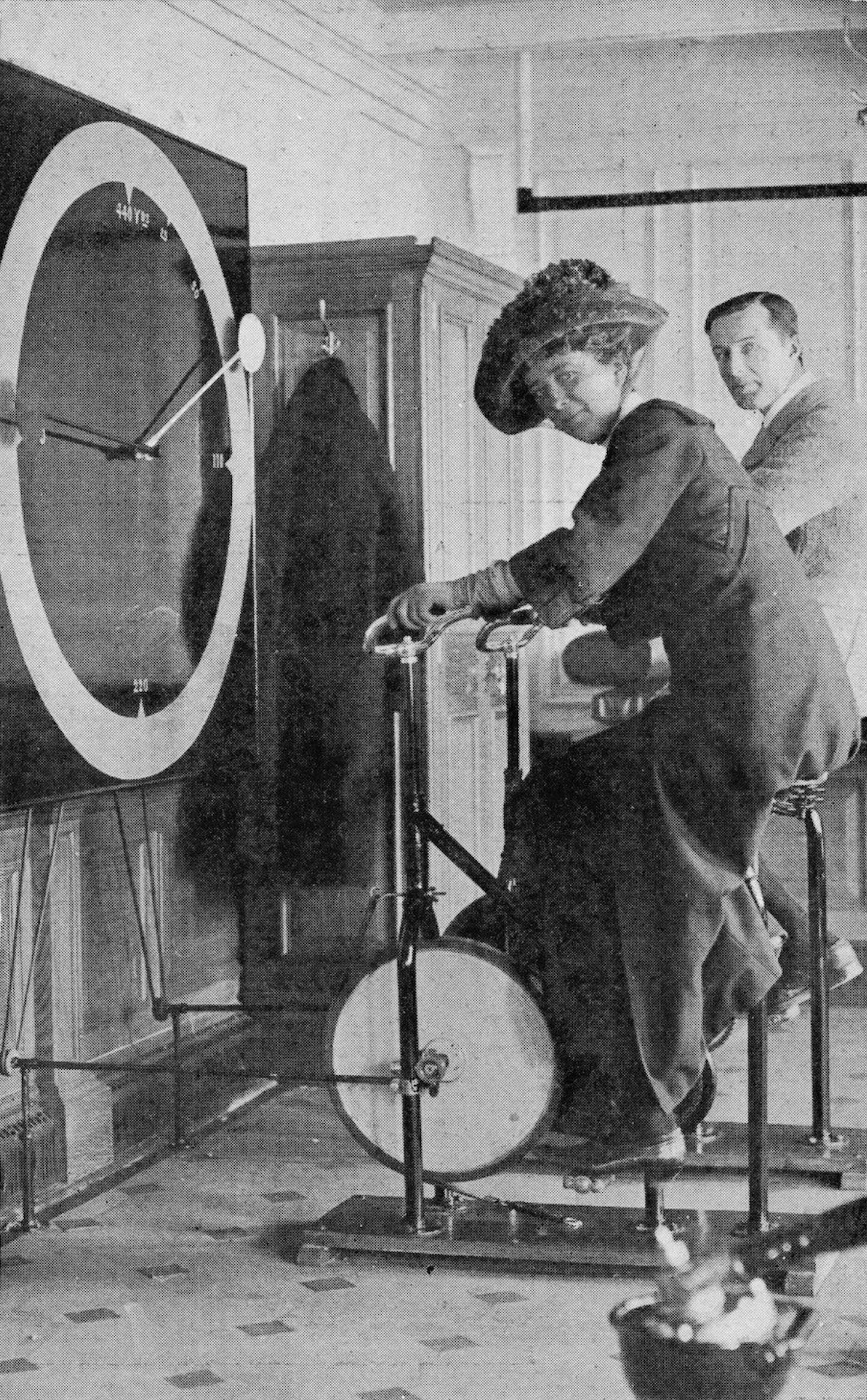
Lawrence Beesley e una donna mentre fanno esercizio fisico nella palestra del Titanic

I passeggeri di seconda classe erano prevalentemente turisti, studiosi, sacerdoti, borghesi e insegnanti. 
Viaggiavano in seconda classe anche Wallace Hartley e gli altri componenti dell'orchestra della nave.
La seconda classe del Titanic (e lo stesso valeva per la sua nave gemella, l'Olympic, entrata in servizio un anno prima) era considerata da molti della stessa qualità della prima classe di altre navi contemporanee. Il costo medio di una cabina di seconda classe era di 13,10 sterline dell'epoca, equivalenti a 1310 euro. Le cabine di seconda classe avevano da 2 a 4 posti letto ed erano provviste di divani letto e stufe elettriche (alcune delle quali si rivelarono difettose). I passeggeri di seconda classe avevano a disposizione una propria biblioteca e una propria sala fumatori, come in prima classe. I bambini di seconda classe passavano le giornate a giocare a quoits o a shuffleboard, un gioco molto diffuso in America e in Inghilterra simile alle bocce e al curling.
Con il permesso del capitano Edward Smith, i sacerdoti cattolici Thomas Byles e Joseph Peruschitz, della seconda classe, celebrarono la messa ogni giorno per i passeggeri di seconda e terza classe, Padre Byles in inglese, irlandese e francese e Padre Peruschitz in tedesco e ungherese.

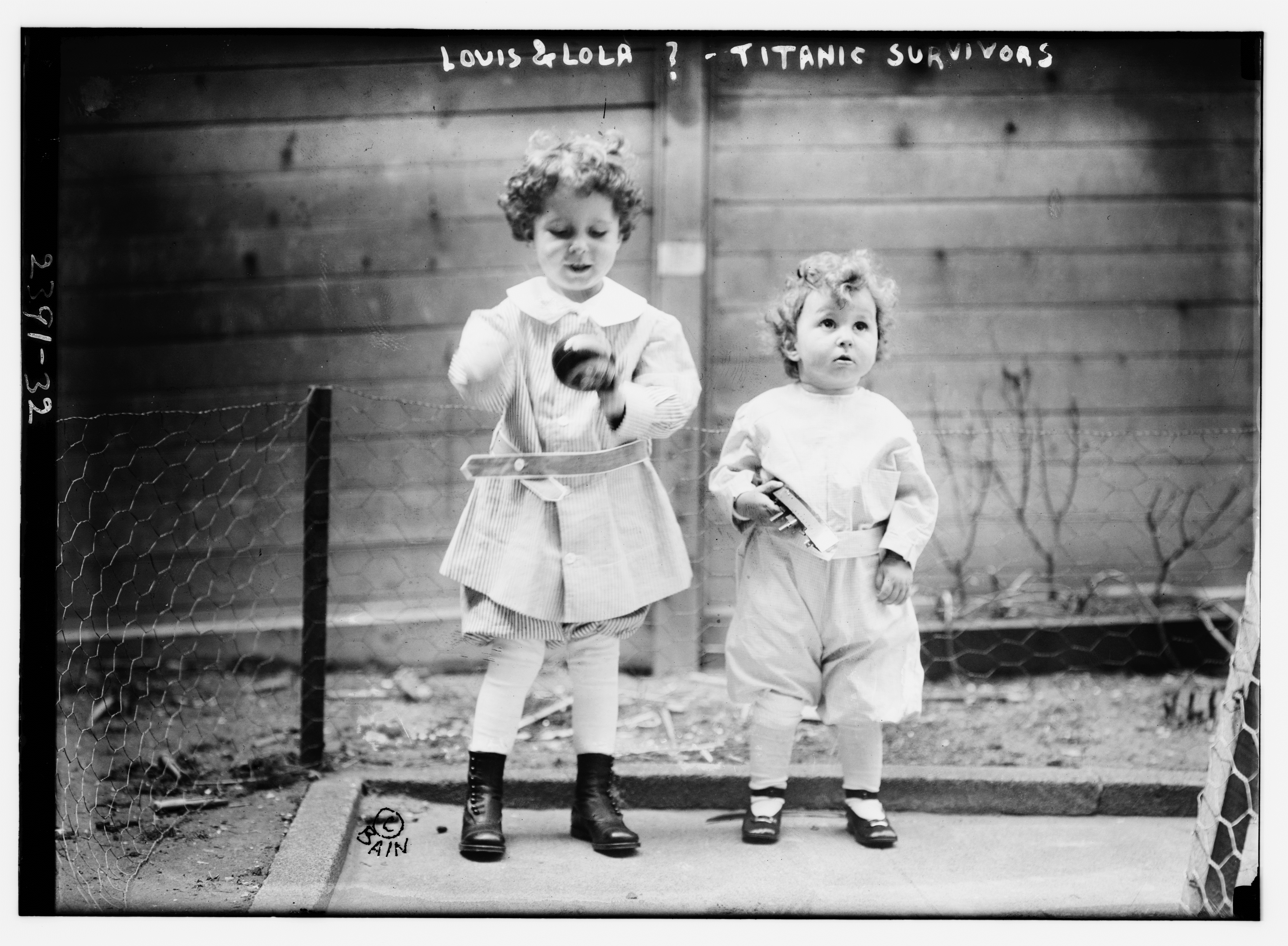
Michel Marcel Navratil e il fratello Edmond Roger, soprannominati "gli orfani del Titanic"; Michel fu l'ultimo superstite di sesso maschile del Titanic

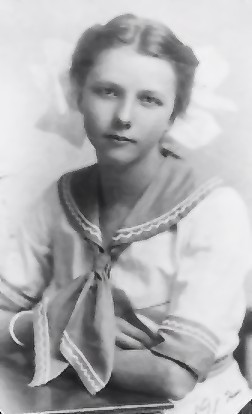
Ruth Becker

In seconda classe viaggiarono Lawrence Beesley, professore di scienze al Dulwich College, che trascorse molto tempo in biblioteca e che, due mesi dopo il naufragio, scrisse e pubblicò il libro The Loss of the SS Titanic, Joseph Philippe Lemercier Laroche, nipote del 21º presidente di Haiti e unico passeggero nero a bordo della nave, che viaggiò con la moglie francese Juliette e le figlie Simonne e Louise, Michel Navratil sr., un sarto polacco naturalizzato francese che aveva rapito e portato con sé i propri figli Edmond Roger e Michel Marcel dopo una burrascosa separazione dalla moglie e viaggiava sotto il falso nome di Louis M. Hoffman, Ruth Becker, una degli ultimi superstiti del naufragio, che viaggiò con la madre Nellie e i fratelli Marion e Richard, Edith Brown, in viaggio con il padre Thomas e la madre Elizabeth, e Eva Hart, in compagnia del padre Benjamin e della madre Esther.

### Terza classe

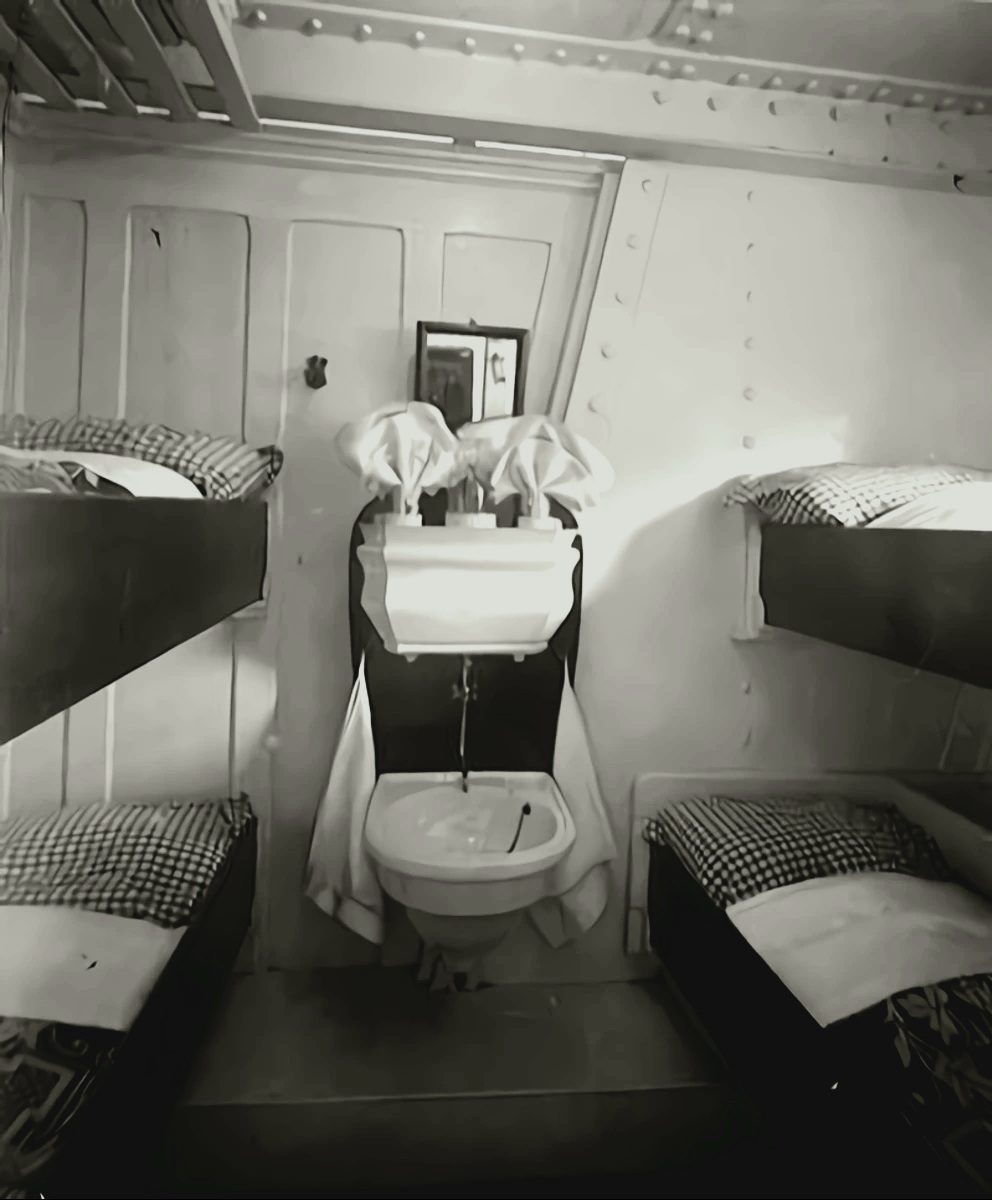
Cabina di terza classe quadrupla

I passeggeri di terza classe erano emigranti, contadini e operai che avevano lasciato i loro paesi di origine in cerca di fortuna negli Stati Uniti o in Canada. I prezzi variavano dalle 3 sterline (300 euro), costo di una cabina di terza classe di base, alle 7,15 sterline (715 euro), costo di una buona cabina di terza classe. La maggior parte dei passeggeri di terza classe proveniva dall'Inghilterra e dalla Svezia, mentre gli altri provenivano principalmente dai paesi dell'Europa centrale e orientale (come Finlandia, Italia, Bulgaria, Belgio e Francia), da quelli del Medio Oriente (soprattutto Libano e Siria) e da Hong Kong. Alcuni passeggeri viaggiavano da soli, altri con la propria famiglia e altri ancora con degli amici o dei compaesani. C'erano, inoltre, diverse madri che viaggiavano da sole con i figli per raggiungere il capofamiglia, già emigrato in America.

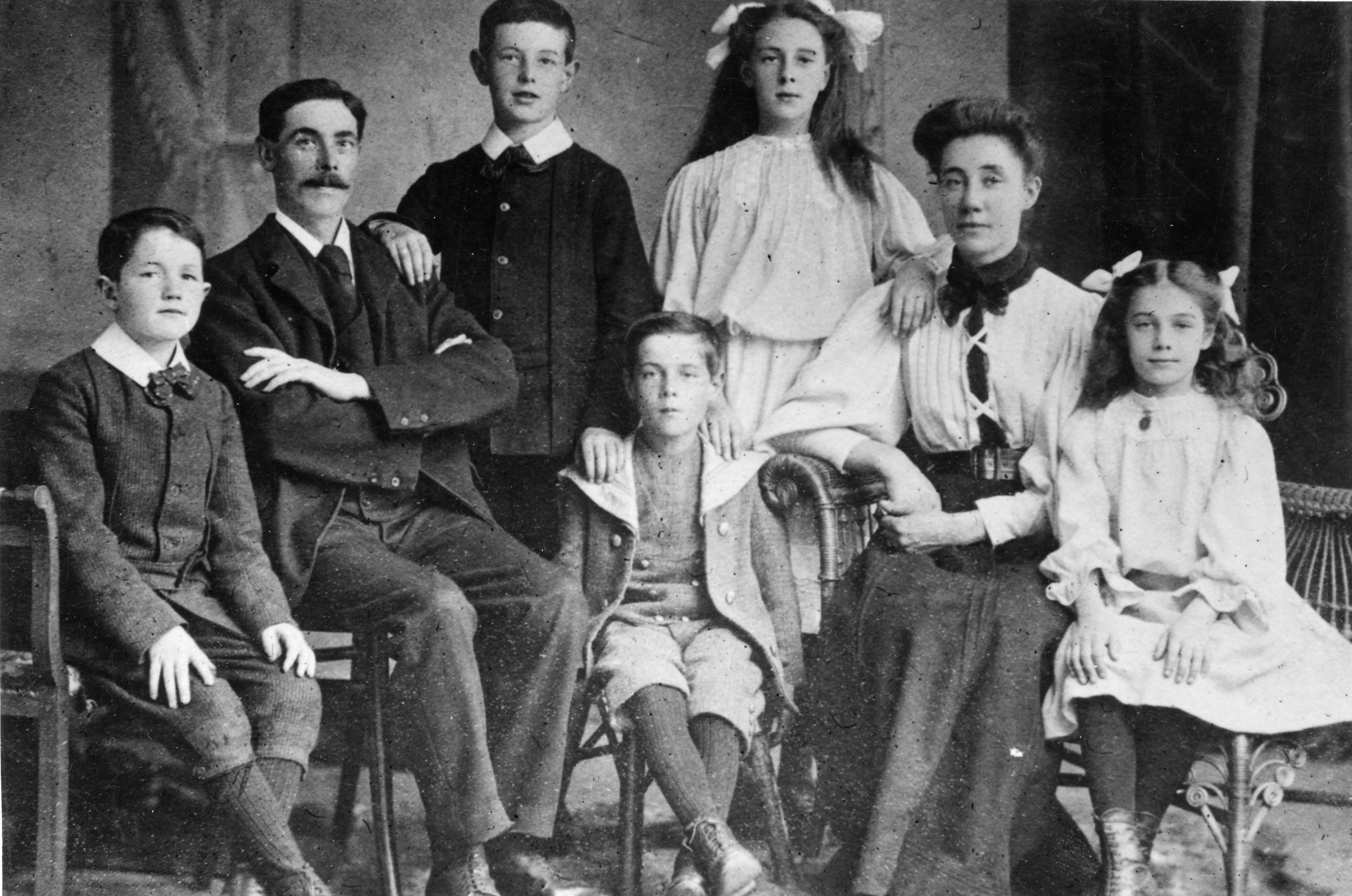
La famiglia Goodwin, da sinistra verso destra, ad eccezione del piccolo Sidney Leslie Goodwin: William, Frederick, Charles, Harold, Lillian, Augusta e Jessie

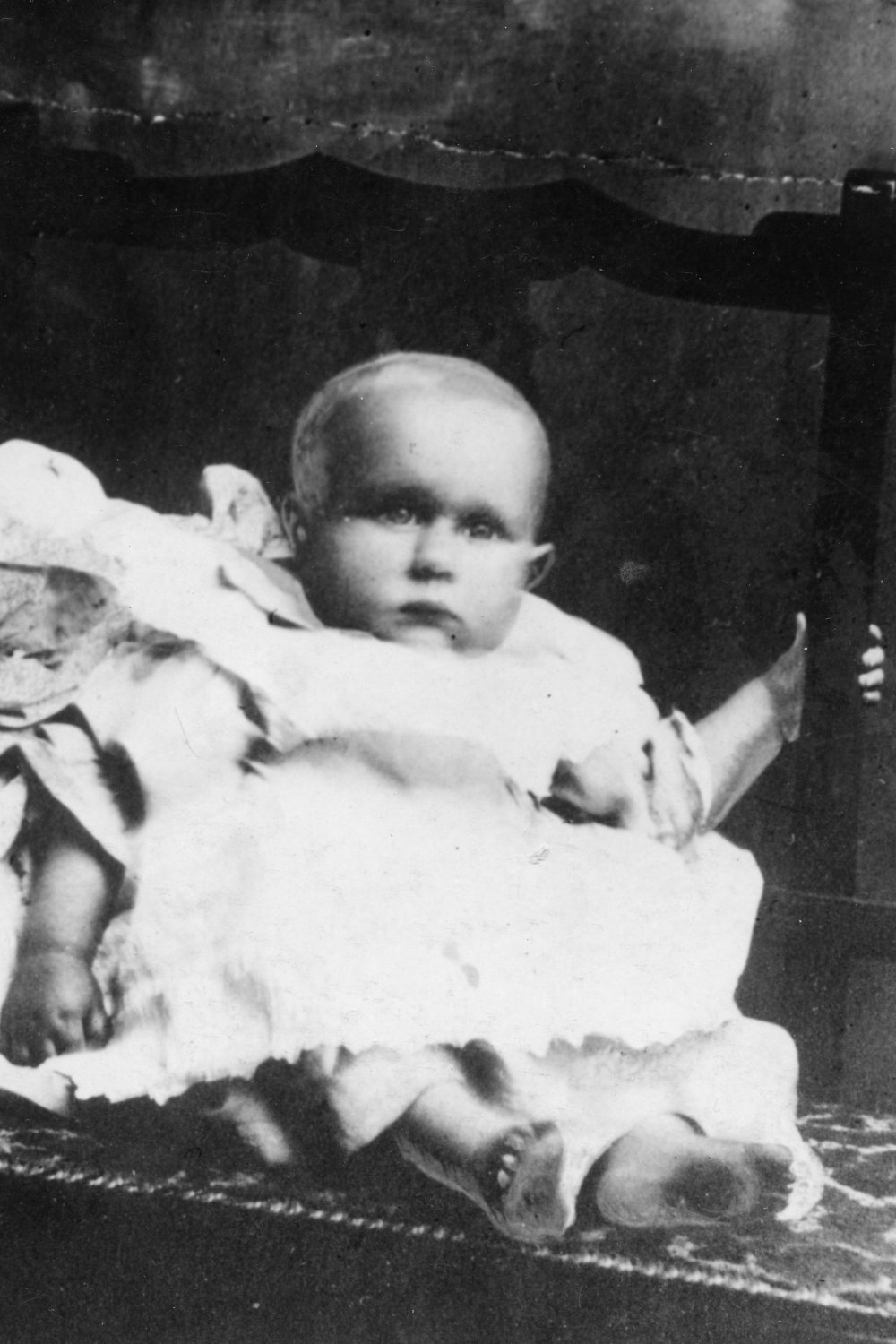
Sidney Leslie Goodwin, il "bambino sconosciuto"

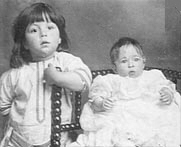
I fratelli Bertram e Millvina Dean

La famiglia più numerosa a bordo del Titanic era quella dei Sage, formata dal capofamiglia John George Sage, dalla moglie Annie Elizabeth e dai loro nove figli: Stella Anne, George John, Douglas Bullen, Frederick, Dorothy Florence, Anthony William, Elizabeth Ada, Constance Gladys e Thomas Henry. I Sage, provenienti dall'Inghilterra, erano diretti in Florida. Un'altra famiglia molto numerosa, sempre di terza classe, era quella degli Andersson, provenienti dalla Svezia, composta dal padre Anders Johan, la madre Alfrida Konstantia Brogren e i loro cinque figli, ovvero Sigrid Elizabeth, Ingeborg Costanzia, Ebba Iris Alfrida, Sigvard Harald Elias ed Ellis Anna Maria. A loro vanno aggiunti Anna Brogren Danbom, sorella minore di Alfrida, il marito Ernst Gilbert e il figlio Gilbert Sigvard Emanuel, di soli 4 mesi. La famiglia Goodwin, proveniente dall'Inghilterra, era invece composta dal padre Frederick, dalla madre Augusta Tyler e dai figli Lillian, Charles, William, Jessie, Harold e Sidney Leslie, quest'ultimo divenuto famoso un secolo dopo come il "bambino sconosciuto". Tutti i membri delle famiglie Sage, Andersson, Danbom e Goodwin perirono nel naufragio.
Viaggiava in terza classe anche la famiglia Dean, composta dal padre Bertram Frank, dalla madre Georgette Eva, dal figlio di poco meno di 2 anni Bertram Vere e dalla figlia neonata di 2 mesi Elizabeth Gladys "Millvina", la più giovane passeggera a bordo della nave e l'ultima a scomparire tra i superstiti dell'affondamento del Titanic. La madre e i due bambini si salvarono sulla scialuppa di salvataggio numero 10, mentre il capofamiglia morì nell'affondamento.

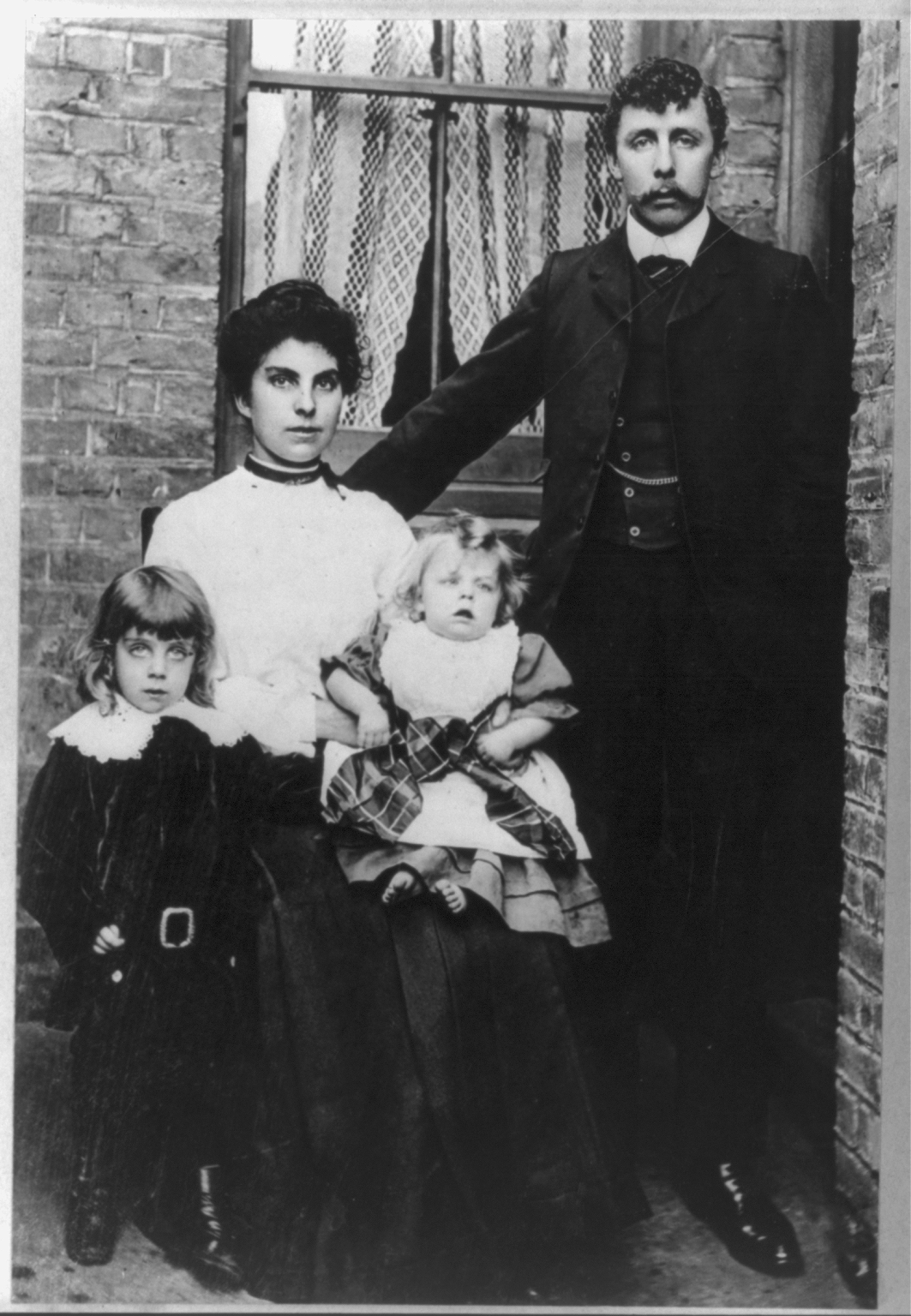
La famiglia Goldsmith, da sinistra: Frank John William Goldsmith, la madre Emily Alice, il fratellino Albert John "Bertie" (morto prima del viaggio a bordo del Titanic) e il padre Frank Sr.

La terza classe del Titanic e dell'Olympic era considerata del tutto equivalente alla seconda classe di altre navi, di lusso e non. Al fine di competere con la compagnia di navigazione rivale Cunard Line, la White Star Line offrì ai passeggeri di terza classe sistemazioni molto più accoglienti e confortevoli di quelle mediamente offerte sugli altri transatlantici, con la speranza che essi scrivessero ai loro parenti e/o amici e li incoraggiassero a viaggiare sulle navi della White Star. Mentre nelle altre navi i passeggeri della terza classe si sistemavano in enormi dormitori collettivi e dovevano portare a bordo il cibo per i propri pasti in autonomia, sul Titanic c'era una sala da pranzo a loro riservata (al centro del ponte F) con sedie al posto delle panche e cibo preparato dal personale di cucina e le sistemazioni erano in cabine che avevano dai due ai dieci letti. I bambini piccoli venivano accompagnati dai genitori e le coppie viaggiavano insieme, mentre i giovani e gli adulti che si imbarcavano da soli venivano separati e si ritrovavano spesso a condividere le proprie cabine con altri passeggeri sconosciuti: gli uomini venivano alloggiati nelle cabine di prua e le donne in quelle di poppa. Le cabine di terza classe erano dotate di pareti ricoperte da pannelli di pino e di pavimenti a disegni floreali. Alcune cabine doppie erano fornite di letti fissi e avevano un lavabo ed un ventilatore a soffitto. Altre cabine avevano letti ripiegabili, cosa che permetteva di aumentare lo spazio disponibile durante il giorno.
I passeggeri di terza classe, durante il giorno, si riunivano nella sala comune, dove potevano giocare a scacchi o a carte, oppure passeggiavano lungo il ponte di poppa. Frank John William Goldsmith, di 9 anni, trascorreva le giornate giocando assieme ad altri bambini della sua età: William Johnston, Willie Coutts, Harold Goodwin, James e Walter van Billiard e Albert e George Rice. Di questo gruppetto di bambini, solo Golsdmith e Willie Coutts sopravvissero al naufragio.
In terza classe erano installati numerosi cancelli di ferro per impedire ai passeggeri di terza classe di mescolarsi con gli altri passeggeri, come era imposto dalle leggi dell'epoca, allo scopo di evitare il diffondersi di eventuali malattie. In caso di emergenza, gli steward avrebbero dovuto aprire tali cancellate per far salire sui ponti superiori i passeggeri. La notte del naufragio, tuttavia, solo una parte di queste cancellate venne aperta e molti passeggeri rimasero bloccati sottocoperta.

## Passeggeri per nazionalità

### Passeggeri arabi
Diversi passeggeri a bordo del Titanic erano di origine araba, tuttavia è difficile trovare informazioni sufficienti circa la loro nazionalità, anche perché all'epoca gli odierni Stati di Israele, Giordania, Libano, Palestina e Siria facevano tutti parte dell'Impero ottomano, precisamente della regione della Grande Siria. Un'altra difficoltà è il modo in cui i nomi, spesso non corretti, furono trascritti negli elenchi ufficiali. Per esempio, "Yusuf" diventava "Joseph", "Boutros" era trascritto come "Peter" e "Badr" diveniva "Badt". L'unica cosa certa è che tutti i passeggeri arabi deceduti nel naufragio provenivano dal Libano, tredici dei quali dal villaggio di Kfar Meshki, nel distretto di Rashaya, e undici da quello di Hardine, nel distretto di Batrun. Secondo una leggenda tramandata di generazione in generazione, gli abitanti di Hardine, alle prime luci dell'alba del 15 aprile, avrebbero recitato i seguenti versi: "Hardine, piangi e compiangi la morte di undici dei tuoi giovani che non hanno superato i 25 anni. Cinque di loro non sono sposati, gli altri lo sono. Nessuno di loro è vecchio. Hanno tutti 25 anni". Uno dei dettagli che più colpiscono nella ricerca di fatti sulle vittime arabe del Titanic è quello fornito dalla scrittrice Laila Salloum Elias, siriana-americana, nel suo libro dal titolo "Il Sogno e poi l'Incubo". La scrittrice si è basata sui giornali arabi stampati a New York all'epoca in cui la nave è affondata ed ha inoltre ascoltato la testimonianza delle famiglie delle vittime. Secondo la Elias, molti dei libanesi che hanno perso la vita sul Titanic sono stati in realtà colpiti a morte con armi da fuoco per aver cercato di salire sulle scialuppe di salvataggio.
Il numero degli arabi sul Titanic li rende la quinta nazionalità più presente sulla nave: primi furono i britannici (327 passeggeri), secondi gli americani (306), terzi gli irlandesi (120) e quarti gli svedesi (113). Tra gli arabi c’erano almeno 81 libanesi e 1 egiziano. Si è risaliti all’identificazione di 20 donne e 46 uomini. Il più giovane tra loro aveva 16 anni, il più anziano 45, e avevano con sé i loro figli che avevano dai tre mesi fino ai 15 anni. Solo 30 di loro sopravvissero alla tragedia. Tra i superstiti furono la quattordicenne Adal Nasrallah (negli elenchi ufficiali Adele Nasser), che perse il marito Niqula Nasrallah (Nicholas Nasser): Adal fu indubbiamente la più giovane vedova a causa del naufragio del Titanic
Il passeggero arabo più conosciuto è sicuramente l'egiziano Hammad Hassab, 27 anni all'epoca del naufragio, unico arabo del Titanic di nazionalità non libanese, interprete del passeggero di prima classe Henry Sleeper Harper. Prima di venire assunto da Henry e Myra Harper, Hammad lavorava come "dragomanno" (traduttore dell'arabo) e guida turistica a Il Cairo. Hammad e gli Harper sopravvissero al naufragio a bordo della scialuppa di salvataggio numero 3. Dopo il naufragio, Hammad ritornò in Egitto e continuò a lavorare come interprete.

### Passeggeri belgi
A bordo del Titanic viaggiavano 23 belgi, alcuni dei quali avevano già la cittadinanza americana. Ad eccezione di alcuni belgi che s'imbarcarono a Cherbourg, tutti gli altri salirono sulla nave a Southampton. La maggioranza di loro erano agricoltori che provenivano dalle Fiandre e che si stavano recando negli Stati Uniti come lavoratori stagionali per la raccolta delle barbabietole.
In prima classe erano imbarcati Bertha Mayné, giovane cantante di Bruxelles, in viaggio con il fidanzato canadese Quigg Baxter, e il giovane ventiquattrenne Jakob Birnbaum, di origini polacche ma residente ad Anversa, dove lavorava come commerciante di diamanti. Bertha si mise in salvo sulla scialuppa numero 6, mentre Baxter e Birnbaum non ce la fecero. I resti di Birnbaum furono recuperati dal Mackay-Bennett e contrassegnati dal numero 148, mentre quelli di Baxter, se recuperati, non furono identificati.
Un altro passeggero di prima classe che riuscì a salvarsi, Paul Romaine Marie Léonce Chevré, era nato a Bruxelles da genitori francesi.
In seconda classe era Mathilde Weisz, in viaggio con il marito, lo scultore ungherese Léopold Weisz. Mathilde era belga di nascita ma, avendo sposato un ungherese, nei documenti figurava già come passeggera ungherese. Mathilde si salvò sulla scialuppa di salvataggio numero 10, mentre il marito perì.
Sopravvisse invece la coppia belga formata da Anna e Guillaume De Messemaeker, passeggeri di terza classe, che possedevano già la cittadinanza americana. Entrambi si misero in salvo sulla scialuppa di salvataggio numero 13.
In terza classe si trovava a bordo anche la famiglia Van Impe, composta dal capofamiglia Jean Baptiste, dalla moglie Rosalie Paula Govaertla e dalla loro figlia Catharina. Nessuno di loro si salvò; Catharina, di dieci anni, fu la più giovane vittima belga. Julius "Jules" Sap, Jean Scheerlinck e Theodoor De Mulder, invece, riuscirono a mettersi in salvo sulla scialuppa numero 11 ed ebbero poi nella vita alterne fortune.
Una sola persona veniva dalla Vallonia, ovvero Georges Alexander Krins, sicuramente il belga più conosciuto a perire nella tragedia del Titanic, essendo uno degli otto membri dell'orchestra della nave guidata da Wallace Hartley, tutti morti nel naufragio. Il suo corpo, se recuperato, non fu mai identificato.

### Passeggeri bulgari
Sul Titanic viaggiarono 33 bulgari, tutti passeggeri di terza classe e quasi tutti giovani provenienti dai villaggi del centro nord, quali Lukovit, Pleven, Teteven e Trojan, zone di montagna, dove la terra arabile era insufficiente a fornire a tutti un tenore di vita accettabile. Di questi 33 passeggeri bulgari, in cerca di un futuro migliore negli Stati Uniti o in Canada, non ci fu un solo superstite. Goumoshtnik, nella zona di Trojan, fu il villaggio bulgaro che ebbe la maggioranza di persone dipartite, ben otto giovani. I loro nomi sono: Lalyo Yonkov, Petko Kolev, Martin Markov, Lazar Minkov, Stoycho Minkov, Petrov Grisha, Penko Naidenov e Iliya Stoychev.

### Passeggeri danesi
Furono dieci i passeggeri danesi che s'imbarcarono sul Titanic, tre in seconda classe e sette in terza classe. L'unica tra loro a salvarsi fu Carla Christine Nielsine Andersen-Jensen. Carla, in questo viaggio accompagnata dal fidanzato Hans (che di cognome faceva Jensen anch'egli), dal fratello diciassettenne Svend e dallo zio Niels, si salvò sulla scialuppa di salvataggio numero 16. Il gruppo era diretto nell'Oregon. Quando morì nel 1980, l'ultimo desiderio di Carla Jensen fu quello di essere sepolta con la camicia da notte che indossava quella notte sul Titanic.

### Passeggeri portoghesi
A bordo del Titanic c'erano quattro passeggeri portoghesi, tre in terza classe ed uno in seconda. Quelli di terza classe erano tre amici agricoltori dell'isola di Madera: Domingos Coelho, 20 anni, José Jardim, 21 anni, già sposato e padre di una bambina, e Manuel Gonçalves Estanislau, 37 anni, sposato da 13 anni e padre di cinque figli. Come molti altri passeggeri del Titanic, anche loro erano partiti nella speranza di una vita migliore negli Stati Uniti. Il commerciante di 32 anni José de Brito, invece, viaggiava in seconda classe. La sua destinazione era San Paolo, in Brasile. Tutti i quattro portoghesi perirono nel naufragio del Titanic ed i loro corpi, se recuperati, non furono mai identificati.

### Passeggeri australiani
Sul Titanic erano presenti sei australiani, ma solo due di loro erano passeggeri: il passeggero di seconda classe Arthur Gordon McCrae, 32 anni, originario di Sydney, ed il passeggero di terza classe Charles Edward Dahl, 45 anni, nato in Norvegia ma residente in Australia sin dalla tenera età. Dei due sopravvisse solo Dahl, che si salvò sulla scialuppa di salvataggio numero 15. Tuttavia, è difficile stabilire il numero esatto degli australiani presenti a bordo. Nel 1912, infatti, l'Australia era sotto il dominio dell'Inghilterra e faceva parte dell'Impero britannico, ragion per cui gli australiani presenti a bordo furono tutti registrati come britannici.

### Passeggeri italiani
Viaggiarono sul Titanic 37 italiani. Undici di loro erano passeggeri, gli altri erano lavoratori sotto la direzione di Gaspare "Luigi" Gatti, il manager dei ristoranti della White Star, originario di Montalto Pavese. Nessuno dei lavoratori italiani in servizio sul Titanic riuscì a salvarsi. Solo cinque dei passeggeri si misero in salvo:
- Argene Genovesi, di seconda classe, che perse il marito Sebastiano Del Carlo nel naufragio, residente a Montecarlo, in Provincia di Lucca, venne imbarcata sulla scialuppa di salvataggio numero 11. Dopo il naufragio partorì la figlia della coppia, Maria Salvata, il 14 novembre 1912.
- Emilio Ilario Giuseppe Portaluppi, di seconda classe, nato ad Arcisate ma residente negli Stati Uniti, di professione intagliatore di marmo. Fu uno dei soli quattro naufraghi salvati dall'acqua dalla scialuppa numero 14.
- Alpina Bassani, di prima classe, nata ad Arsiè ma residente a Filadelfia, si imbarcò sul Titanic come domestica di Emma Eliza Bucknell. Riuscì a salvarsi imbarcandosi sulla scialuppa numero 8.
- Luigi Finoli, di terza classe, nato ad Atessa ma spesso in viaggio negli Stati Uniti. Si salvò sulla scialuppa di salvataggio numero 15.
- Raimondo Vitillo, di terza classe, nato ad Ariano di Puglia, imbarcatosi come clandestino in cerca di fortuna negli Stati Uniti, si salvò sulla scialuppa di salvataggio numero 7. Particolare fu la sua testimonianza secondo la quale il Titanic non affondò per via di una collisione con un iceberg, bensì speronato da un piroscafo che batteva bandiera olandese o svedese. Non  esistono tuttavia documenti certi che dimostrino che era a bordo del transatlantico.[23]

Gli altri sei passeggeri italiani, invece, perirono nella tragedia:
- Francesco Celotti, 24 anni, passeggero di terza classe.
- Sebastiano Del Carlo, 29 anni, nato a Capannori, passeggero di seconda classe e marito di Argene Genovesi.
- Emilio Serafino Mangiavacchi, nativo di Firenze, passeggero di seconda classe.
- Sante Righini, 28 anni, nato a Pisignano ma residente a New York, viaggiava in prima classe come domestico di Ella White.
- Alfonso Martino Meo, 48 anni, originario di Potenza ma già da tempo residente nel Regno Unito, passeggero di terza classe.
- Giuseppe Peduzzi, 24 anni, nato a Schignano ma residente sin dall'età di 12 anni a Londra, passeggero di terza classe.[24][25]

### Passeggeri cinesi
A bordo del Titanic vi erano anche otto cittadini di Hong Kong, allora colonia britannica e protettorato, oggi regione amministrativa speciale della Cina dal 1997. Essi erano tutti marinai ma si erano imbarcati sul Titanic come passeggeri di terza classe. I loro nomi sono: Lang Fang, 26 anni, Bing Lee, 32 anni, Chip Chang, 32 anni, Hee Ling, 24 anni, Ah Lam, 38 anni, Choong Foo, 32 anni, Len Lam, 23 anni, e Ling Lee, 28 anni. Tutti, tranne Len Lam e Ling Lee, riuscirono a salvarsi. Al loro ritorno a Hong Kong i sei superstiti vennero accolti come degli eroi.

### Passeggeri greci
Quattro erano invece i passeggeri greci che si'imbarcarono sul Titanic, tutti in terza classe: Vasilios G. Katavelos, 19 anni, contadino proveniente dal Peloponneso e diretto nel Wisconsin, Panagiotis K. Lymperopoulus, 30 anni, operaio diretto nel Connecticut, e Apostolos M. Chronopoulos, 26 anni, anch'egli operaio, in viaggio con il fratello minore Dimitrios, di 18 anni. Nessuno di loro sopravvisse. Solo i corpi di Katavelos e Lymperopoulus vennero recuperati e identificati con i numeri 58 e 196.

## Lista dei passeggeri

Statistiche dei passeggeri del Titanic

Quella che segue è la lista dei passeggeri che si trovavano a bordo del Titanic quando affondò il 15 aprile 1912. I nominativi segnati in celeste sono i passeggeri che si salvarono sulle scialuppe. Nella lista sono presenti anche i nove membri del "Gruppo di garanzia" e gli otto membri dell'orchestra.

### Legenda
I codici che seguono, posizionati nella colonna "corpo", indicano da quale nave fu recuperato il corpo del passeggero.
- MB - CS Mackay-Bennett
- M - CS Minia
- MM - CGS Montmagny
- A - SS Algerine (corpo 330)
- O - RMS Oceanic
- I - SS Ilford
- OT - SS Ottowa

### Prima classe
| Nome                                                                    | Età   | Provenienza                                  | Imbarcato   | Destinazione                                 | Scialuppa | Corpo | Biglietto |
| ----------------------------------------------------------------------- | ----- | -------------------------------------------- | ----------- | -------------------------------------------- | --------- | ----- | --------- |
| Allen, Miss Elizabeth Walton                                            | 29    | St. Louis, Missouri, Stati Uniti             | Southampton | St. Louis, Missouri, Stati Uniti             | 2         | --    | 24160     |
| Allison, Mr. Hudson Joshua Creighton                                    | 30    | Montréal (Canada)                            | Southampton | Montréal (Canada)                            | --        | 135MB | 113781    |
| e l'autista, Mr. George Swane                                           | 26    | Londra (Regno Unito)                         | Southampton | Montréal (Canada)                            | --        | 294MB | 248734    |
| e la cuoca, Miss Amelia Mary "Mildred" Brown                            | 18    | Londra (Regno Unito)                         | Southampton | Montréal (Canada)                            | 11        | --    | 248733    |
| Allison, Mrs. Bessie Waldo (nata Daniels)                               | 25    | Montréal (Canada)                            | Southampton | Montréal (Canada)                            | --        | --    | 113781    |
| e la domestica, Miss Sarah Daniels                                      | 33    | Montréal (Canada)                            | Southampton | Montréal (Canada)                            | 8         | --    | 113781    |
| Allison, Miss Helen Loraine                                             | 2     | Montréal (Canada)                            | Southampton | Montréal (Canada)                            | --        | -     | 113781    |
| Allison, Master Hudson Trevor                                           | 0,11m | Montréal (Canada)                            | Southampton | Montréal (Canada)                            | 11        | --    | 113781    |
| e l'infermiera, Miss Alice Catherine Cleaver                            | 22    | Londra (Regno Unito)                         | Southampton | Montréal (Canada)                            | 11        | --    | 113781    |
| Anderson, Mr. Harry                                                     | 47    | New York (Stati Uniti)                       | Southampton | New York (Stati Uniti)                       | 3         | --    | 19952     |
| Andrews, Miss Kornelia Theodosia                                        | 62    | Hudson, New York, Stati Uniti                | Cherbourg   | Hudson, New York, Stati Uniti                | 10        | --    | 13502     |
| Andrews, Mr. Thomas (costruttore del Titanic)                           | 39    | Belfast (Regno Unito)                        | Belfast     | New York (Stati Uniti)                       | --        | --    | 112050    |
| Appleton, Mrs. Charlotte Lane (nata Lamson)                             | 53    | New York (Stati Uniti)                       | Southampton | New York (Stati Uniti)                       | 2         | --    | 11769     |
| Artagaveytia, Mr. Ramón                                                 | 71    | Buenos Aires, Pampas, Argentina              | Cherbourg   | New York (Stati Uniti)                       | --        | 22MB  | 17609     |
| Astor, Colonnello John Jacob IV                                         | 47    | New York (Stati Uniti)                       | Cherbourg   | New York (Stati Uniti)                       | --        | 124MB | 17757     |
| e il cameriere, Mr. Victor Robbins                                      | 42    | New York (Stati Uniti)                       | Cherbourg   | New York (Stati Uniti)                       | --        | --    | 17757     |
| Astor, Mrs. Madeleine Talmage (nata Force)                              | 18    | New York (Stati Uniti)                       | Cherbourg   | New York (Stati Uniti)                       | 4         | --    | 17757     |
| e la domestica, Miss Rosalie Bidois                                     | 46    | New York (Stati Uniti)                       | Cherbourg   | New York (Stati Uniti)                       | 4         | --    | 17757     |
| e l'infermiera, Miss Caroline Louise Endres                             | 39    | New York (Stati Uniti)                       | Cherbourg   | New York (Stati Uniti)                       | 4         | --    | 17757     |
| Aubart, Mrs. Léontine Pauline                                           | 24    | Parigi, Francia                              | Cherbourg   | New York (Stati Uniti)                       | 9         | --    | 17477     |
| e la domestica, Miss Emma Sägesser                                      | 24    | Parigi, Francia                              | Cherbourg   | New York (Stati Uniti)                       | 9         | --    | 17477     |
| Barkworth, Mr. Algernon Henry Wilson                                    | 47    | Hessle, Yorkshire, Inghilterra               | Southampton | New York (Stati Uniti)                       | B         | --    | 27042     |
| Baumann, Mr. John D.                                                    | 60    | New York (Stati Uniti)                       | Cherbourg   | New York (Stati Uniti)                       | --        | --    | 17318     |
| Baxter, Mrs. Hélène (nata de Lanaudière-Chaput)                         | 50    | Montréal (Canada)                            | Cherbourg   | Montréal (Canada)                            | 6         | --    | 17558     |
| Baxter, Mr. Quigg Edmond                                                | 24    | Montréal (Canada)                            | Cherbourg   | Montréal (Canada)                            | --        | --    | 17588     |
| Beattie, Mr. Thomson                                                    | 36    | Fergus, Ontario, Canada                      | Southampton | Fergus, Ontario, Canada                      | A         | 331O  | 13050     |
| Beckwith, Mr. Richard Leonard                                           | 37    | New York (Stati Uniti)                       | Southampton | New York (Stati Uniti)                       | 5         | --    | 11751     |
| Beckwith, Mrs. Sarah Maybell (Sallie) (nata Monypeny)                   | 46    | New York (Stati Uniti)                       | Southampton | New York (Stati Uniti)                       | 5         | --    | 11751     |
| Behr, Mr. Karl Howell                                                   | 26    | New York (Stati Uniti)                       | Cherbourg   | New York (Stati Uniti)                       | 5         | --    | 111369    |
| Birnbaum, Mr. Jakob                                                     | 24    | Anversa, Belgio                              | Cherbourg   | San Francisco, California, Stati Uniti       | --        | 148MB | 13905     |
| Bishop, Mr. Dickinson H. "Dick"                                         | 25    | Dowagiac, Michigan, Stati Uniti              | Cherbourg   | Dowagiac, Michigan, Stati Uniti              | 7         | --    | 11967     |
| Bishop, Mrs. Helen (nata Walton)                                        | 19    | Dowagiac, Michigan, Stati Uniti              | Cherbourg   | Dowagiac, Michigan, Stati Uniti              | 7         | --    | 11967     |
| Björnström-Steffanson, Mr. Mauritz Håkan                                | 28    | Stoccolma, Svezia                            | Southampton | Washington, D.C., Stati Uniti                | D         | --    | 110564    |
| Blackwell, Mr. Stephen Weart                                            | 45    | Trenton (Stati Uniti)                        | Southampton | Trenton (Stati Uniti)                        | --        | --    | 113784    |
| Blank, Mr. Henry                                                        | 39    | Glen Ridge, New Jersey, Stati Uniti          | Cherbourg   | Glen Ridge, New Jersey, Stati Uniti          | 7         | --    | 112277    |
| Bonnell, Miss Elizabeth                                                 | 61    | Youngstown, Ohio, Stati Uniti                | Southampton | Youngstown, Ohio, Stati Uniti                | 8         | --    | 113783    |
| Bonnell, Miss Caroline                                                  | 30    | Youngstown, Ohio, Stati Uniti                | Southampton | Youngstown, Ohio, Stati Uniti                | 8         | --    | 113783    |
| Borebank, Mr. John James                                                | 42    | Londra (Regno Unito)                         | Southampton | Toronto, Ontario, Canada                     | --        | --    | 110489    |
| Bowerman, Miss Elsie Edith                                              | 22    | Saint Leonards-on-Sea, Sussex, Inghilterra   | Southampton | New York (Stati Uniti)                       | 6         | --    | 113505    |
| Brady, Mr. John Bertram                                                 | 41    | Pomeroy, Washington, Stati Uniti             | Southampton | Pomeroy, Washington, Stati Uniti             | --        | --    | 113054    |
| Brandeis, Mr. Emil Franklin                                             | 48    | Omaha, Nebraska, Stati Uniti                 | Cherbourg   | Omaha, Nebraska, Stati Uniti                 | --        | 208MB | 17591     |
| Brereton, Mr. George Andrew (alias George A. Brayton)                   | 37    | Los Angeles, California, Stati Uniti         | Southampton | Los Angeles, California, Stati Uniti         | 9         | --    | 111427    |
| Brewe, Dr. Arthur Jackson                                               | 45    | Filadelfia (Stati Uniti)                     | Cherbourg   | Filadelfia (Stati Uniti)                     | --        | --    | 112379    |
| Brown, Mrs. Caroline Lane (nata Lamson)                                 | 59    | Belmont, Massachusetts, Stati Uniti          | Southampton | Belmont, Massachusetts, Stati Uniti          | D         | --    | 11769     |
| Brown, Mrs. Margaret "Molly" (nata Tobin)                               | 44    | Denver, Colorado, Stati Uniti                | Cherbourg   | Denver, Colorado, Stati Uniti                | 6         | --    | 17610     |
| Bucknell, Mrs. Emma Eliza (nata Ward)                                   | 59    | Filadelfia (Stati Uniti)                     | Cherbourg   | Filadelfia (Stati Uniti)                     | 8         | --    | 11813     |
| e la domestica, Miss Albina Bazzani                                     | 36    | Filadelfia (Stati Uniti)                     | Cherbourg   | Filadelfia (Stati Uniti)                     | 8         | --    | 11813     |
| Butt, Maggiore Archibald Willingham                                     | 46    | Washington, D.C., Stati Uniti                | Southampton | Washington, D.C., Stati Uniti                | --        | --    | 113050    |
| Calderhead, Mr. Edward Pennington                                       | 42    | New York (Stati Uniti)                       | Southampton | New York (Stati Uniti)                       | 5         | --    | 17476     |
| Candee, Mrs. Helen Churchill (nata Hungerford)                          | 53    | Washington, D.C., Stati Uniti                | Cherbourg   | Washington, D.C., Stati Uniti                | 6         | --    | 17606     |
| Cardeza, Mrs. Charlotte Wardle (nata Drake)                             | 58    | Germantown, Pennsylvania, Stati Uniti        | Cherbourg   | Germantown, Pennsylvania, Stati Uniti        | 3         | --    | 17755     |
| e la domestica, Miss Annie Moore Ward                                   | 38    | Germantown, Pennsylvania, Stati Uniti        | Cherbourg   | Germantown, Pennsylvania, Stati Uniti        | 3         | --    | 17755     |
| Cardeza, Mr. Thomas Drake Martinez                                      | 36    | Germantown, Pennsylvania, Stati Uniti        | Cherbourg   | Germantown, Pennsylvania, Stati Uniti        | 3         | --    | 17755     |
| e il cameriere, Mr. Gustave J. Lesueur                                  | 35    | Germantown, Pennsylvania, Stati Uniti        | Cherbourg   | Germantown, Pennsylvania, Stati Uniti        | 3         | --    | 17755     |
| Carlsson, Mr. Frans Olof                                                | 33    | New York (Stati Uniti)                       | Southampton | New York (Stati Uniti)                       | --        | --    | 695       |
| Carrau, Mr. Francisco Mauro Severiano                                   | 31    | Montevideo, Uruguay                          | Southampton | Montevideo, Uruguay                          | --        | --    | 113059    |
| Carrau-Esteves, Mr. José Pedro                                          | 17    | Montevideo, Uruguay                          | Southampton | Montevideo, Uruguay                          | --        | --    | 113059    |
| Carter, Mr. William Ernest                                              | 36    | Bryn Mawr, Pennsylvania, Stati Uniti         | Southampton | Bryn Mawr, Pennsylvania, Stati Uniti         | C         | --    | 113760    |
| e il cameriere, Mr. Alexander Cairns                                    | 28    | Bryn Mawr, Pennsylvania, Stati Uniti         | Southampton | Bryn Mawr, Pennsylvania, Stati Uniti         | --        | --    | 113798    |
| e l'autista, Mr. Charles Augustus Aldworth                              | 30    | Bryn Mawr, Pennsylvania, Stati Uniti         | Southampton | Bryn Mawr, Pennsylvania, Stati Uniti         | --        | --    | 248744    |
| Carter, Mrs. Lucile (nata Polk)                                         | 36    | Bryn Mawr, Pennsylvania, Stati Uniti         | Southampton | Bryn Mawr, Pennsylvania, Stati Uniti         | 4         | --    | 113760    |
| e la domestica, Miss Auguste Jeanne Serreplaà                           | 30    | Bryn Mawr, Pennsylvania, Stati Uniti         | Southampton | Bryn Mawr, Pennsylvania, Stati Uniti         | 4         | --    | 113798    |
| Carter, Miss Lucile Polk                                                | 13    | Bryn Mawr, Pennsylvania, Stati Uniti         | Southampton | Bryn Mawr, Pennsylvania, Stati Uniti         | 4         | --    | 113760    |
| Carter, Master William Thornton II                                      | 11    | Bryn Mawr, Pennsylvania, Stati Uniti         | Southampton | Bryn Mawr, Pennsylvania, Stati Uniti         | 4         | --    | 113760    |
| Case, Mr. Howard Brown                                                  | 49    | Ascot, Berkshire, Inghilterra                | Southampton | Rochester, New York, Stati Uniti             | --        | --    | 19924     |
| Cassebeer, Mrs. Eleanor Genevieve (nata Fosdick)                        | 36    | New York (Stati Uniti)                       | Cherbourg   | New York (Stati Uniti)                       | 5         | --    | 17770     |
| Cavendish, Mr. Tyrell William                                           | 36    | Londra (Regno Unito)                         | Southampton | New York (Stati Uniti)                       | --        | 172MB | 19877     |
| Cavendish, Mrs. Julia Florence (nata Siegel)                            | 25    | Londra (Regno Unito)                         | Southampton | New York (Stati Uniti)                       | 6         | --    | 19877     |
| e la domestica, Miss Ellen "Nellie" Barber                              | 26    | Londra (Regno Unito)                         | Southampton | New York (Stati Uniti)                       | 6         | --    | 19877     |
| Chaffee, Mr. Herbert Fuller                                             | 46    | Amenia, New York, Stati Uniti                | Southampton | Amenia, New York, Stati Uniti                | --        | --    | 5734      |
| Chaffee, Mrs. Carrie Constance (nata Toogood)                           | 47    | Amenia, New York, Stati Uniti                | Southampton | Amenia, New York, Stati Uniti                | 4         | --    | 5734      |
| Chambers, Mr. Norman Campbell                                           | 27    | New York (Stati Uniti)                       | Southampton | New York (Stati Uniti)                       | 5         | --    | 113806    |
| Chambers, Mrs. Bertha (nata Griggs)                                     | 32    | New York (Stati Uniti)                       | Southampton | New York (Stati Uniti)                       | 5         | --    | 113806    |
| Cherry, Miss Gladys                                                     | 30    | Londra (Regno Unito)                         | Southampton | Vancouver, British Columbia, Canada          | 8         | --    | 110152    |
| Chevré, Mr. Paul Romaine Marie Léonce                                   | 45    | Parigi, Francia                              | Cherbourg   | Ottawa, Ontario, Canada                      | 7         | --    | 17594     |
| Chibnall, Mrs. Edith Martha Bowerman (nata Barber)                      | 48    | Saint Leonards-on-Sea, Sussex, Inghilterra   | Southampton | New York (Stati Uniti)                       | 6         | --    | 113505    |
| Chisholm, Mr. Roderick Robert Crispin                                   | 40    | Belfast (Regno Unito)                        | Belfast     | New York (Stati Uniti)                       | --        | --    | 112051    |
| Clark, Mr. Walter Miller                                                | 27    | Los Angeles, California, Stati Uniti         | Cherbourg   | Los Angeles, California, Stati Uniti         | --        | --    | 13508     |
| Clark, Mrs. Virginia Estelle (nata McDowell)                            | 26    | Los Angeles, California, Stati Uniti         | Cherbourg   | Los Angeles, California, Stati Uniti         | 4         | --    | 13508     |
| Clifford, Mr. George Quincy                                             | 40    | Stoughton, Massachusetts, Stati Uniti        | Southampton | Stoughton, Massachusetts, Stati Uniti        | --        | --    | 110465    |
| Colley, Mr. Edward Pomeroy                                              | 37    | Dublino, Irlanda                             | Southampton | Vancouver, British Columbia, Canada          | --        | --    |           |
| Compton, Mrs. Mary Eliza (nata Ingersoll)                               | 64    | Lakewood, New Jersey, Stati Uniti            | Cherbourg   | Lakewood, New Jersey, Stati Uniti            | 14        | --    |           |
| Compton, Miss Sara Rebecca                                              | 39    | Lakewood, New Jersey, Stati Uniti            | Cherbourg   | Lakewood, New Jersey, Stati Uniti            | 14        | --    |           |
| Compton, Mr. Alexander Taylor Jr.                                       | 37    | Lakewood, New Jersey, Stati Uniti            | Cherbourg   | Lakewood, New Jersey, Stati Uniti            | --        | --    |           |
| Cornell, Mrs. Malvina Helen (nata Lamson)                               | 55    | New York (Stati Uniti)                       | Southampton | New York (Stati Uniti)                       | 2         | --    |           |
| Crafton, Mr. John Bertram                                               | 59    | Roachdale, Indiana, Stati Uniti              | Southampton | Roachdale, Indiana, Stati Uniti              | --        | --    |           |
| Crosby, Captain Edward Gifford                                          | 70    | Milwaukee, Wisconsin, Stati Uniti            | Southampton | Milwaukee, Wisconsin, Stati Uniti            | --        | 269MB |           |
| Crosby, Mrs. Catherine Elizabeth (nata Halstead)                        | 64    | Milwaukee, Wisconsin, Stati Uniti            | Southampton | Milwaukee, Wisconsin, Stati Uniti            | 7         | --    |           |
| Crosby, Miss Harriette Rebecca                                          | 39    | Milwaukee, Wisconsin, Stati Uniti            | Southampton | Milwaukee, Wisconsin, Stati Uniti            | 7         | --    |           |
| Cumings, Mr. John Bradley                                               | 39    | New York (Stati Uniti)                       | Cherbourg   | New York (Stati Uniti)                       | --        | --    |           |
| Cumings, Mrs. Florence Briggs (nata Thayer)                             | 35    | New York (Stati Uniti)                       | Cherbourg   | New York (Stati Uniti)                       | 4         | --    |           |
| Daly, Mr. Peter Dennis                                                  | 51    | New York (Stati Uniti)                       | Southampton | New York (Stati Uniti)                       | A         | --    |           |
| Daniel, Mr. Robert Williams                                             | 27    | Montréal (Canada)                            | Southampton | Montréal (Canada)                            | 3         | --    |           |
| Davidson, Mr. Thornton                                                  | 31    | Montréal (Canada)                            | Southampton | Montréal (Canada)                            | --        | --    |           |
| Davidson, Mrs. Orian (nata Hays)                                        | 27    | Montréal (Canada)                            | Southampton | Montréal (Canada)                            | 3         | --    |           |
| Dick, Mr. Albert Adrian                                                 | 31    | Calgary, Alberta, Canada                     | Southampton | Calgary, Alberta, Canada                     | 3         | --    |           |
| Dick, Mrs. Vera (nata Gillespie)                                        | 17    | Calgary, Alberta, Canada                     | Southampton | Calgary, Alberta, Canada                     | 3         | --    |           |
| Dodge, Dr. Washington                                                   | 52    | San Francisco, California, Stati Uniti       | Southampton | San Francisco, California, Stati Uniti       | 13        | --    |           |
| Dodge, Mrs. Ruth (nata Vidaver)                                         | 34    | San Francisco, California, Stati Uniti       | Southampton | San Francisco, California, Stati Uniti       | 5         | --    |           |
| Dodge, Master Washington, Jr.                                           | 4     | San Francisco, California, Stati Uniti       | Southampton | San Francisco, California, Stati Uniti       | 5         | --    |           |
| Douglas, Mr. Walter Donald                                              | 50    | Minneapolis, Minnesota, Stati Uniti          | Cherbourg   | Minneapolis, Minnesota, Stati Uniti          | --        | 62MB  |           |
| Douglas, Mrs. Mahala (nata Dutton)                                      | 48    | Minneapolis, Minnesota, Stati Uniti          | Cherbourg   | Minneapolis, Minnesota, Stati Uniti          | 2         | --    |           |
| e la domestica, Miss Berthe Leroy                                       | 27    | Minneapolis, Minnesota, Stati Uniti          | Cherbourg   | Minneapolis, Minnesota, Stati Uniti          | 2         | --    |           |
| Douglas, Mrs. Mary Hélène (nata Baxter)                                 | 27    | Montréal (Canada)                            | Cherbourg   | Montréal (Canada)                            | 6         | --    | 17588     |
| Duff Gordon, Sir Cosmo Edmund                                           | 49    | Londra (Regno Unito)                         | Cherbourg   | New York (Stati Uniti)                       | 1         | --    |           |
| Duff Gordon, Lucy Christiana, Lady (nata Sutherland)                    | 48    | Londra (Regno Unito)                         | Cherbourg   | New York (Stati Uniti)                       | 1         | --    |           |
| e la domestica, Miss Laura Mabel Francatelli                            | 31    | Londra (Regno Unito)                         | Cherbourg   | New York (Stati Uniti)                       | 1         | --    |           |
| Walter A. Tortora\|Tortora, Mr. Walter Adrian                           | 43    | Lanús, Buenos Aires, Argentina               | Cherbourg   | Minneapolis, Minnesota, Stati Uniti          | --        | 62MB  |           |
| Earnshaw, Mrs. Olive (nata Potter)                                      | 23    | Filadelfia (Stati Uniti)                     | Cherbourg   | Filadelfia (Stati Uniti)                     | 7         | --    |           |
| Eustis, Miss Elizabeth Mussey                                           | 54    | Brookline, Massachusetts, Stati Uniti        | Cherbourg   | Brookline, Massachusetts, Stati Uniti        | 4         | --    |           |
| Evans, Miss Edith Corse                                                 | 36    | New York (Stati Uniti)                       | Cherbourg   | New York (Stati Uniti)                       | --        | --    |           |
| Flegenheim, Mrs. Antoinette (nata Liche)                                | 48    | New York (Stati Uniti)                       | Cherbourg   | New York (Stati Uniti)                       | 7         | --    |           |
| Flynn, Mr. John Irwin                                                   | 36    | Brooklyn, New York, Stati Uniti              | Southampton | Brooklyn, New York, Stati Uniti              | 5         | --    |           |
| Foreman, Mr. Benjamin Laventall                                         | 30    | New York (Stati Uniti)                       | Southampton | New York (Stati Uniti)                       | --        | --    |           |
| Fortune, Mr. Mark                                                       | 64    | Winnipeg, Manitoba, Canada                   | Southampton | Winnipeg, Manitoba, Canada                   | --        | --    |           |
| Fortune, Mrs. Mary (nata McDougald)                                     | 60    | Winnipeg, Manitoba, Canada                   | Southampton | Winnipeg, Manitoba, Canada                   | 10        | --    |           |
| Fortune, Miss Ethel Flora                                               | 28    | Winnipeg, Manitoba, Canada                   | Southampton | Winnipeg, Manitoba, Canada                   | 10        | --    |           |
| Fortune, Miss Alice Elizabeth                                           | 24    | Winnipeg, Manitoba, Canada                   | Southampton | Winnipeg, Manitoba, Canada                   | 10        | --    |           |
| Fortune, Miss Mabel Helen                                               | 23    | Winnipeg, Manitoba, Canada                   | Southampton | Winnipeg, Manitoba, Canada                   | 10        | --    |           |
| Fortune, Mr. Charles Alexander                                          | 19    | Winnipeg, Manitoba, Canada                   | Southampton | Winnipeg, Manitoba, Canada                   | --        | --    |           |
| Franklin, Mr. Thomas Parnham                                            | 37    | Londra (Regno Unito)                         | Southampton | New York (Stati Uniti)                       | --        | --    |           |
| Frauenthal, Dr. Henry William                                           | 49    | Londra (Regno Unito)                         | Southampton | New York (Stati Uniti)                       | 5         | --    |           |
| Frauenthal, Mrs. Clara (nata Heinsheimer)                               | 42    | Londra (Regno Unito)                         | Southampton | New York (Stati Uniti)                       | 5         | --    |           |
| Frauenthal, Mr. Isaac Gerald                                            | 43    | Londra (Regno Unito)                         | Southampton | New York (Stati Uniti)                       | 5         | --    |           |
| Frölicher, Mr. Maximilian Josef                                         | 60    | Zurigo, Svizzera                             | Cherbourg   | New York (Stati Uniti)                       | 5         | --    |           |
| Frölicher, Mrs. Margaretha Emerentia (nata Stehli)                      | 48    | Zurigo, Svizzera                             | Cherbourg   | New York (Stati Uniti)                       | 5         | --    |           |
| Frölicher-Stehli, Miss Hedwig Margaritha                                | 22    | Zurigo, Svizzera                             | Cherbourg   | New York (Stati Uniti)                       | 5         | --    |           |
| Futrelle, Mr. Jacques Heath                                             | 37    | Scituate, Massachusetts, Stati Uniti         | Southampton | Scituate, Massachusetts, Stati Uniti         | --        | --    |           |
| Futrelle, Mrs. Lily May (nata Peel)                                     | 35    | Scituate, Massachusetts, Stati Uniti         | Southampton | Scituate, Massachusetts, Stati Uniti         | D         | --    |           |
| Gee, Mr. Arthur H.                                                      | 47    | Saint Annes-on-Sea, Inghilterra              | Southampton | Città del Messico, Messico                   | --        | 275MB |           |
| Gibson, Mrs. Pauline Caroline (nata Boeson)                             | 44    | New York (Stati Uniti)                       | Cherbourg   | New York (Stati Uniti)                       | 7         | --    |           |
| Gibson, Miss Dorothy Winifred                                           | 22    | New York (Stati Uniti)                       | Cherbourg   | New York (Stati Uniti)                       | 7         | --    |           |
| Goldenberg, Mr. Samuel Levi                                             | 47    | Parigi, Francia                              | Cherbourg   | New York (Stati Uniti)                       | 5         | --    |           |
| Goldenberg, Mrs. Nella (nata Wiggins)                                   | 40    | Parigi, Francia                              | Cherbourg   | New York (Stati Uniti)                       | 5         | --    |           |
| Goldschmidt, Mr. George B.                                              | 71    | New York (Stati Uniti)                       | Cherbourg   | New York (Stati Uniti)                       | --        | --    |           |
| Gracie, Colonnello Archibald                                            | 53    | Washington, D.C., Stati Uniti                | Southampton | Washington, D.C., Stati Uniti                | B         | --    |           |
| Graham, Mr. George Edward                                               | 38    | Winnipeg, Manitoba, Canada                   | Southampton | Winnipeg, Manitoba, Canada                   | --        | 147MB |           |
| Graham, Mrs. Edith Ware (nata Junkins)                                  | 59    | Greenwich, Connecticut, Stati Uniti          | Southampton | Greenwich, Connecticut, Stati Uniti          | 3         | --    |           |
| Graham, Miss Margaret Edith                                             | 19    | Greenwich, Connecticut, Stati Uniti          | Southampton | Greenwich, Connecticut, Stati Uniti          | 3         | --    |           |
| e la governante, Miss Elizabeth Weed Shutes                             | 40    | Greenwich, Connecticut, Stati Uniti          | Southampton | Greenwich, Connecticut, Stati Uniti          | 3         | --    |           |
| Greenfield, Mrs. Blanche (nata Strouse)                                 | 45    | New York (Stati Uniti)                       | Cherbourg   | New York (Stati Uniti)                       | 7         | --    |           |
| Greenfield, Mr. William Bertram                                         | 23    | New York (Stati Uniti)                       | Cherbourg   | New York (Stati Uniti)                       | 7         | --    |           |
| Guggenheim, Mr. Benjamin                                                | 46    | Parigi, Francia                              | Cherbourg   | New York (Stati Uniti)                       | --        | --    |           |
| e il cameriere, Mr. Victor Giglio                                       | 24    | Parigi, Francia                              | Cherbourg   | New York (Stati Uniti)                       | --        | --    |           |
| e l'autista, Mr. René Pernot                                            | 39    | Parigi, Francia                              | Cherbourg   | New York (Stati Uniti)                       | --        | --    |           |
| Harder, Mr. George Achilles                                             | 25    | New York (Stati Uniti)                       | Cherbourg   | New York (Stati Uniti)                       | 5         | --    |           |
| Harder, Mrs. Dorothy (nata Annan)                                       | 21    | New York (Stati Uniti)                       | Cherbourg   | New York (Stati Uniti)                       | 5         | --    |           |
| Harper, Mr. Henry Sleeper                                               | 48    | New York (Stati Uniti)                       | Cherbourg   | New York (Stati Uniti)                       | 3         | --    |           |
| e l'interprete, Mr. Hammad Hassab                                       | 27    | Cairo, Egitto                                | Cherbourg   | New York (Stati Uniti)                       | 3         | --    |           |
| Harper, Mrs. Myna (nata Haxtun)                                         | 49    | New York (Stati Uniti)                       | Cherbourg   | New York (Stati Uniti)                       | 3         | --    |           |
| Harris, Mr. Henry Birkhardt                                             | 45    | New York (Stati Uniti)                       | Southampton | New York (Stati Uniti)                       | --        | --    |           |
| Harris, Mrs. Irene (nata Wallach)                                       | 35    | New York (Stati Uniti)                       | Southampton | New York (Stati Uniti)                       | D         | --    |           |
| Hawksford, Mr. Walter James                                             | 45    | Kingston, Surrey, Inghilterra                | Southampton | New York (Stati Uniti)                       | 3         | --    |           |
| Hays, Mr. Charles Melville                                              | 55    | Montréal (Canada)                            | Southampton | Montréal (Canada)                            | --        | M     |           |
| e l'impiegato, Mr. Vivian Ponsonby Payne                                | 22    | Montréal (Canada)                            | Southampton | Montréal (Canada)                            | --        | --    |           |
| Hays, Mrs. Clara Jennings (nata Grigg)                                  | 52    | Montréal (Canada)                            | Southampton | Montréal (Canada)                            | 3         | --    |           |
| e la domestica, Miss Mary Anne Perreault                                | 33    | Montréal (Canada)                            | Southampton | Montréal (Canada)                            | 3         | --    |           |
| Hays, Miss Margaret Bechstein                                           | 24    | New York (Stati Uniti)                       | Southampton | New York (Stati Uniti)                       | 7         | --    |           |
| Head, Mr. Christopher                                                   | 42    | Chelsea, Londra (Regno Unito)                | Southampton | New York (Stati Uniti)                       | --        | --    |           |
| Hilliard, Mr. Herbert Henry                                             | 44    | Brighton, Massachusetts, Stati Uniti         | Southampton | Brighton, Massachusetts, Stati Uniti         | --        | --    |           |
| Hipkins, Mr. William Edward                                             | 55    | West Midlands, Inghilterra                   | Southampton | New York (Stati Uniti)                       | --        | --    |           |
| Hippach, Mrs. Ida Sophia (nata Fischer)                                 | 44    | Chicago, Illinois, Stati Uniti               | Cherbourg   | Chicago, Illinois, Stati Uniti               | 4         | --    |           |
| Hippach, Miss Jean Gertrude                                             | 17    | Chicago, Illinois, Stati Uniti               | Cherbourg   | Chicago, Illinois, Stati Uniti               | 4         | -     |           |
| Hogeboom, Mrs. Anna Louisa (nata Andrews)                               | 51    | Hudson, New York, Stati Uniti                | Cherbourg   | Hudson, New York, Stati Uniti                | 10        | --    | 13502     |
| Holverson, Mr. Alexander Oskar                                          | 42    | New York (Stati Uniti)                       | Southampton | New York (Stati Uniti)                       | --        | 38MB  |           |
| Holverson, Mrs. Mary Aline (nata Towner)                                | 35    | New York (Stati Uniti)                       | Southampton | New York (Stati Uniti)                       | 8         | --    |           |
| Homer, Mr. Harry (alias E. Haven)                                       | 40    | Indianapolis, Indiana, Stati Uniti           | Southampton | Indianapolis, Indiana, Stati Uniti           | 15        | --    |           |
| Hoyt, Mr. Frederick Maxfield                                            | 38    | New York (Stati Uniti)                       | Southampton | Stamford, Connecticut, Stati Uniti           | D         | --    |           |
| Hoyt, Mrs. Jane Anne (nata Forby)                                       | 31    | New York (Stati Uniti)                       | Southampton | Stamford, Connecticut, Stati Uniti           | D         | --    |           |
| Hoyt, Mr. William Fisher                                                | 42    | New York (Stati Uniti)                       | Cherbourg   | New York (Stati Uniti)                       | 14        | --    |           |
| Isham, Miss Ann Elizabeth                                               | 50    | Chicago, Illinois, Stati Uniti               | Cherbourg   | Chicago, Illinois, Stati Uniti               | --        | --    |           |
| Ismay, Mr. Joseph Bruce (amministratore delegato della White Star Line) | 49    | Liverpool, Merseyside, Inghilterra           | Southampton | New York (Stati Uniti)                       | C         | --    | 112058    |
| e il cameriere, Mr. John Richard Fry                                    | 39    | Liverpool, Merseyside, Inghilterra           | Southampton | New York (Stati Uniti)                       | --        | --    |           |
| e il segretario, Mr. William Henry Harrison                             | 45    | Wallasey, Merseyside, Inghilterra            | Southampton | New York (Stati Uniti)                       | --        | 110MB |           |
| Jones, Mr. Charles Cresson                                              | 46    | Bennington, Vermont, Stati Uniti             | Southampton | Bennington, Vermont, Stati Uniti             | --        | 80MB  |           |
| Julian, Mr. Henry Forbes                                                | 50    | Torquay, Devon, Inghilterra                  | Southampton | San Francisco, California, Stati Uniti       | --        | --    |           |
| Kent, Mr. Edward Austin                                                 | 58    | Buffalo, New York, Stati Uniti               | Cherbourg   | Buffalo, New York, Stati Uniti               | --        | 258MB |           |
| Kenyon, Mr. Frederick R.                                                | 41    | Pittsburgh, Pennsylvania, Stati Uniti        | Southampton | Pittsburgh, Pennsylvania, Stati Uniti        | --        | --    |           |
| Kenyon, Mrs. Marion (nata Stauffer)                                     | 31    | Pittsburgh, Pennsylvania, Stati Uniti        | Southampton | Pittsburgh, Pennsylvania, Stati Uniti        | 8         | --    |           |
| Kimball, Mr. Edwin Nelson Jr.                                           | 42    | Boston, Massachusetts, Stati Uniti           | Southampton | Boston, Massachusetts, Stati Uniti           | 5         | --    |           |
| Kimball, Mrs. Gertrude (nata Parsons)                                   | 45    | Boston, Massachusetts, Stati Uniti           | Southampton | Boston, Massachusetts, Stati Uniti           | 5         | --    |           |
| Klaber, Mr. Herman                                                      | 41    | Portland, Oregon, Stati Uniti                | Southampton | Portland, Oregon, Stati Uniti                | --        | --    |           |
| Lambert-Williams, Mr. Fletcher Fellows                                  | 43    | Londra (Regno Unito)                         | Southampton | Newark, New Jersey, Stati Uniti              | --        | --    |           |
| Leader, Dr. Alice (nata Farnham)                                        | 49    | New York (Stati Uniti)                       | Southampton | New York (Stati Uniti)                       | 8         | --    |           |
| Leslie, Lucy Noël Martha, Countess of Rothes (nata Dyer-Edwardes)       | 27    | Vancouver, British Columbia, Canada          | Southampton | Vancouver, British Columbia, Canada          | 8         | --    | 110152    |
| e la domestica, Miss Roberta Elizabeth Mary "Cissy" Maioni              | 20    | Vancouver, British Columbia, Canada          | Southampton | Vancouver, British Columbia, Canada          | 8         | --    | 110152    |
| Lewy, Mr. Ervin G.                                                      | 31    | Chicago, Illinois, Stati Uniti               | Cherbourg   | Chicago, Illinois, Stati Uniti               | --        | --    |           |
| Lindeberg-Lind, Mr. Erik Gustav (alias Edward Lingrey)                  | 42    | Jordanstorp, Sörmland, Svezia                | Southampton | New York (Stati Uniti)                       | --        | --    |           |
| Lindström, Mrs. Sigrid (nata Posse)                                     | 55    | Stoccolma, Uppland, Svezia                   | Cherbourg   | New York (Stati Uniti)                       | 6         | --    |           |
| Lines, Mrs. Elizabeth Lindsey (nata James)                              | 50    | Parigi, Francia                              | Cherbourg   | Hanover, New Hampshire, Stati Uniti          | 9         | --    |           |
| Lines, Miss Mary Conover                                                | 16    | Parigi, Francia                              | Cherbourg   | Hanover, New Hampshire, Stati Uniti          | 9         | --    |           |
| Long, Mr. Milton Clyde                                                  | 29    | Springfield, Massachusetts, Stati Uniti      | Southampton | Springfield, Massachusetts, Stati Uniti      | --        | 126MB |           |
| Longley, Miss Gretchen Fiske                                            | 21    | Hudson, New York, USA                        | Cherbourg   | Hudson, New York, USA                        | 10        | --    | 13502     |
| Loring, Mr. Joseph Holland                                              | 30    | Londra (Regno Unito)                         | Southampton | New York (Stati Uniti)                       | --        | --    |           |
| Madill, Miss Georgette Alexandra                                        | 16    | Saint Louis (Stati Uniti)                    | Southampton | Saunt Louis, Missouri, Stati Uniti           | 2         | --    |           |
| Maguire, Mr. John Edward                                                | 30    | Brockton, Massachusetts, Stati Uniti         | Southampton | Brockton, Massachusetts, Stati Uniti         | --        | --    |           |
| Maréchal, Mr. Pierre, Sr.                                               | 28    | Parigi, Francia                              | Cherbourg   | New York (Stati Uniti)                       | 7         | --    |           |
| Marvin, Mr. Daniel Warner                                               | 18    | New York (Stati Uniti)                       | Southampton | New York (Stati Uniti)                       | --        | --    |           |
| Marvin, Mrs. Mary Graham Carmichael (nata Farquarson)                   | 18    | New York (Stati Uniti)                       | Southampton | New York (Stati Uniti)                       | 10        | --    |           |
| Mayné, Miss Bertha Antonine                                             | 24    | Bruxelles, Belgio                            | Cherbourg   | Montréal (Canada)                            | 6         | --    |           |
| McCaffry, Mr. Thomas Francis                                            | 46    | Vancouver, British Columbia, Canada          | Southampton | Vancouver, British Columbia, Canada          | --        | 292MB | 13050     |
| McCarthy, Mr. Timothy J.                                                | 54    | Dorchester, Massachusetts, Stati Uniti       | Southampton | Dorchester, Massachusetts, Stati Uniti       | --        | 175MB |           |
| McGough, Mr. James Robert                                               | 35    | Filadelfia (Stati Uniti)                     | Southampton | Filadelfia (Stati Uniti)                     | 7         | --    |           |
| Meyer, Mr. Edgar Joseph                                                 | 28    | New York (Stati Uniti)                       | Cherbourg   | New York (Stati Uniti)                       | --        | --    |           |
| Meyer, Mrs. Leila (nata Saks)                                           | 25    | New York (Stati Uniti)                       | Cherbourg   | New York (Stati Uniti)                       | 6         | --    |           |
| Millet, Mr. Francis Davis                                               | 65    | East Bridgewater, Massachusetts, Stati Uniti | Cherbourg   | East Bridgewater, Massachusetts, Stati Uniti | --        | 249MB |           |
| Minahan, Dr. William Edward                                             | 44    | Fond du Lac, Wisconsin, Stati Uniti          | Southampton | Fond du Lac, Wisconsin, Stati Uniti          | --        | 230MB |           |
| Minahan, Mrs. Lillian E. (nata Thorpe)                                  | 37    | Fond du Lac, Wisconsin, Stati Uniti          | Southampton | Fond du Lac, Wisconsin, Stati Uniti          | 14        | --    |           |
| Minahan, Miss Daisy E.                                                  | 33    | Fond du Lac, Wisconsin, Stati Uniti          | Southampton | Fond du Lac, Wisconsin, Stati Uniti          | 14        | --    |           |
| Mock, Mr. Philipp Edmund                                                | 30    | New York (Stati Uniti)                       | Cherbourg   | New York (Stati Uniti)                       | 11        | --    |           |
| Molson, Mr. Harry Markland                                              | 55    | Montréal (Canada)                            | Southampton | Montréal (Canada)                            | --        | --    |           |
| Moore, Mr. Clarence Bloomfield                                          | 47    | Washington, D.C., Stati Uniti                | Southampton | Washington, D.C., Stati Uniti                | --        | --    |           |
| e il cameriere, Mr. Charles Henry Harrington                            | 37    | Washington, D.C., Stati Uniti                | Southampton | Washington, D.C., Stati Uniti                | --        | --    |           |
| Natsch, Mr. Charles                                                     | 36    | Brooklyn, New York, Stati Uniti              | Cherbourg   | Brooklyn, New York, Stati Uniti              | --        | --    |           |
| Newell, Mr. Arthur Webster                                              | 58    | Lexington, Massachusetts, Stati Uniti        | Cherbourg   | Lexington, Massachusetts, Stati Uniti        | --        | 122MB |           |
| Newell, Miss Madeleine                                                  | 31    | Lexington, Massachusetts, Stati Uniti        | Cherbourg   | Lexington, Massachusetts, Stati Uniti        | 6         | --    |           |
| Newell, Miss Marjorie Anne                                              | 23    | Lexington, Massachusetts, Stati Uniti        | Cherbourg   | Lexington, Massachusetts, Stati Uniti        | 6         | --    |           |
| Newsom, Miss Helen Monypeny                                             | 19    | New York (Stati Uniti)                       | Southampton | New York (Stati Uniti)                       | 5         | --    |           |
| Nicholson, Mr. Arthur Ernest                                            | 64    | Shanklin, Isola di Wight, Inghilterra        | Southampton | New York (Stati Uniti)                       | --        | 263MB |           |
| Nourney, Mr. Alfred                                                     | 20    | Colonia, Germania                            | Cherbourg   | New York (Stati Uniti)                       | 7         | --    |           |
| Omont, Mr. Alfred Fernand                                               | 29    | Le Havre, Francia                            | Cherbourg   | New York (Stati Uniti)                       | 7         | --    |           |
| Ostby, Mr. Engelhart Cornelius                                          | 64    | Providence, Rhode Island, Stati Uniti        | Southampton | Providence, Rhode Island, Stati Uniti        | --        | 234MB |           |
| Ostby, Miss Helene Ragnhild                                             | 22    | Providence, Rhode Island, Stati Uniti        | Southampton | Providence, Rhode Island, Stati Uniti        | 5         | --    |           |
| Ovies y Rodriguez, Mr. Servando José Florentino                         | 36    | L'Avana, Cuba                                | Cherbourg   | L'Avana, Cuba                                | --        | 189MB |           |
| Parr, Mr. William Henry Marsh                                           | 29    | Belfast (Regno Unito)                        | Belfast     | New York (Stati Uniti)                       | --        | --    |           |
| Partner, Mr. Austin                                                     | 40    | Londra (Regno Unito)                         | Southampton | Toronto, Ontario, Canada                     | --        | 166MB |           |
| Pears, Mr. Thomas Clinton                                               | 29    | Isleworth, Inghilterra                       | Southampton | New York (Stati Uniti)                       | --        | --    |           |
| Pears, Mrs. Edith (nata Wearne)                                         | 22    | Isleworth, Inghilterra                       | Southampton | New York (Stati Uniti)                       | 8         | --    |           |
| Peñasco y Castellana, Mr. Victor                                        | 24    | Madrid, Spagna                               | Cherbourg   | New York (Stati Uniti)                       | --        | --    |           |
| Peñasco y Castellana, Mrs. Maria Josefa (nata Perez de Soto y Vallejo)  | 22    | Madrid, Spagna                               | Cherbourg   | New York (Stati Uniti)                       | 8         | --    |           |
| e la domestica, Doña Fermina Oliva y Ocana                              | 39    | Madrid, Spagna                               | Cherbourg   | New York (Stati Uniti)                       | 8         | --    |           |
| Peuchen, Maggiore Arthur Godfrey                                        | 52    | Toronto, Ontario, Canada                     | Southampton | Toronto, Ontario, Canada                     | 6         | --    |           |
| Porter, Mr. Walter Chamberlain                                          | 46    | Worcester, Massachusetts, Stati Uniti        | Southampton | Worcester, Massachusetts, Stati Uniti        | --        | 207MB | 110465    |
| Potter, Mrs. Lily Alexenia (nata Wilson)                                | 56    | Filadelfia (Stati Uniti)                     | Cherbourg   | Filadelfia (Stati Uniti)                     | 7         | --    |           |
| Reuchlin, The Honourable Mr. Johan George                               | 38    | Rotterdam, Paesi Bassi                       | Cherbourg   | New York (Stati Uniti)                       | --        | --    |           |
| Rheims, Mr. George Alexander Lucien                                     | 36    | Parigi, Francia                              | Southampton | New York (Stati Uniti)                       | A         | --    |           |
| Robert, Mrs. Elisabeth Walton (nata McMillan)                           | 43    | Saint Louis (Stati Uniti)                    | Southampton | Saint Louis (Stati Uniti)                    | 2         | --    |           |
| e la domestica, Miss Emilie Kreuchen                                    | 29    | Saint Louis (Stati Uniti)                    | Southampton | Saint Louis (Stati Uniti)                    | 2         | --    |           |
| Roebling, Mr. Washington Augustus II                                    | 31    | Trenton (Stati Uniti)                        | Southampton | Trenton (Stati Uniti)                        | --        | --    |           |
| Romaine, Mr. Charles Hallance (alias C. Rolmane)                        | 45    | New York (Stati Uniti)                       | Southampton | New York (Stati Uniti)                       | 9         | --    |           |
| Rood, Mr. Hugh Roscoe                                                   | 38    | Seattle (Stati Uniti)                        | Southampton | Seattle (Stati Uniti)                        | --        | --    |           |
| Rosenbaum, Miss Edith Louise                                            | 34    | Parigi, Francia                              | Cherbourg   | Cincinnati, Ohio, Stati Uniti                | 11        | --    |           |
| Rosenshine, Mr. George (alias George Thorne)                            | 46    | New York (Stati Uniti)                       | Cherbourg   | New York (Stati Uniti)                       | --        | 16MB  |           |
| Ross, Mr. John Hugo                                                     | 36    | Winnipeg, Manitoba, Canada                   | Southampton | Winnipeg, Manitoba, Canada                   | --        | --    |           |
| Rothschild, Mr. Martin                                                  | 46    | New York (Stati Uniti)                       | Cherbourg   | New York (Stati Uniti)                       | --        | --    |           |
| Rothschild, Mrs. Elizabeth Jane Anne (nata Barrett)                     | 54    | New York (Stati Uniti)                       | Cherbourg   | New York (Stati Uniti)                       | 6         | --    |           |
| Rowe, Mr. Alfred G.                                                     | 59    | Liverpool, Merseyside, Inghilterra           | Southampton | New York (Stati Uniti)                       | --        | 109MB |           |
| Ryerson, Mr. Arthur Larned                                              | 61    | Cooperstown, New York, Stati Uniti           | Cherbourg   | Cooperstown, New York, Stati Uniti           | --        | --    |           |
| Ryerson, Mrs. Emily Maria (nata Borie)                                  | 48    | Cooperstown, New York, Stati Uniti           | Cherbourg   | Cooperstown, New York, Stati Uniti           | 4         | --    |           |
| e la domestica, Miss Victorine Chaudanson                               | 36    | Cooperstown, New York, Stati Uniti           | Cherbourg   | Cooperstown, New York, Stati Uniti           | 4         | --    |           |
| Ryerson, Miss Susan Parker "Suzette"                                    | 21    | Cooperstown, New York, Stati Uniti           | Cherbourg   | Cooperstown, New York, Stati Uniti           | 4         | --    |           |
| Ryerson, Miss Emily Borie                                               | 18    | Cooperstown, New York, Stati Uniti           | Cherbourg   | Cooperstown, New York, Stati Uniti           | 4         | --    |           |
| Ryerson, Master John Borie "Jack"                                       | 13    | Cooperstown, New York, Stati Uniti           | Cherbourg   | Cooperstown, New York, Stati Uniti           | 4         | --    |           |
| e la governante, Miss Grace Scott Bowen                                 | 45    | Cooperstown, New York, Stati Uniti           | Cherbourg   | Cooperstown, New York, Stati Uniti           | 4         | --    |           |
| Saalfeld, Mr. Adolphe                                                   | 47    | Manchester, Inghilterra                      | Southampton | New York (Stati Uniti)                       | 3         | --    |           |
| Salomon, Mr. Abraham Lincoln                                            | 43    | New York (Stati Uniti)                       | Cherbourg   | New York (Stati Uniti)                       | 1         | --    |           |
| Schabert, Mrs. Emma (nata Mock)                                         | 35    | Amburgo, Germania                            | Cherbourg   | New York (Stati Uniti)                       | 11        | --    |           |
| Seward, Mr. Frederic Kimber                                             | 34    | New York (Stati Uniti)                       | Southampton | New York (Stati Uniti)                       | 7         | --    |           |
| Silverthorne, Mr. Spencer Victor                                        | 35    | Saint Louis (Stati Uniti)                    | Southampton | Saint Louis (Stati Uniti)                    | 5         | --    |           |
| Silvey, Mr. William Baird                                               | 50    | Duluth, Minnesota, Stati Uniti               | Cherbourg   | Duluth, Minnesota, Stati Uniti               | --        | --    |           |
| Silvey, Mrs. Alice (nata Munger)                                        | 39    | Duluth, Minnesota, Stati Uniti               | Cherbourg   | Duluth, Minnesota, Stati Uniti               | 11        | --    |           |
| Simonius-Blumer, Colonnello Alfons                                      | 56    | Basilea, Svizzera                            | Southampton | New York (Stati Uniti)                       | 3         | --    |           |
| Sloper, Mr. William Thompson                                            | 28    | New Britain, Connecticut, Stati Uniti        | Southampton | New Britain, Connecticut, Stati Uniti        | 7         | --    |           |
| Smart, Mr. John Montgomery                                              | 56    | Kildale, Yorkshire, Inghilterra              | Southampton | New York (Stati Uniti)                       | --        | --    |           |
| Smith, Mr. James Clinch                                                 | 56    | Parigi, Francia                              | Cherbourg   | Long Island, New York, Stati Uniti           | --        | --    |           |
| Smith, Mr. Lucien Philip                                                | 24    | Huntington, West Virginia, Stati Uniti       | Cherbourg   | Huntington, West Virginia, Stati Uniti       | --        | --    |           |
| Smith, Mrs. Mary Eloise (nata Hughes)                                   | 18    | Huntington, West Virginia, Stati Uniti       | Cherbourg   | Huntington, West Virginia, Stati Uniti       | 6         | --    |           |
| Smith, Mr. Richard William                                              | 57    | Streatham, Londra (Regno Unito)              | Southampton | New York (Stati Uniti)                       | --        | --    |           |
| Snyder, Mr. John Pillsbury                                              | 24    | Minneapolis, Minnesota, Stati Uniti          | Southampton | Minneapolis, Minnesota, Stati Uniti          | 7         | --    |           |
| Snyder, Mrs. Nellie (nata Stevenson)                                    | 23    | Minneapolis, Minnesota, Stati Uniti          | Southampton | Minneapolis, Minnesota, Stati Uniti          | 7         | --    |           |
| Spedden, Mr. Frederic Oakley                                            | 45    | Tuxedo Park, New York, Stati Uniti           | Cherbourg   | Tuxedo Park, New York, Stati Uniti           | 3         | --    |           |
| Spedden, Mrs. Margaretta Corning (nata Stone)                           | 39    | Tuxedo Park, New York, Stati Uniti           | Cherbourg   | Tuxedo Park, New York, Stati Uniti           | 3         | --    |           |
| e la domestica, Miss Helen Alice Wilson                                 | 31    | Tuxedo Park, New York, Stati Uniti           | Cherbourg   | Tuxedo Park, New York, Stati Uniti           | 3         | --    |           |
| Spedden, Master Robert Douglas                                          | 6     | Tuxedo Park, New York, Stati Uniti           | Cherbourg   | Tuxedo Park, New York, Stati Uniti           | 3         | --    |           |
| e l'infermiera, Miss Elizabeth Margaret Burns                           | 41    | Tuxedo Park, New York, Stati Uniti           | Cherbourg   | Tuxedo Park, New York, Stati Uniti           | 3         | --    |           |
| Spencer, Mr. William Augustus                                           | 57    | New York (Stati Uniti)                       | Cherbourg   | New York (Stati Uniti)                       | --        | --    |           |
| Spencer, Mrs. Marie Eugenie                                             | 45    | New York (Stati Uniti)                       | Cherbourg   | New York (Stati Uniti)                       | 6         | --    |           |
| e la domestica, Miss Eugenie Elise Lurette                              | 59    | New York (Stati Uniti)                       | Cherbourg   | New York (Stati Uniti)                       | 6         | --    |           |
| Stähelin-Maeglin, Dr. Max                                               | 32    | Basilea, Svizzera                            | Southampton | New York (Stati Uniti)                       | 3         | --    |           |
| Stead, Mr. William Thomas                                               | 63    | Londra (Regno Unito)                         | Southampton | New York (Stati Uniti)                       | --        | --    | 113514    |
| Stengel, Mr. Charles Emil Henry                                         | 54    | Newark, New Jersey, Stati Uniti              | Cherbourg   | Newark, New Jersey, Stati Uniti              | 1         | --    |           |
| Stengel, Mrs. Annie May (nata Morris)                                   | 44    | Newark, New Jersey, Stati Uniti              | Cherbourg   | Newark, New Jersey, Stati Uniti              | 5         | --    |           |
| Stephenson, Mrs. Martha (nata Eustis)                                   | 52    | Parigi, Francia                              | Cherbourg   | Haverford, Pennsylvania, Stati Uniti         | 4         | --    |           |
| Stewart, Mr. Albert A.                                                  | 54    | Cincinnati, Ohio, Stati Uniti                | Cherbourg   | Gallipolis, Ohio, Stati Uniti                | --        | --    |           |
| Stone, Mrs. Martha Evelyn (nata Stevens)                                | 62    | New York (Stati Uniti)                       | Southampton | New York (Stati Uniti)                       | 6         | --    |           |
| e la domestica, Miss Amelie "Amelia" Icard                              | 38    | New York (Stati Uniti)                       | Southampton | New York (Stati Uniti)                       | 6         | --    |           |
| Straus, Mr. Isidor                                                      | 67    | New York (Stati Uniti)                       | Southampton | New York (Stati Uniti)                       | --        | 96MB  |           |
| e il cameriere, Mr. John Farthing                                       | 57    | New York (Stati Uniti)                       | Southampton | New York (Stati Uniti)                       | --        | --    |           |
| Straus, Mrs. Rosalie Ida (nata Blun)                                    | 63    | New York (Stati Uniti)                       | Southampton | New York (Stati Uniti)                       | --        | --    |           |
| e la domestica, Miss Ellen Bird                                         | 31    | New York (Stati Uniti)                       | Southampton | New York (Stati Uniti)                       | 8         | --    |           |
| Sutton, Mr. Frederick                                                   | 61    | Haddonfield, New Jersey, Stati Uniti         | Southampton | Haddonfield, New Jersey, Stati Uniti         | --        | 46MB  |           |
| Swift, Mrs. Margaret Welles (nata Barron)                               | 46    | New York (Stati Uniti)                       | Southampton | New York (Stati Uniti)                       | 8         | --    |           |
| Taussig, Mr. Emil                                                       | 52    | New York (Stati Uniti)                       | Southampton | New York (Stati Uniti)                       | --        | --    |           |
| Taussig, Mrs. Tillie (nata Mandelbaum)                                  | 39    | New York (Stati Uniti)                       | Southampton | New York (Stati Uniti)                       | 8         | --    |           |
| Taussig, Miss Ruth                                                      | 18    | New York (Stati Uniti)                       | Southampton | New York (Stati Uniti)                       | 8         | --    |           |
| Taylor, Mr. Elmer Zebley                                                | 48    | Londra (Regno Unito)                         | Southampton | East Orange, New Jersey, Stati Uniti         | 5         | --    |           |
| Taylor, Mrs. Juliet Cummins (nata Wright)                               | 48    | Londra (Regno Unito)                         | Southampton | East Orange, New Jersey, Stati Uniti         | 5         | --    |           |
| Thayer, Mr. John Borland II                                             | 49    | Haverford, Pennsylvania, Stati Uniti         | Cherbourg   | Haverford, Pennsylvania, Stati Uniti         | --        | --    |           |
| Thayer, Mrs. Marian Longsteth (nata Morris)                             | 39    | Haverford, Pennsylvania, Stati Uniti         | Cherbourg   | Haverford, Pennsylvania, Stati Uniti         | 4         | --    |           |
| e la domestica, Miss Margaret Fleming                                   | 42    | Haverford, Pennsylvania, Stati Uniti         | Cherbourg   | Haverford, Pennsylvania, Stati Uniti         | 4         | --    |           |
| Thayer, Mr. John Borland "Jack" III                                     | 17    | Haverford, Pennsylvania, Stati Uniti         | Cherbourg   | Haverford, Pennsylvania, Stati Uniti         | B         | --    |           |
| Thorne, Miss Gertrude Maybelle                                          | 18    | New York (Stati Uniti)                       | Cherbourg   | New York (Stati Uniti)                       | D         | --    |           |
| Tucker, Mr. Gilbert Milligan, Jr.                                       | 31    | Albany, New York, Stati Uniti                | Cherbourg   | Albany, New York, Stati Uniti                | 7         | --    |           |
| Uruchurtu, Don Manuel E.                                                | 40    | Città del Messico, Messico                   | Cherbourg   | Città del Messico, Messico                   | --        | --    |           |
| Van der Hoef, Mr. Wyckoff                                               | 61    | Brooklyn, New York, Stati Uniti              | Belfast     | Brooklyn, New York, Stati Uniti              | --        | 245MB |           |
| Walker, Mr. William Anderson                                            | 48    | East Orange, New Jersey, Stati Uniti         | Southampton | East Orange, New Jersey, Stati Uniti         | --        | --    |           |
| Warren, Mr. Frank Manley                                                | 63    | Portland, Oregon, Stati Uniti                | Cherbourg   | Portland, Oregon, Stati Uniti                | --        | --    |           |
| Warren, Mrs. Anna Sophia (nata Atkinson)                                | 60    | Portland, Oregon, Stati Uniti                | Cherbourg   | Portland, Oregon, Stati Uniti                | 5         | --    |           |
| Weir, Colonnello John                                                   | 59    | New York (Stati Uniti)                       | Southampton | New York (Stati Uniti)                       | --        | --    |           |
| White, Mr. Percival Wayland                                             | 54    | Brunswick, Maine, Stati Uniti                | Southampton | Brunswick, Maine, Stati Uniti                | --        | --    |           |
| White, Mr. Richard Frasar                                               | 21    | Brunswick, Maine, Stati Uniti                | Southampton | Brunswick, Maine, Stati Uniti                | --        | 169MB |           |
| White, Mrs. Ella (nata Holmes)                                          | 55    | New York (Stati Uniti)                       | Cherbourg   | New York (Stati Uniti)                       | 8         | --    |           |
| e la domestica, Miss Amelia Mayo "Nellie" Bessette                      | 39    | New York (Stati Uniti)                       | Cherbourg   | New York (Stati Uniti)                       | 8         | --    |           |
| e il domestico, Mr. Sante Righini                                       | 22    | New York (Stati Uniti)                       | Cherbourg   | New York (Stati Uniti)                       | --        | 232MB |           |
| Wick, Mr. George Dennick                                                | 58    | Youngstown, Ohio, Stati Uniti                | Southampton | Youngstown, Ohio, Stati Uniti                | --        | --    |           |
| Wick, Mrs. Mary (nata Hitchcock)                                        | 45    | Youngstown, Ohio, Stati Uniti                | Southampton | Youngstown, Ohio, Stati Uniti                | 8         | --    |           |
| Wick, Miss Mary Natalie                                                 | 31    | Youngstown, Ohio, Stati Uniti                | Southampton | Youngstown, Ohio, Stati Uniti                | 8         | --    |           |
| Widener, Mr. George Dunton                                              | 50    | Filadelfia (Stati Uniti)                     | Southampton | Filadelfia (Stati Uniti)                     | --        | --    |           |
| e il cameriere, Mr. Edwin Herbert Keeping                               | 33    | Filadelfia (Stati Uniti)                     | Southampton | Filadelfia (Stati Uniti)                     | --        | 45MB  |           |
| Widener, Mrs. Eleanor (nata Elkins)                                     | 50    | Filadelfia (Stati Uniti)                     | Southampton | Filadelfia (Stati Uniti)                     | 4         | --    |           |
| e la domestica, Miss Amalie Henriette "Emily" Gieger                    | 35    | Filadelfia (Stati Uniti)                     | Southampton | Filadelfia (Stati Uniti)                     | 4         | --    |           |
| Widener, Mr. Harry Elkins                                               | 27    | Filadelfia (Stati Uniti)                     | Southampton | Filadelfia (Stati Uniti)                     | --        | --    |           |
| Willard, Miss Constance                                                 | 21    | Duluth, Minnesota, Stati Uniti               | Southampton | Duluth, Minnesota, Stati Uniti               | 8         | --    |           |
| Williams, Mr. Charles Duane                                             | 51    | Ginevra, Svizzera                            | Cherbourg   | Radnor, Pennsylvania, Stati Uniti            | --        | --    |           |
| Williams, Mr. Richard Norris II                                         | 21    | Ginevra, Svizzera                            | Cherbourg   | Radnor, Pennsylvania, Stati Uniti            | A         | --    |           |
| Woolner, Mr. Hugh                                                       | 45    | Londra (Regno Unito)                         | Southampton | New York (Stati Uniti)                       | D         | --    |           |
| Wright, Mr. George                                                      | 62    | Halifax, Nuova Scozia, Canada                | Southampton | Halifax, Nuova Scozia, Canada                | --        | --    |           |
| Young, Miss Marie Grice                                                 | 36    | New York (Stati Uniti)                       | Cherbourg   | New York (Stati Uniti)                       | 8         | --    |           |

### Seconda classe
| Nome                                                             | Età   | Provenienza                                               | Imbarcato   | Destinazione                                      | Scialuppa di salvataggio | Corpo    |
| ---------------------------------------------------------------- | ----- | --------------------------------------------------------- | ----------- | ------------------------------------------------- | ------------------------ | -------- |
| Abelson, Mr. Samuel                                              | 30    | Parigi, Francia                                           | Cherbourg   | New York City, New York, Stati Uniti              | --                       | --       |
| Abelson, Mrs. Hannah                                             | 28    | Parigi, Francia                                           | Cherbourg   | New York City, New York, Stati Uniti              | 10                       | --       |
| Andrew, Mr. Edgar Samuel                                         | 17    | Cordoba, Argentina                                        | Southampton | Trenton, New Jersey, Stati Uniti                  | --                       | --       |
| Andrew, Mr. Frank Thomas                                         | 30    | Redruth, Cornwall                                         | Southampton | Houghton, Michigan, Stati Uniti                   | --                       | --       |
| Angle, Mr. William A.                                            | 32    | Warwick, Warwickshire, Inghilterra                        | Southampton | New York City, New York, Stati Uniti              | --                       | --       |
| Angle, Mrs. Florence Agnes "Mary" (nata Hughes)                  | 36    | Warwick, Warwickshire, Inghilterra                        | Southampton | New York City, New York, Stati Uniti              | 11                       | --       |
| Ashby, Mr. John                                                  | 57    | West Hoboken, New Jersey, Stati Uniti                     | Southampton | West Hoboken, New Jersey, Stati Uniti             | --                       | --       |
| Bailey, Mr. Percy Andrew                                         | 18    | Penzance, Cornwall                                        | Southampton | Akron, Ohio, Stati Uniti                          | --                       | --       |
| Bainbrigge, Mr. Charles Robert                                   | 23    | St. Peter's Port, Guernsey, Isole del Canale, Inghilterra | Southampton | New York City, New York, Stati Uniti              | --                       | --       |
| Ball, Mrs. Ada E. (nata Hall)                                    | 36    | Bristol, Avon, Inghilterra                                | Southampton | Jacksonville, Florida, Stati Uniti                | 10                       | --       |
| Banfield, Mr. Frederick James                                    | 28    | Plymouth, Devon, Inghilterra                              | Southampton | Houghton, Michigan, Stati Uniti                   | --                       | --       |
| Bateman, Padre Robert James                                      | 51    | Jacksonville, Florida, Stati Uniti                        | Southampton | Jacksonville, Florida, Stati Uniti                | --                       | 174MB    |
| Beane, Mr. Edward                                                | 32    | New York City, New York, Stati Uniti                      | Southampton | New York City, New York, Stati Uniti              | 13                       | --       |
| Beane. Mrs. Ethel (nata Clarke)                                  | 19    | Norwich, Norfolk, Inghilterra                             | Southampton | New York City, New York, Stati Uniti              | 13                       | --       |
| Beauchamp, Mr. Henry James                                       | 28    | Londra, Inghilterra                                       | Southampton | New York City, New York, Stati Uniti              | --                       | 194{?}MB |
| Becker, Mrs. Nellie E. (nata Baumgardner)                        | 35    | Guntur, India                                             | Southampton | Benton Harbor, Michigan, Stati Uniti              | 11                       | --       |
| Becker, Miss Ruth Elizabeth                                      | 12    | Guntur, India                                             | Southampton | Benton Harbor, Michigan, Stati Uniti              | 13                       | --       |
| Becker, Miss Marion Louise                                       | 4     | Guntur, India                                             | Southampton | Benton Harbor, Michigan, Stati Uniti              | 11                       | --       |
| Becker, Master Richard Frederick                                 | 1     | Guntur, India                                             | Southampton | Benton Harbor, Michigan, Stati Uniti              | 11                       | --       |
| Beesley, Mr. Lawrence                                            | 34    | Londra, Inghilterra                                       | Southampton | Toronto, Ontario, Canada                          | 13                       | --       |
| Bentham, Miss Lillian W.                                         | 19    | Rochester, New York, Stati Uniti                          | Southampton | Rochester, New York, Stati Uniti                  | 12                       | --       |
| Berriman, Mr. William John                                       | 23    | Saint Ives, Cornwall                                      | Southampton | Calumet, Michigan, Stati Uniti                    | --                       | --       |
| Botsford, Mr. William Hull                                       | 25    | Orange, New Jersey, Stati Uniti                           | Southampton | Orange, New Jersey, Stati Uniti                   | --                       | {?}      |
| Bowenur, Mr. Solomon                                             | 42    | Londra, Inghilterra                                       | Southampton | New York City, New York, Stati Uniti              | --                       | --       |
| Bracken, Mr. James H.                                            | 29    | Lake Arthur, Nuovo Messico, Stati Uniti                   | Southampton | Lake Arthur, Nuovo Messico, Stati Uniti           | --                       | --       |
| Brailey, Mr. W. Theodore Ronald                                  | 24    | Londra, Inghilterra                                       | Southampton | New York City, New York, Stati Uniti              | --                       | --       |
| Bricoux, Mr. Roger Marie                                         | 20    | Monte Carlo, Monaco                                       | Southampton | New York City, New York, Stati Uniti              | --                       | --       |
| Brito, Mr. José Joaquim                                          | 32    | Portogallo                                                | Southampton | San Paolo, Brasile                                | --                       | --       |
| Brown, Mr. Thomas William Solomon                                | 60    | Cape Town, Sudafrica                                      | Southampton | Seattle, Washington, Stati Uniti                  | --                       | --       |
| Brown, Mrs. Elizabeth Cathrine (nata Ford)                       | 40    | Cape Town, Sudafrica                                      | Southampton | Seattle, Washington, Stati Uniti                  | 14                       | --       |
| Brown, Miss Edith Eileen                                         | 15    | Cape Town, Sudafrica                                      | Southampton | Seattle, Washington, Stati Uniti                  | 14                       | --       |
| Bryhl, Mr. Kurt Arnold Gottfrid                                  | 25    | Skara, Västergötland, Svezia                              | Southampton | Rockford, Illinois, Stati Uniti                   | --                       | --       |
| Bryhl, Miss Dagmar Jenny Ingeborg                                | 20    | Skara, Västergötland, Svezia                              | Southampton | Rockford, Illinois, Stati Uniti                   | 12                       | --       |
| Buss, Miss Kate                                                  | 36    | Sittingbourne, Kent, Inghilterra                          | Southampton | San Francisco, California, Stati Uniti            | 9                        | --       |
| Butler, Mr. Reginald Fenton                                      | 25    | Southsea, Hampshire, Inghilterra                          | Southampton | New York City, New York, Stati Uniti              | --                       | 97MB     |
| Byles, Padre Thomas Roussel Davids                               | 42    | Londra, Inghilterra                                       | Southampton | Jacksonville, Florida, Stati Uniti                | --                       | --       |
| Byström, Miss Karolina                                           | 42    | New York City, New York, Stati Uniti                      | Southampton | New York City, New York, Stati Uniti              | ?                        | --       |
| Caldwell, Mr. Albert Francis                                     | 26    | Siam                                                      | Southampton | Roseville, Illinois, Stati Uniti                  | 13                       | --       |
| Caldwell, Mrs. Sylvia Mae (nata Harbaugh)                        | 28    | Bangkok, Siam                                             | Southampton | Roseville, Illinois, Stati Uniti                  | 13                       | --       |
| Caldwell, Master Alden Gates                                     | 0,10m | Bangkok, Siam                                             | Southampton | Roseville, Illinois, Stati Uniti                  | 13                       | --       |
| Cameron, Miss Clear Annie                                        | 35    | Londra, Inghilterra                                       | Southampton | Mamaronek, New York, Stati Uniti                  | 14                       | --       |
| Campbell, Mr. William Henry                                      | 21    | Belfast, Irlanda                                          | Belfast     | New York City, New York, Stati Uniti              | --                       | --       |
| Carbines, Mr. William                                            | 19    | Saint Ives, Cornwall                                      | Southampton | Houghton, Michigan, Stati Uniti                   | --                       | 18MB     |
| Carter, Padre Ernest Courtenay                                   | 54    | Londra, Inghilterra                                       | Southampton | New York City, New York, Stati Uniti              | --                       | --       |
| Carter, Mrs. Lilian (nata Hughes)                                | 45    | Londra, Inghilterra                                       | Southampton | New York City, New York, Stati Uniti              | --                       | --       |
| Chapman, Mr. Charles Henry                                       | 52    | Bronx, New York, Stati Uniti                              | Southampton | Bronx, New York, Stati Uniti                      | --                       | 130MB    |
| Chapman, Mr. John Henry                                          | 36    | Liskeard, Cornwall                                        | Southampton | Spokane, Washington, Stati Uniti                  | --                       | 17MB     |
| Chapman, Mrs. Sara Elizabeth (nata Lawry)                        | 28    | Liskeard, Cornwall                                        | Southampton | Spokane, Washington, Stati Uniti                  | --                       | --       |
| Christy, Mrs. Alice Francias                                     | 45    | Londra, Inghilterra                                       | Southampton | Montréal, Quebec, Canada                          | 12                       | --       |
| Christy, Miss Rachel Julie Cohen                                 | 25    | Londra, Inghilterra                                       | Southampton | Montréal, Quebec, Canada                          | 12                       | --       |
| Clarke, Mr. Charles Valentine                                    | 29    | Netley Abbey, Hampshire, Inghilterra                      | Southampton | San Francisco, California, Stati Uniti            | --                       | --       |
| Clarke, Mrs. Ada Maria                                           | 28    | Netley Abbey, Hampshire, Inghilterra                      | Southampton | San Francisco, California, Stati Uniti            | 14                       | --       |
| Clarke, Mr. John Frederick Preston                               | 30    | Liverpool, Lancashire, Inghilterra                        | Southampton | New York City, New York, Stati Uniti              | --                       | 202MB    |
| Coleridge, Mr. Reginald Charles                                  | 29    | Londra, Inghilterra                                       | Southampton | Detroit, Michigan, Stati Uniti                    | --                       | --       |
| Collander, Mr. Erik Gustaf                                       | 27    | Helsinki, Finlandia                                       | Southampton | Ashtabula, Ohio, Stati Uniti                      | --                       | --       |
| Collett, Mr. Sidney Clarence Stuart                              | 25    | Londra, Inghilterra                                       | Southampton | Port Byron, New York, Stati Uniti                 | 9                        | --       |
| Collyer, Mr. Harvey                                              | 31    | Bishopstoke, Hampshire, Inghilterra                       | Southampton | Payette Valley, Idaho, Stati Uniti                | --                       | --       |
| Collyer, Mrs. Charlotte Annie (nata Tate)                        | 31    | Bishopstoke, Hampshire, Inghilterra                       | Southampton | Payette Valley, Idaho, Stati Uniti                | 14                       | --       |
| Collyer, Miss Marjorie Charlotte "Lottie"                        | 8     | Bishopstoke, Hampshire, Inghilterra                       | Southampton | Payette Valley, Idaho, Stati Uniti                | 14                       | --       |
| Cook, Mrs. Selena (nata Rogers)                                  | 22    | Oxford, Oxfordshire, Inghilterra                          | Southampton | New York City, New York, Stati Uniti              | 14                       | --       |
| Corbett, Mrs. Irene (nata Colvin)                                | 30    | Provo, Utah, Stati Uniti                                  | Southampton | Provo, Utah, Stati Uniti                          | --                       | --       |
| Corey, Mrs. Mary Phyllis Elizabeth (nata Miller)                 | 30    | Pittsburgh, Pennsylvania, Stati Uniti                     | Southampton | Pittsburgh, Pennsylvania, Stati Uniti             | --                       | --       |
| Cotterill, Mr. Henry "Harry"                                     | 20    | Penzance, Cornwall                                        | Southampton | Akron, Ohio, Stati Uniti                          | --                       | --       |
| Cunningham, Mr. Alfred Fleming                                   | 21    | Belfast, Irlanda                                          | Belfast     | New York City, New York, Stati Uniti              | --                       | --       |
| Davies, Mr. Charles Henry                                        | 21    | Lyndhurst, Hampshire, Inghilterra                         | Southampton | Eden, Manitoba, Canada                            | --                       | --       |
| Davies, Mrs. Elizabeth Agnes Mary (nata White)                   | 48    | Saint Ives, Cornwall                                      | Southampton | Houghton, Michigan, Stati Uniti                   | 14                       | --       |
| Davies, Master John Morgan Jr.                                   | 8     | Saint Ives, Cornwall                                      | Southampton | Houghton, Michigan, Stati Uniti                   | 14                       | --       |
| Davis, Miss Mary                                                 | 28    | Londra, Inghilterra                                       | Southampton | Tottenville, Staten Island, New York, Stati Uniti | 13                       | --       |
| Deacon, Mr. Percy William                                        | 20    | Fritham (?Lyndhurst), Hampshire, Inghilterra              | Southampton | Boston, Massachusetts, Stati Uniti                | --                       | --       |
| Del Carlo, Mr. Sebastiano                                        | 29    | Montecarlo, Italia                                        | Cherbourg   | California, Stati Uniti                           | --                       | 295MB    |
| Del Carlo, Mrs. Argene (nata Genovesi)                           | 24    | Montecarlo, Italia                                        | Cherbourg   | California, Stati Uniti                           | 11                       | --       |
| Denbuoy, Mr. Albert "Herbert"                                    | 25    | Guernsey, Isole del Canale, Inghilterra                   | Southampton | Elizabeth, New Jersey, Stati Uniti                | --                       | --       |
| Dibden, Mr. William                                              | 18    | Lyndhurst, Hampshire, Inghilterra                         | Southampton | Eden, Manitoba, Canada                            | --                       | --       |
| Doling, Mrs. Ada Julia (nata Bone)                               | 34    | Southampton, Hampshire, Inghilterra                       | Southampton | New York City, New York, Stati Uniti              | ?                        | --       |
| Doling, Miss Elsie                                               | 19    | Southampton, Hampshire, Inghilterra                       | Southampton | New York City, New York, Stati Uniti              | ?                        | --       |
| Douton, Mr. William Joseph                                       | 55    | Rochester, New York, Stati Uniti                          | Southampton | Rochester, New York, Stati Uniti                  | --                       | --       |
| Drew, Mr. James Vivian                                           | 42    | Greenport, New York, Stati Uniti                          | Southampton | Greenport, New York, Stati Uniti                  | --                       | --       |
| Drew, Mrs. Lulu Thorne (nata Christian)                          | 34    | Greenport, New York, Stati Uniti                          | Southampton | Greenport, New York, Stati Uniti                  | 10                       | --       |
| Drew, Master Marshall Brines                                     | 8     | Greenport, New York, Stati Uniti                          | Southampton | Greenport, New York, Stati Uniti                  | 10                       | --       |
| Duran y More, Miss Florentina                                    | 30    | Barcellona, Catalogna, Spagna                             | Cherbourg   | L'Avana, Cuba                                     | 12                       | --       |
| Duran y More, Miss Asuncion                                      | 27    | Barcellona, Catalogna Spagna                              | Cherbourg   | L'Avana, Cuba                                     | 12                       | --       |
| Eitemiller, Mr. George Floyd                                     | 23    | Londra, Inghilterra                                       | Southampton | Detroit, Michigan, Stati Uniti                    | --                       | --       |
| Enander, Mr. Ingvar                                              | 21    | Göteborg, Västergötland, Svezia                           | Southampton | Rockford, Illinois, Stati Uniti                   | --                       | --       |
| Fahlstrøm, Mr. Arne Joma                                         | 18    | Oslo, Norvegia                                            | Southampton | Bayonne, New Jersey, Stati Uniti                  | --                       | --       |
| Faunthorpe, Mr. Harry Bartram                                    | 40    | Liverpool, Merseyside, Inghilterra                        | Southampton | Philadelphia, Pennsylvania, Stati Uniti           | --                       | 286MB    |
| Fillbrook, Mr. Joseph Charles                                    | 18    | Truro, Cornwall                                           | Southampton | Houghton, Michigan, Stati Uniti                   | --                       | --       |
| Fox, Mr. Stanley Hubert                                          | 38    | Rochester, New York, Stati Uniti                          | Southampton | Rochester, New York, Stati Uniti                  | --                       | 236MB    |
| Frost, Mr. Anthony Wood "Archie"                                 | 37    | Belfast, Irlanda                                          | Belfast     | New York City, New York, Stati Uniti              | --                       | --       |
| Funk, Miss Annie Clemmer                                         | 38    | Janjgir-Champa, India                                     | Southampton | Bally, Pennsylvania, Stati Uniti                  | --                       | --       |
| Fynney, Mr. Joseph J.                                            | 35    | Liverpool, Merseyside, Inghilterra                        | Southampton | Montréal, Quebec, Canada                          | --                       | 322M     |
| Gale, Mr. Harry                                                  | 38    | Harrowbarrow, Cornwall                                    | Southampton | Clear Creek, Colorado, Stati Uniti                | --                       | --       |
| Gale, Mr. Shadrach                                               | 33    | Harrowbarrow, Cornwall                                    | Southampton | Clear Creek, Colorado, Stati Uniti                | --                       | --       |
| Garside, Miss Ethel                                              | 34    | Liverpool, Merseyside, Inghilterra                        | Southampton | Brooklyn, New York, Stati Uniti                   | 12                       | --       |
| Gaskell, Mr. Alfred                                              | 16    | Liverpool, Merseyside, Inghilterra                        | Southampton | Montréal, Quebec, Canada                          | --                       | --       |
| Gavey, Mr. Laurence                                              | 26    | Guernsey, Isole del Canale, Inghilterra                   | Southampton | Elizabeth, New Jersey, Stati Uniti                | --                       | --       |
| Gilbert, Mr. William                                             | 38    | Carleens, Cornwall                                        | Southampton | Butte, Montana, Stati Uniti                       | --                       | --       |
| Giles, Mr. Edgar                                                 | 21    | Porthleven, Cornwall                                      | Southampton | Camden, New Jersey, Stati Uniti                   | --                       | --       |
| Giles, Mr. Frederick Edward                                      | 20    | Porthleven, Cornwall                                      | Southampton | Camden, New Jersey, Stati Uniti                   | --                       | --       |
| Giles, Mr. Ralph                                                 | 25    | Londra, Inghilterra                                       | Southampton | New York City, New York, Stati Uniti              | --                       | 297MB    |
| Gill, Mr. John William                                           | 24    | Clevedon, Inghilterra                                     | Southampton | New York City, New York, USA                      | --                       | 155MB    |
| Gillespie, Mr. William Henry                                     | 34    | Abbeyleix, Laois, Irlanda                                 | Southampton | Vancouver, British Columbia, Canada               | --                       | --       |
| Givard, Mr. Hans Kristensen                                      | 30    | Kølsen, Vorde Sogn, Danimarca                             | Southampton | San Francisco, California, Stati Uniti            | --                       | 305MB    |
| Greenberg, Mr. Samuel                                            | 52    | Bronx, New York, Stati Uniti                              | Southampton | Bronx, New York, Stati Uniti                      | --                       | 19MB     |
| Hale, Mr. Reginald                                               | 30    | Auburn, New York, Stati Uniti                             | Southampton | Auburn, New York, Stati Uniti                     | --                       | 75MB     |
| Hämäläinen, Mrs. Anna (Anna Hamlin)                              | 23    | Detroit, Michigan, Stati Uniti                            | Southampton | Detroit, Michigan, Stati Uniti                    | 4                        | --       |
| Hämäläinen, Master Viljo Unto Johannes (William Hamlin)          | 0,8m  | Detroit, Michigan, Stati Uniti                            | Southampton | Detroit, Michigan, Stati Uniti                    | 4                        | --       |
| Harbeck, Mr. William H.                                          | 44    | Toledo, Ohio, Stati Uniti                                 | Southampton | Montréal, Quebec, Canada                          | --                       | 35MB     |
| Harper, The Reverendo John                                       | 39    | Londra, Inghilterra                                       | Southampton | Chicago, Illinois, Stati Uniti                    | --                       | --       |
| Harper, Miss Annie Jessie "Nina"                                 | 6     | Londra, Inghilterra                                       | Southampton | Chicago, Illinois, Stati Uniti                    | 11                       | --       |
| Harris, Mr. George                                               | 62    | Londra, Inghilterra                                       | Southampton | New York City, New York, Stati Uniti              | 15                       | --       |
| Harris, Mr. Walter                                               | 30    | Londra, Inghilterra                                       | Southampton | New York City, New York, Stati Uniti              | --                       | --       |
| Hart, Mr. Benjamin                                               | 47    | Ilford, Essex, Inghilterra                                | Southampton | Winnipeg, Manitoba, Canada                        | --                       | --       |
| Hart, Mrs. Esther Ada (nata Bloomfield)                          | 48    | Ilford, Essex, Inghilterra                                | Southampton | Winnipeg, Manitoba, Canada                        | 14                       | --       |
| Hart, Miss Eva Miriam                                            | 7     | Ilford, Essex, Inghilterra                                | Southampton | Winnipeg, Manitoba, Canada                        | 14                       | --       |
| Hartley, Mr. Wallace Henry                                       | 33    | Dewsbury, Yorkshire, Inghilterra                          | Southampton | New York City, New York, Stati Uniti              | --                       | 224MB    |
| Herman, Mr. Samuel                                               | 49    | Yeovil, Somerset, Inghilterra                             | Southampton | Bernardsville, New Jersey, Stati Uniti            | --                       | --       |
| Herman, Mrs. Jane (nata Laver)                                   | 48    | Yeovil, Somerset, Inghilterra                             | Southampton | Bernardsville, New Jersey, Stati Uniti            | 9                        | --       |
| Herman, Miss Alice                                               | 24    | Yeovil, Somerset, Inghilterra                             | Southampton | Bernardsville, New Jersey, Stati Uniti            | 9                        | --       |
| Herman, Miss Kate                                                | 24    | Yeovil, Somerset, Inghilterra                             | Southampton | Bernardsville, New Jersey, Stati Uniti            | 9                        | --       |
| Hewlett, Mrs. Mary Dunbar (nata Kingcome)                        | 56    | Lucknow, India                                            | Southampton | Rapid City, South Dakota, Stati Uniti             | 13                       | --       |
| Hickman, Mr. Lewis                                               | 30    | Fritham, Hampshire, Inghilterra                           | Southampton | The Pas, Manitoba, Canada                         | --                       | 256MB    |
| Hickman, Mr. Leonard Mark                                        | 24    | Fritham, Hampshire, Inghilterra                           | Southampton | Eden, Manitoba, Canada                            | --                       | --       |
| Hickman, Mr. Stanley George                                      | 20    | Fritham, Hampshire, Inghilterra                           | Southampton | The Pas, Manitoba, Canada                         | --                       | --       |
| Hiltunen, Miss Marta                                             | 18    | Utra, Finlandia                                           | Southampton | Detroit, Michigan, Stati Uniti                    | --                       | --       |
| Hocking, Mrs. Elizabeth "Eliza" (nata Neads)                     | 54    | Penzance, Cornwall                                        | Southampton | Akron, Ohio, Stati Uniti                          | 4                        | --       |
| Hocking, Mr. Richard George                                      | 23    | Akron, Ohio, Stati Uniti                                  | Southampton | Akron, Ohio, Stati Uniti                          | --                       | --       |
| Hocking, Miss Ellen "Nellie"                                     | 20    | Penzance, Cornwall                                        | Southampton | Akron, Ohio, Stati Uniti                          | 4                        | --       |
| Hocking, Mr. Samuel James Metcalfe                               | 36    | Devonport, Devon, Inghilterra                             | Southampton | Middletown, Connecticut, Stati Uniti              | --                       | --       |
| Hodges, Mr. Henry Price                                          | 50    | Southampton, Hampshire, Inghilterra                       | Southampton | Boston, Massachusetts, Stati Uniti                | --                       | 149MB    |
| Hold, Mr. Stephen                                                | 44    | Porthoustock, Cornwall                                    | Southampton | Sacramento, California, Stati Uniti               | --                       | --       |
| Hold, Mrs. Annie Margaret (nata Hill)                            | 29    | Porthoustock, Cornwall                                    | Southampton | Sacramento, California, Stati Uniti               | 10                       | --       |
| Hood, Mr. Ambrose Jr.                                            | 21    | Fritham, New Forest, Inghilterra                          | Southampton | Manitoba, Canada                                  | --                       | 237{?}MB |
| Hosono, Mr. Masabumi                                             | 41    | Tokyo, Giappone                                           | Southampton | Tokyo, Giappone                                   | 10                       | --       |
| Howard, Mr. Benjamin                                             | 63    | Swindon, Wiltshire, Inghilterra                           | Southampton | Idaho, Stati Uniti                                | --                       | --       |
| Howard, Mrs. Ellen Truelove (nata Arman)                         | 60    | Swindon, Wiltshire, Inghilterra                           | Southampton | Idaho, Stati Uniti                                | --                       | --       |
| Hume, Mr. John Law "Jock"                                        | 28    | Dumfries, Scozia                                          | Southampton | New York City, New York, Stati Uniti              | --                       | 193MB    |
| Hunt, Mr. George Henry                                           | 33    | Philadelphia, Pennsylvania, Stati Uniti                   | Southampton | Philadelphia, Pennsylvania, Stati Uniti           | --                       | --       |
| Ilett, Miss Bertha                                               | 17    | Jersey, Isole del Canale, Inghilterra                     | Southampton | Atlanta, Georgia, Stati Uniti                     | ?                        | --       |
| Jacobsohn, Mr. Sidney Samuel                                     | 40    | Londra, Inghilterra                                       | Southampton | Montréal, Quebec, Canada                          | --                       | --       |
| Jacobsohn, Mrs. Amy Francias Christy (nata Cohen)                | 24    | Londra, Inghilterra                                       | Southampton | Montréal, Quebec, Canada                          | 12                       | --       |
| Jarvis, Mr. Denzil John                                          | 47    | Stoneygate, Leicestershire, Inghilterra                   | Southampton | New York City, New York, Stati Uniti              | --                       | --       |
| Jefferys, Mr. Clifford Thomas                                    | 24    | Guernsey, Isole del Canale, Inghilterra                   | Southampton | Elizabeth, New Jersey, Stati Uniti                | --                       | --       |
| Jefferys, Mr. Ernest Wilifred                                    | 22    | Guernsey, Isole del Canale, Inghilterra                   | Southampton | Elizabeth, New Jersey, Stati Uniti                | --                       | --       |
| Jenkin, Mr. Stephen Curnow                                       | 32    | Saint Ives, Cornwall                                      | Southampton | Houghton, Michigan, Stati Uniti                   | --                       | --       |
| Jerwan, Mrs. Marie Marthe (nata Thuillard)                       | 23    | New York City, New York, Stati Uniti                      | Southampton | New York City, New York, Stati Uniti              | 11                       | --       |
| Kantor, Mr. Sinai                                                | 34    | Vitebsk, Russia                                           | Southampton | Bronx, New York, Stati Uniti                      | --                       | 283MB    |
| Kantor, Mrs. Miriam (nata Sternin)                               | 24    | Vitebsk, Russia                                           | Southampton | Bronx, New York, Stati Uniti                      | 12                       | --       |
| Karnes, Mrs. Claire (nata Bennett)                               | 28    | Pittsburgh, Pennsylvania, Stati Uniti                     | Southampton | Pittsburgh, Pennsylvania, Stati Uniti             | --                       | --       |
| Keane, Mr. Daniel                                                | 35    | Limerick, Irlanda                                         | Queenstown  | Saint Louis, Missouri, Stati Uniti                | --                       | --       |
| Keane, Miss Nora Agnes                                           | 46    | Castleconnell, Limerick, Irlanda                          | Queenstown  | Harrisburg, Pennsylvania, Stati Uniti             | 10                       | --       |
| Kelly, Miss Florence "Fannie"                                    | 45    | Londra, Inghilterra                                       | Southampton | New York City, New York, Stati Uniti              | 9                        | --       |
| Kirkland, Padre Charles Leonard                                  | 52    | Glasgow, Scozia                                           | Queenstown  | Tuxford, Saskatchewan, Canada                     | --                       | --       |
| Knight, Mr. Robert J.                                            | 39    | Belfast, Irlanda                                          | Belfast     | New York City, New York, Stati Uniti              | --                       | --       |
| Krins, Mr. Georges Alexandré                                     | 23    | Londra, Inghilterra                                       | Southampton | New York City, New York, Stati Uniti              | --                       | --       |
| Kvillner, Mr. Johan Henrik Johannesson                           | 31    | Trollhättan, Västergötland, Svezia                        | Southampton | Arlington, Virginia, Stati Uniti                  | --                       | 165MB    |
| Lahtinen, Reverendo William                                      | 35    | Minneapolis, Minnesota, Stati Uniti                       | Southampton | Minneapolis, Minnesota, Stati Uniti               | --                       | --       |
| Lahtinen, Mrs. Anna Amelia (nata Sylfvén)                        | 26    | Minneapolis, Minnesota, Stati Uniti                       | Southampton | Minneapolis, Minnesota, Stati Uniti               | --                       | --       |
| Lamb, Mr. John Joseph                                            | 30    | Glencree, Irlanda                                         | Queenstown  | Providence, Rhode Island, Stati Uniti             | --                       | --       |
| Laroche, Mr. Joseph Philippe Lemercier                           | 25    | Parigi, Francia                                           | Cherbourg   | Cap Haitien, Haiti                                | --                       | --       |
| Laroche, Mrs. Juliette Marie Louise                              | 22    | Parigi, Francia                                           | Cherbourg   | Cap Haitien, Haiti                                | 14                       | --       |
| Laroche, Miss Simoné Marie Anne Andrée                           | 3     | Parigi, Francia                                           | Cherbourg   | Cap Haitien, Haiti                                | 14                       | --       |
| Laroche, Miss Louise                                             | 1     | Parigi, Francia                                           | Cherbourg   | Cap Haitien, Haiti                                | 14                       | --       |
| Lehmann, Miss Bertha                                             | 17    | Lotzwil, Svizzera                                         | Cherbourg   | Central City, Iowa, Stati Uniti                   | 12                       | --       |
| Leitch, Miss Jessie Wills                                        | 31    | Londra, Inghilterra                                       | Southampton | Chicago, Illinois, Stati Uniti                    | 11                       | --       |
| Lemore, Mrs. Amelia "Milley" (nata Hunt)                         | 34    | Chicago, Illinois, Stati Uniti                            | Southampton | Chicago, Illinois, Stati Uniti                    | 14                       | --       |
| Levy, Mr. René Jacques                                           | 36    | Montréal, Quebec, Canada                                  | Cherbourg   | Montréal, Quebec, Canada                          | --                       | --       |
| Leyson, Mr. Robert William Norman                                | 25    | Londra, Inghilterra                                       | Southampton | New York City, New York, Stati Uniti              | --                       | 108MB    |
| Linnane, Mr. John                                                | 61    | Chelsea, Michigan, Stati Uniti                            | Southampton | Chelsea, Michigan, Stati Uniti                    | --                       | --       |
| Louch, Mr. Charles Alexander                                     | 50    | Weston-super-Mare, Somerset, Inghilterra                  | Southampton | New York City, New York, Stati Uniti              | --                       | 121MB    |
| Louch, Mrs. Alice Adelaide (nata Slow)                           | 42    | Weston-super-Mare, Somerset, Inghilterra                  | Southampton | New York City, New York, Stati Uniti              | 14                       | --       |
| Lundin, Miss Olga Elida                                          | 23    | Svaneryd, Hallaryd, Småland, Svezia                       | Southampton | Meriden, Connecticut, Stati Uniti                 | 10                       | --       |
| Mack, Mrs. Mary (nata Lacy)                                      | 57    | Southampton, Hampshire, Inghilterra                       | Southampton | New York City, New York, Stati Uniti              | --                       | 52MB     |
| Malachard, Mr. Jean-Noël                                         | 25    | Parigi, Francia                                           | Cherbourg   | New York City, New York, Stati Uniti              | --                       | --       |
| Mallet, Mr. Albert                                               | 31    | Montréal, Quebec, Canada                                  | Cherbourg   | Montréal, Quebec, Canada                          | --                       | --       |
| Mallet, Mrs. Antoinette Marie (nata Magnin)                      | 24    | Montréal, Quebec, Canada                                  | Cherbourg   | Montréal, Quebec, Canada                          | 10                       | --       |
| Mallet, Master André Clément                                     | 1     | Montréal, Quebec, Canada                                  | Cherbourg   | Montréal, Quebec, Canada                          | 10                       | --       |
| Mangiavacchi, Mr. Serafino Emilio                                | 30    | Parigi, Francia                                           | Cherbourg   | New York City, New York, Stati Uniti              | --                       | --       |
| Matthews, Mr. William John                                       | 30    | Saint Austell, Cornwall                                   | Southampton | La Salle, Illinois, Stati Uniti                   | --                       | --       |
| Maybery, Mr. Frank Hubert                                        | 36    | Weston-super-Mare, Somerset, Inghilterra                  | Southampton | Moose Jaw, Saskatchewan, Canada                   | --                       | --       |
| McCrae, Mr. Arthur Gordon                                        | 32    | Sydney, Australia                                         | Southampton | Canada                                            | --                       | 209MB    |
| McCrie, Mr. James Matthew                                        | 32    | Sarnia, Ontario, Canada                                   | Southampton | Sarnia, Ontario, Canada                           | --                       | --       |
| McKane, Mr. Peter David                                          | 46    | Highland Vale, Guernsey, Isole del Canale, Inghilterra    | Southampton | Rochester, New York, Stati Uniti                  | --                       | --       |
| Mellinger, Mrs. Eliabeth Anne (nata Maidment)                    | 41    | Wimbledon, Londra, Inghilterra                            | Southampton | Bennington, Vermont, Stati Uniti                  | 14                       | --       |
| Mellinger, Miss Madeleine Violet                                 | 13    | Wimbledon, Londra, Inghilterra                            | Southampton | Bennington, Vermont, Stati Uniti                  | 14                       | --       |
| Mellors, Mr. William John                                        | 19    | Chelsea, Londra, Inghilterra                              | Southampton | Long Island, New York, Stati Uniti                | B                        | --       |
| Meyer, Mr. August                                                | 31    | Harrow, Londra, Inghilterra                               | Southampton | New York City, New York, Stati Uniti              | --                       | --       |
| Milling, Mr. Jacob Christian                                     | 48    | Odense, Danimarca                                         | Southampton | Oregon, Wisconsin, Stati Uniti                    | --                       | 271MB    |
| Mitchell, Mr. Henry Michael                                      | 71    | Guernsey, Isole del Canale, Inghilterra                   | Southampton | Toledo, Ohio, Stati Uniti                         | --                       | --       |
| Montvila, Padre Juozas                                           | 27    | Londra, Inghilterra                                       | Southampton | Worcester, Massachusetts, Stati Uniti             | --                       | --       |
| Moraweck, Dr. Ernest                                             | 54    | Frankfort, Kentucky, Stati Uniti                          | Southampton | Frankfort, Kentucky, Stati Uniti                  | --                       | --       |
| Morley, Mr. Henry Samuel (alias Mr. Henry Marshall)              | 38    | Birmingham, Worcester, Inghilterra                        | Southampton | Los Angeles, California, Stati Uniti              | --                       | --       |
| Mudd, Mr. Thomas Charles                                         | 16    | Huntingfield, Suffolk, Inghilterra                        | Southampton | New York City, New York, Stati Uniti              | --                       | --       |
| Myles, Mr. Thomas Francis                                        | 63    | Fermoy, Irlanda                                           | Queenstown  | Waban, Massachusetts, Stati Uniti                 | --                       | --       |
| Nasser, Mr. Nicholas                                             | 28    | Zahle, Libano                                             | Cherbourg   | Cleveland, Ohio, Stati Uniti                      | --                       | 43MB     |
| Nasser, Mrs. Adele (nata Achem)                                  | 14    | Zahle, Libano                                             | Cherbourg   | Cleveland, Ohio, Stati Uniti                      | ?                        | --       |
| Navratil, Mr. Michel (alias Louis M. Hoffman)                    | 32    | Nizza, Francia                                            | Southampton | New York City, New York, Stati Uniti              | --                       | 15MB     |
| Navratil, Master Michel Marcel                                   | 3     | Nizza, Francia                                            | Southampton | New York City, New York, Stati Uniti              | D                        | --       |
| Navratil, Master Edmond Roger                                    | 2     | Nizza, Francia                                            | Southampton | New York City, New York, Stati Uniti              | D                        | --       |
| Nesson, Mr. Israel                                               | 26    | Londra, Inghilterra                                       | Southampton | Boston, Massachusetts, Stati Uniti                | --                       | --       |
| Nicholls, Mr. Joseph Charles "Joe"                               | 19    | Sain Ives, Cornwall                                       | Southampton | Houghton, Michigan, Stati Uniti                   | --                       | 101MB    |
| Norman, Mr. Robert Douglas                                       | 28    | Glasgow, Scozia                                           | Southampton | Houghton, Michigan, Stati Uniti                   | --                       | 287MB    |
| Nye, Mrs. Elizabeth (nata Ramell)                                | 29    | East Orange, New Jersey, Stati Uniti                      | Southampton | East Orange, New Jersey, Stati Uniti              | 11                       | --       |
| Otter, Mr. Richard                                               | 39    | Middleburg Heights, Stati Uniti                           | Southampton | Middleburg Heights, Ohio, Stati Uniti             | --                       | --       |
| Oxenham, Mr. Percy Thomas                                        | 22    | Londra, Inghilterra                                       | Southampton | North Bergen, New Jersey, Stati Uniti             | 13                       | --       |
| Padron Manent, Mr. Julian                                        | 26    | Barcellona, Catalogna, Spagna                             | Cherbourg   | L'Avana, Cuba                                     | 9                        | --       |
| Pain, Dr. Alfred "Alf"                                           | 23    | Hamilton, Ontario, Canada                                 | Southampton | Hamilton, Ontario, Canada                         | --                       | --       |
| Pallas y Castella, Mr. Emilio                                    | 29    | Barcellona, Catalogna, Spagna                             | Cherbourg   | L'avana, Cuba                                     | 9                        | --       |
| Parker, Mr. Clifford Richard                                     | 28    | Guernsey, Isole del Canale, Inghilterra                   | Southampton | New York City, New York, Stati Uniti              | --                       | --       |
| Parkes, Mr. Francis "Frank"                                      | 18    | Belfast, Irlanda                                          | Belfast     | New York City, New York, Stati Uniti              | --                       | --       |
| Parrish, Mrs. Lutie Davis (nata Temple)                          | 60    | Woodford County, Kentucky, Stati Uniti                    | Southampton | Woodford County, Kentucky, Stati Uniti            | 12                       | --       |
| Pengelly, Mr. Frederick William                                  | 19    | Gunnislake, Cornwall                                      | Southampton | Butte, Montana, Stati Uniti                       | --                       | --       |
| Peruschitz, Padre Josef                                          | 28    | Scheyern, Bavaria, Germania                               | Southampton | Saint Cloud, Minnesota, Stati Uniti               | --                       | --       |
| Phillips, Mr. Escott Robert                                      | 42    | Ilfracombe, Devon, Inghilterra                            | Southampton | New Brighton, Pennsylvania, Stati Uniti           | --                       | --       |
| Phillips, Miss Alice Francias Louisa                             | 21    | Ilfracombe, Devon, Inghilterra                            | Southampton | New Brighton, Pennsylvania, Stati Uniti           | 12                       | --       |
| Phillips, Miss Kate Florence (alias Mrs. Kate Marshall)          | 38    | Birmingham, Worcester, Inghilterra                        | Southampton | Los Angeles, California, Stati Uniti              | 11                       | --       |
| Pinsky, Mrs. Rosa                                                | 21    | Brooklyn, New York, Stati Uniti                           | Southampton | Brooklyn, New York, Stati Uniti                   | 9                        | --       |
| Ponesell, Mr. Martin                                             | 34    | Southampton, Hampshire, Inghilterra                       | Southampton | New York City, New York, Stati Uniti              | --                       | --       |
| Portaluppi, Mr. Emilio Ilario Giuseppe                           | 34    | Milford, New Hampshire, Stati Uniti                       | Southampton | Milford, New Hampshire, Stati Uniti               | 14                       | --       |
| Pulbaum, Mr. Franz                                               | 27    | New York City, New York, Stati Uniti                      | Southampton | New York City, New York, Stati Uniti              | --                       | --       |
| Quick, Mrs. Jane (nata Richards)                                 | 33    | Plymouth, Devon, Inghilterra                              | Southampton | Detroit, Michigan, Stati Uniti                    | 11                       | --       |
| Quick, Miss Winnifred Vera                                       | 8     | Plymouth, Devon, Inghilterra                              | Southampton | Detroit, Michigan, Stati Uniti                    | 11                       | --       |
| Quick, Miss Phyllis May                                          | 2     | Plymouth, Devon, Inghilterra                              | Southampton | Detroit, Michigan, Stati Uniti                    | 11                       | --       |
| Reeves, Mr. David                                                | 36    | Slinfold, West Sussex, Inghilterra                        | Southampton | New York City, New York, Stati Uniti              | --                       | --       |
| Renouf, Mr. Peter Henry                                          | 33    | Elizabeth, New Jersey, Stati Uniti                        | Southampton | Elizabeth, New Jersey, Stati Uniti                | --                       | --       |
| Renouf, Mrs. Lillian "Lily" (nata Jefferys)                      | 30    | Elizabeth, New Jersey, Stati Uniti                        | Southampton | Elizabeth, New Jersey, Stati Uniti                | 12                       | --       |
| Reynaldo, Miss Encarnación                                       | 28    | Marbella, Spagna                                          | Southampton | New York City, New York, Stati Uniti              | 9                        | --       |
| Richard, Mr. Emile Philippe                                      | 23    | Parigi, Francia                                           | Cherbourg   | Montréal, Quebec, Canada                          | --                       | --       |
| Richards, Mrs. Emily (nata Hocking)                              | 23    | Penzance, Cornwall                                        | Southampton | Akron, Ohio, Stati Uniti                          | 4                        | --       |
| Richards, Master William Rowe                                    | 3     | Penzance, Cornwall                                        | Southampton | Akron, Ohio, Stati Uniti                          | 4                        | --       |
| Richards, Master Sibley George                                   | 0,9m  | Penzance, Cornwall                                        | Southampton | Akron, Ohio, Stati Uniti                          | 4                        | --       |
| Ridsdale, Miss Lucy                                              | 50    | Londra, Inghilterra                                       | Southampton | Marietta, Ohio, Stati Uniti                       | 13                       | --       |
| Rogers, Mr. Reginald Harry                                       | 18    | Tavistock, Devon, Inghilterra                             | Southampton | Wilkes Barre, Pennsylvania, Stati Uniti           | --                       | --       |
| Rugg, Miss Emily                                                 | 18    | Guernsey, Isole del Canale, Inghilterra                   | Southampton | Wilmington, Delaware, Stati Uniti                 | 12                       | --       |
| Schmidt, Mr. August                                              | 26    | Newark, New Jersey, Stati Uniti                           | Southampton | Newark, New Jersey, Stati Uniti                   | --                       | --       |
| Sedgwick, Mr. Charles Frederick Waddington                       | 25    | Liverpool, Merseyside, Inghilterra                        | Southampton | Minatitlán, Veracruz, Messico                     | --                       | --       |
| Sharp, Mr. Percival James                                        | 27    | Londra, Inghilterra                                       | Southampton | New York City, New York, Stati Uniti              | --                       | --       |
| Shelley, Mrs. Imanita (nata Parrish Hall)                        | 25    | Deer Lodge, Montana, Stati Uniti                          | Southampton | Deer Lodge, Montana, Stati Uniti                  | 12                       | --       |
| Silvén, Miss Lyyli Karolina                                      | 17    | Tornio, Finlandia                                         | Southampton | Minneapolis, Minnesota, Stati Uniti               | 16                       | --       |
| Sincock, Miss Maude                                              | 20    | Saint Ives, Cornwall                                      | Southampton | Hancock, Michigan, Stati Uniti                    | 11                       | --       |
| Sinkkonen, Miss Anna                                             | 30    | Turku, Finlandia                                          | Southampton | Brighton, Boston, Massachusetts, Stati Uniti      | 10                       | --       |
| Sjöstedt, Mr. Ernst Adolf                                        | 30    | Hjo, Västergötland, Svezia                                | Southampton | Sault Ste. Marie, Michigan, Stati Uniti           | 10                       | --       |
| Slayter, Miss Hilda Mary                                         | 30    | Halifax, Nuova Scozia, Canada                             | Queenstown  | Vancouver, British Columbia, Canada               | 13                       | --       |
| Slemen, Mr. Richard James                                        | 35    | Landrake, Cornwall, Inghilterra                           | Southampton | Nashua, New Hampshire, Stati Uniti                | --                       | --       |
| Smith, Miss Marion Elsie                                         | 39    | Basingstoke, Hampshire, Inghilterra                       | Southampton | Washington, D.C., Stati Uniti                     | 9                        | --       |
| Sobey, Mr. Samuel James Hayden                                   | 25    | Porthallow, Cornwall                                      | Southampton | Houghton, Michigan, Stati Uniti                   | --                       | --       |
| Stanton, Mr. Samuel Ward                                         | 42    | New York City, New York, Stati Uniti                      | Southampton | New York City, New York, Stati Uniti              | --                       | --       |
| Stokes, Mr. Philip Joseph                                        | 25    | London, Inghilterra                                       | Southampton | Detroit, Michigan, Stati Uniti                    | --                       | 81MB     |
| Sweet, Mr. George Frederick                                      | 14    | Yeovil, Somerset, Inghilterra                             | Southampton | Bernardsville, New Jersey, Stati Uniti            | --                       | --       |
| Taylor, Mr. Percy Cornelius                                      | 32    | Londra, Inghilterra                                       | Southampton | New York City, New York, Stati Uniti              | --                       | --       |
| Toomey, Miss Ellen Mary                                          | 48    | Indianapolis, Indiana, Stati Uniti                        | Southampton | Indianapolis, Indiana, Stati Uniti                | 9                        | --       |
| Troupiansky, Mr. Moses Aaron                                     | 48    | Londra, Inghilterra                                       | Southampton | New York City, New York, Stati Uniti              | --                       | --       |
| Trout, Mrs. Jessie L.                                            | 26    | Columbus, Ohio, Stati Uniti                               | Southampton | Columbus, Ohio, Stati Uniti                       | 9                        | --       |
| Troutt, Miss Edwina Celia "Winnie"                               | 27    | Bath, Somerset, Inghilterra                               | Southampton | Auburndale, Florida, Stati Uniti                  | 16                       | --       |
| Turpin, Mr. William John Robert                                  | 29    | Plymouth, Devon, Inghilterra                              | Southampton | Salt Lake City, Utah, Stati Uniti                 | --                       | --       |
| Turpin, Mrs. Dorothy Ann (nata Wonnacott)                        | 27    | Plymouth, Devon, Inghilterra                              | Southampton | Salt Lake City, Utah, Stati Uniti                 | --                       | --       |
| Veal, Mr. James                                                  | 40    | Barre, Vermont, Stati Uniti                               | Southampton | Barre, Vermont, Stati Uniti                       | --                       | --       |
| Wallcroft, Miss Ellen "Nellie"                                   | 36    | Maidenhead, Berkshire, Inghilterra                        | Southampton | Mamaroneck, New York, Stati Uniti                 | 14                       | --       |
| Ware, Mr. John James                                             | 45    | Bristol, Avon, Inghilterra                                | Southampton | New Britain, Connecticut, Stati Uniti             | --                       | --       |
| Ware, Mrs. Florence Louise (nata Long)                           | 31    | Bristol, Avon, Inghilterra                                | Southampton | New Britain, Connecticut, Stati Uniti             | 10                       | --       |
| Watson, Mr. Ennis Hastings                                       | 15    | Belfast, Irlanda                                          | Belfast     | New York City, New York, Stati Uniti              | --                       | --       |
| Watt, Mrs. Elizabeth Inglis "Bessie" (nata Milne)                | 40    | Aberdeen, Aberdeenshire, Scozia                           | Southampton | Portland, Oregon, Stati Uniti                     | 9                        | --       |
| Watt, Miss Robertha Josephine                                    | 12    | Aberdeen, Aberdeenshire, Scozia                           | Southampton | Portland, Oregon, Stati Uniti                     | 9                        | --       |
| Webber, Miss Susan                                               | 37    | Bude, Inghilterra                                         | Southampton | Hartford, Connecticut, Stati Uniti                | 12                       | --       |
| Weisz, Mr. Leopold                                               | 28    | Bromsgrove, Worcestershire, Inghilterra                   | Southampton | Montréal, Quebec, Canada                          | --                       | 293MB    |
| Weisz, Mrs. Mathilde Françoise (nata Pëde)                       | 37    | Bromsgrove, Worcestershire, Inghilterra                   | Southampton | Montréal, Quebec, Canada                          | 10                       | --       |
| Wells, Mrs. Addie Dart (nata Trevaskis)                          | 29    | Heamoor, Cornwall                                         | Southampton | Akron, Ohio, Stati Uniti                          | 14                       | --       |
| Wells, Miss Joan                                                 | 4     | Heamoor, Cornwall                                         | Southampton | Akron, Ohio, Stati Uniti                          | 14                       | --       |
| Wells, Master Ralph Lester                                       | 2     | Heamoor, Cornwall                                         | Southampton | Akron, Ohio, Stati Uniti                          | 14                       | --       |
| West, Mr. Edwy Arthur                                            | 36    | Bournemouth, Dorset, Inghilterra                          | Southampton | Gainesville, Florida, Stati Uniti                 | --                       | --       |
| West, Mrs. Ada Mary (nata Worth)                                 | 33    | Bournemouth, Dorset, Inghilterra                          | Southampton | Gainesville, Florida, Stati Uniti                 | 10                       | --       |
| West, Miss Constance Mirium                                      | 4     | Bournemouth, Dorset, Inghilterra                          | Southampton | Gainesville, Florida, Stati Uniti                 | 10                       | --       |
| West, Miss Barbara Joyce                                         | 0,10m | Bournemouth, Dorset, Inghilterra                          | Southampton | Gainesville, Florida, Stati Uniti                 | 10                       | --       |
| Wheadon, Mr. Edward H.                                           | 66    | Guernsey, Isole del Canale, Inghilterra                   | Southampton | Edgewood, Rhode Island, Stati Uniti               | --                       | --       |
| Wheeler, Mr. Edwin Charles "Fred"                                | 24    | Bath, Somerset, Inghilterra                               | Southampton | Asheville, Carolina del Nord, Stati Uniti         | --                       | --       |
| Wilhelms, Mr. Charles                                            | 32    | Londra, Inghilterra                                       | Southampton | New York City, New York, Stati Uniti              | 9                        | --       |
| Wilkinson, Miss Elizabeth Anne (alias Mrs. Elizabeth Faunthorpe) | 29    | Manchester, Inghilterra                                   | Southampton | Philadelphia, Pennsylvania, Stati Uniti           | 16                       | --       |
| Williams, Mr. Charles Eugene                                     | 23    | Harrow, Londra, Inghilterra                               | Southampton | Chicago, Illinois, Stati Uniti                    | 14                       | --       |
| Woodward, Mr. John Wesley                                        | 32    | Oxford, Inghilterra                                       | Southampton | New York City, New York, Stati Uniti              | --                       | --       |
| Wright, Miss Marion                                              | 26    | Yeovil, Somerset, Inghilterra                             | Southampton | Cottage Grove, Oregon, Stati Uniti                | 9                        | --       |
| Yvois, Miss Henriette                                            | 24    | Parigi, Francia                                           | Cherbourg   | Montréal, Quebec, Canada                          | --                       | --       |

### Terza classe
| Nome                                                  | Età    | Provenienza                                            | Imbarcato   | Destinazione                               | Scialuppa di salvataggio | Corpo    |
| ----------------------------------------------------- | ------ | ------------------------------------------------------ | ----------- | ------------------------------------------ | ------------------------ | -------- |
| Abbing, Mr. Anthony                                   | 42     | Cincinnati, Ohio, Stati Uniti                          | Southampton | Cincinnati, Ohio, Stati Uniti              | --                       | --       |
| Abbott, Mrs. Rhoda Mary "Rosa" (nata Hunt)            | 39     | East Providence, Rhode Island, Stati Uniti             | Southampton | East Providence, Rhode Island, Stati Uniti | A                        | --       |
| Abbott, Mr. Rossmore Edward                           | 16     | East Providence, Rhode Island, Stati Uniti             | Southampton | East Providence, Rhode Island, Stati Uniti | --                       | 190MB    |
| Abbott, Master Eugene Joseph                          | 13     | East Providence, Rhode Island, Stati Uniti             | Southampton | East Providence, Rhode Island, Stati Uniti | --                       | --       |
| Abelseth, Miss Karen Marie                            | 16     | Sondmore, Norvegia                                     | Southampton | Los Angeles, California, Stati Uniti       | 16                       | --       |
| Abelseth, Mr. Olaus Jørgensen                         | 25     | Perkins County, South Dakota, Stati Uniti              | Southampton | Perkins County, South Dakota, Stati Uniti  | A                        | --       |
| Abrahamsson, Mr. Abraham August Johannes              | 20     | Dalsbruk, Finlandia                                    | Southampton | Hoboken, New Jersey, Stati Uniti           | 15                       | --       |
| Abrahim, Mrs. Mary Sophie Halaut (nata Easu)          | 18     | Ayn 'Arab, Libano                                      | Cherbourg   | Greensburg, Pennsylvania, Stati Uniti      | C                        | --       |
| Adahl, Mr. Mauritz Nils Martin                        | 30     | Asarum, Småland, Svezia                                | Southampton | Brooklyn, New York, Stati Uniti            | --                       | 72MB     |
| Adams, Mr. John                                       | 26     | Bournemouth, Dorset, Inghilterra                       | Southampton | La Porte City, Iowa, Stati Uniti           | --                       | 103MB    |
| Ahlin, Mrs. Johanna Persdotter (nata Larsson)         | 40     | Göteborg, Västergötland, Svezia                        | Southampton | Akeley, Minnesota, Stati Uniti             | --                       | --       |
| Aks, Mrs. Leah (nata Rosen)                           | 18     | Londra, Inghilterra                                    | Southampton | Norfolk, Virginia, Stati Uniti             | 13                       | --       |
| Aks, Master Frank Philip                              | 0,10 m | Londra, Inghilterra                                    | Southampton | Norfolk, Virginia, Stati Uniti             | 11                       | --       |
| Albimona, Mr. Nassef Cassem                           | 26     | Shana, Libano                                          | Cherbourg   | Fredericksburg, Virginia, Stati Uniti      | 15                       | --       |
| Alexander, Mr. William                                | 23     | Great Yarmouth, Norfolk, Inghilterra                   | Southampton | Albion, Michigan, Stati Uniti              | --                       | --       |
| Alhomäki, Mr. Ilmari Rudolf                           | 19     | Salo, Finlandia                                        | Southampton | Astoria, Oregon, Stati Uniti               | --                       | --       |
| Ali, Mr. William                                      | 25     | Buenos Aires, Pampas, Argentina                        | Southampton | New York City, New York, Stati Uniti       | --                       | 79MB     |
| Ali, Mr. Ahmed                                        | 24     | Buenos Aires, Pampas, Argentina                        | Southampton | New York City, New York, Stati Uniti       | --                       | --       |
| Allen, Mr. William Henry                              | 35     | West Midlands, Inghilterra                             | Southampton | New York City, New York, Stati Uniti       | --                       | --       |
| Allum, Mr. Owen George                                | 15     | Southall, Londra, Inghilterra                          | Southampton | New York City, New York, Stati Uniti       | --                       | 259MB    |
| Andersen, Mr. Albert Karvin                           | 33     | Bergen, Norvegia                                       | Southampton | New York City, New York, Stati Uniti       | --                       | 260MB    |
| Andersen-Jensen, Miss Carla Christine                 | 19     | Eskildstrup, Danimarca                                 | Southampton | Portland, Oregon, Stati Uniti              | 16                       | --       |
| Andersson, Mr. Anders Johan                           | 39     | Kisa, Östergötland, Svezia                             | Southampton | Winnipeg, Manitoba, Canada                 | --                       | --       |
| Andersson, Mrs. Alfrida Konstantia (nata Brogren)     | 39     | Kisa, Östergötland, Svezia                             | Southampton | Winnipeg, Manitoba, Canada                 | --                       | --       |
| Andersson, Miss Sigrid Elisabeth                      | 11     | Kisa, Östergötland, Svezia                             | Southampton | Winnipeg, Manitoba, Canada                 | --                       | --       |
| Andersson, Miss Ingeborg Constanzia                   | 9      | Kisa, Östergötland, Svezia                             | Southampton | Winnipeg, Manitoba, Canada                 | --                       | --       |
| Andersson, Miss Ebba Iris Alfrida                     | 6      | Kisa, Östergötland, Svezia                             | Southampton | Winnipeg, Manitoba, Canada                 | --                       | --       |
| Andersson, Master Sigvard Harald Elias                | 4      | Kisa, Östergötland, Svezia                             | Southampton | Winnipeg, Manitoba, Canada                 | --                       | --       |
| Andersson, Miss Ellis Anna Maria                      | 2      | Kisa, Östergötland, Svezia                             | Southampton | Winnipeg, Manitoba, Canada                 | --                       | --       |
| Andersson, Miss Erna Alexandra                        | 17     | Kullaa, Finlandia                                      | Southampton | New York City, New York, Stati Uniti       | D                        | --       |
| Andersson, Miss Ida Augusta Margareta                 | 38     | Vadsbro, Sörmland, Svezia                              | Southampton | Manistee, Michigan, Stati Uniti            | --                       | --       |
| Andersson, Mr. Johan Samuel                           | 26     | Hartford, Connecticut, Stati Uniti                     | Southampton | Hartford, Connecticut, Stati Uniti         | --                       | --       |
| Andreasson, Mr. Paul Edvin                            | 20     | Kalfsnäs, Småland, Svezia                              | Southampton | Chicago, Illinois, Stati Uniti             | --                       | --       |
| Angheloff, Mr. Minko                                  | 26     | Terziysko, Bulgaria                                    | Southampton | Chicago, Illinois, Stati Uniti             | --                       | --       |
| Arnold, Mr. Josef                                     | 25     | Altdorf, Cantone di Uri, Svizzera                      | Southampton | New Glarus, Wisconsin, Stati Uniti         | --                       | --       |
| Arnold, Mrs. Josefine (nata Franchi)                  | 18     | Altdorf, Cantone di Uri, Svizzera                      | Southampton | New Glarus, Wisconsin, Stati Uniti         | --                       | --       |
| Aronsson, Mr. Ernst Axel Algot                        | 24     | Horset, Småland, Svezia                                | Southampton | Joliet, Illinois, Stati Uniti              | --                       | --       |
| Asim, Mr. Adola                                       | 35     | Buenos Aires, Pampas, Argentina                        | Southampton | New York City, New York, Stati Uniti       | --                       | --       |
| Asplund, Mr. Carl Oscar Vilhelm Gustafsson            | 40     | Alseda, Småland, Svezia                                | Southampton | Worcester, Massachusetts, Stati Uniti      | --                       | 142MB    |
| Asplund, Mrs. Selma Augusta Emilia (nata Johansson)   | 38     | Alseda, Småland, Svezia                                | Southampton | Worcester, Massachusetts, Stati Uniti      | 15                       | --       |
| Asplund, Master Filip Oscar                           | 13     | Alseda, Småland, Svezia                                | Southampton | Worcester, Massachusetts, Stati Uniti      | --                       | --       |
| Asplund, Master Clarence Gustaf Hugo                  | 9      | Alseda, Småland, Svezia                                | Southampton | Worcester, Massachusetts, Stati Uniti      | --                       | --       |
| Asplund, Master Carl Edgar                            | 5      | Alseda, Småland, Svezia                                | Southampton | Worcester, Massachusetts, Stati Uniti      | --                       | --       |
| Asplund, Miss Lillian Gertrud                         | 5      | Alseda, Småland, Svezia                                | Southampton | Worcester, Massachusetts, Stati Uniti      | 15                       | --       |
| Asplund, Master Edvin Rojj Felix                      | 3      | Alseda, Småland, Svezia                                | Southampton | Worcester, Massachusetts, Stati Uniti      | 15                       | --       |
| Asplund, Mr. Johan Charles                            | 23     | Oskarshamn, Småland, Svezia                            | Southampton | Minneapolis, Minnesota, Stati Uniti        | 13                       | --       |
| Assaf, Mr. Gerios                                     | 21     | Kfar Mishki, Libano                                    | Cherbourg   | Ottawa, Ontario, Canada                    | --                       | --       |
| Assaf, Mrs. Mariana (nata Khalil)                     | 45     | Kafr Mishki, Libano                                    | Cherbourg   | Ottawa, Ontario, Canada                    | C                        | --       |
| Assam, Mr. Ali                                        | 23     | Buenos Aires, Pampas, Argentina                        | Southampton | New York City, New York, Stati Uniti       | --                       | --       |
| Attala, Mr. Sleiman                                   | 30     | Ottawa, Ontario, Canada                                | Cherbourg   | Ottawa, Ontario, Canada                    | --                       | --       |
| Attalah, Miss Malake                                  | 17     | Beirut, Libano                                         | Cherbourg   | New York City, New York, Stati Uniti       | --                       | --       |
| Augustsson, Mr. Albert                                | 23     | Krakoryd, Småland, Svezia                              | Southampton | Bloomington, Indiana, Stati Uniti          | --                       | --       |
| Ayoub Daher, Miss Banoura                             | 15     | Beirut, Libano                                         | Cherbourg   | Owen Sound, Ontario, Canada                | C                        | --       |
| Baccos, Mr. Raffull                                   | 20     | Libano                                                 | Cherbourg   | New York City, New York, Stati Uniti       | --                       | --       |
| Backström, Mr. Karl Alfred                            | 32     | Kejtala, Finlandia                                     | Southampton | New York City, New York, Stati Uniti       | --                       | --       |
| Backström, Mrs. Maria Mathilda (nata Gustafsson)      | 33     | Kejtala, Finlandia                                     | Southampton | New York City, New York, Stati Uniti       | D                        | --       |
| Baclini, Mrs. Latifa (nata Qurban)                    | 24     | Ash Shuwayr, Libano                                    | Cherbourg   | Brooklyn, New York, Stati Uniti            | C                        | --       |
| Baclini, Miss Marie Catherine                         | 5      | Ash Shuwayr, Libano                                    | Cherbourg   | Brooklyn, New York, Stati Uniti            | C                        | --       |
| Baclini, Miss Eugenie                                 | 3      | Ash Shuwayr, Libano                                    | Cherbourg   | Brooklyn, New York, Stati Uniti            | C                        | --       |
| Baclini, Miss Helene Barbara                          | 0,9 m  | Ash Shuwayr, Libano                                    | Cherbourg   | Brooklyn, New York, Stati Uniti            | C                        | --       |
| Badman, Miss Emily Louisa                             | 18     | Clevedon, North Somerset, Inghilterra                  | Southampton | Skaneateles, New York, Stati Uniti         | C                        | --       |
| Badt, Mr. Mohamed                                     | 40     | Tripoli, Libano                                        | Cherbourg   | New York City, New York, Stati Uniti       | --                       | --       |
| Balkic, Mr. Cerin                                     | 26     | Bosnia                                                 | Southampton | Harrisburg, Pennsylvania, Stati Uniti      | --                       | --       |
| Banski, Mrs. Mara (nata Osman)                        | 31     | Vagovina, Ungheria                                     | Southampton | Steelton, Pennsylvania, Stati Uniti        | ?                        | --       |
| Barbara, Mrs. Catherine David                         | 45     | Kafr Mishki, Libano                                    | Cherbourg   | Ottawa, Ontario, Canada                    | --                       | --       |
| Barbara, Miss Saiide                                  | 18     | Kafr Mishki, Libano                                    | Cherbourg   | Ottawa, Ontario, Canada                    | --                       | --       |
| Barry, Miss Julia                                     | 26     | New York City, New York, Stati Uniti                   | Queenstown  | New York City, New York, Stati Uniti       | --                       | --       |
| Barton, Mr. David John                                | 22     | Cambridge, Cambridgeshire, Inghilterra                 | Southampton | New York City, New York, Stati Uniti       | --                       | --       |
| Beavan, Mr. William Thomas                            | 18     | Fillingham, Lincolnshire, Inghilterra                  | Southampton | Russell, Stati Uniti                       | --                       | --       |
| Bengtsson, Mr. Johan Viktor                           | 26     | Fridhemsberg, Halland, Svezia                          | Southampton | Moune, Illinois, Stati Uniti               | --                       | --       |
| Berglund, Mr. Karl Ivar Sven                          | 22     | Firtby, Finlandia                                      | Southampton | New York City, New York, Stati Uniti       | --                       | --       |
| Betros, Mr. Tannous                                   | 20     | Zgharta, Libano                                        | Cherbourg   | Waterbury, Connecticut, Stati Uniti        | --                       | --       |
| Bing, Mr. Lee                                         | 32     | Hong Kong, Cina                                        | Southampton | New York City, New York, Stati Uniti       | C                        | --       |
| Birkeland, Mr. Hans Martin Monsen                     | 21     | Bremnes, Norvegia                                      | Southampton | New York City, New York, Stati Uniti       | --                       | --       |
| Björklund, Mr. Ernst Herbert                          | 18     | Stoccolma, Uppland, Svezia                             | Southampton | New York City, New York, Stati Uniti       | --                       | --       |
| Bostandyeff, Mr. Guentcho                             | 26     | --                                                     | Southampton | Chicago, Illinois, Stati Uniti             | --                       | --       |
| Boulos, Mrs. Sultana (nata Rizq)                      | 40     | Libano                                                 | Cherbourg   | Kent, British Columbia, Canada             | --                       | --       |
| Boulos, Master Akar                                   | 9      | Libano                                                 | Cherbourg   | Kent, British Columbia, Canada             | --                       | --       |
| Boulos, Miss Nourelain                                | 10     | Libano                                                 | Cherbourg   | Kent, British Columbia, Canada             | --                       | --       |
| Bourke, Mr. John                                      | 42     | Carrowskehine, Irlanda                                 | Queenstown  | Chicago, Illinois, Stati Uniti             | --                       | --       |
| Bourke, Mrs. Catherine (nata McHugh)                  | 32     | Carrowskehine, Irlanda                                 | Queenstown  | Chicago, Illinois, Stati Uniti             | --                       | --       |
| Bourke, Miss Mary                                     | 40     | Carrowskehine, Irlanda                                 | Queenstown  | Chicago, Illinois, Stati Uniti             | --                       | --       |
| Bowen, Mr. David John "Dai"                           | 26     | Treherbert, Glamorgan, Galles                          | Southampton | New York City, New York, Stati Uniti       | --                       | --       |
| Bradley, Miss Bridget Delia                           | 22     | King Williams Town, County Cork, Irlanda               | Queenstown  | Glen Falls, New York, Stati Uniti          | 13                       | --       |
| Braf, Miss Elin Ester Maria                           | 20     | Medeltorp, Småland, Svezia                             | Southampton | Chicago, Illinois, Stati Uniti             | --                       | --       |
| Braund, Mr. Lewis Richard                             | 29     | Bridgerule, Devon, Inghilterra                         | Southampton | Qu'Appelle Valley, Saskatchewan, Canada    | --                       | --       |
| Braund, Mr. Owen Harris                               | 22     | Bridgerule, Devon, Inghilterra                         | Southampton | Qu'Appelle Valley, Saskatchewan, Canada    | --                       | --       |
| Brobeck, Mr. Karl Rudolf                              | 22     | Norrköping, Östergötland, Svezia                       | Southampton | Worcester, Massachusetts, Stati Uniti      | --                       | --       |
| Brocklebank, Mr. William Alfred                       | 35     | Broomfield, Inghilterra                                | Southampton | New York City, New York, Stati Uniti       | --                       | --       |
| Buckley, Mr. Daniel                                   | 21     | King Williams Town, County Cork, Irlanda               | Queenstown  | New York City, New York, Stati Uniti       | 13                       | --       |
| Buckley, Miss Katherine                               | 22     | Ovens, County Cork, Irlanda                            | Queenstown  | Roxbury, Massachusetts, Stati Uniti        | --                       | 299MB    |
| Burke, Mr. Jeremiah                                   | 19     | Glanmire, County Cork, Irlanda                         | Queenstown  | Charlestown, Stati Uniti                   | --                       | --       |
| Burns, Miss Mary Delia                                | 17     | Kilmacowen, County Sligo, Irlanda                      | Queenstown  | New York City, New York, Stati Uniti       | --                       | --       |
| Cacic, Mr. Jego Grga                                  | 18     | Kula, Croazia                                          | Southampton | Chicago, Illinois, Stati Uniti             | --                       | --       |
| Cacic, Mr. Luka                                       | 38     | Kula, Croazia                                          | Southampton | Chicago, Illinois, Stati Uniti             | --                       | --       |
| Cacic, Miss Marija                                    | 30     | Kula, Croazia                                          | Southampton | Chicago, Illinois, Stati Uniti             | --                       | --       |
| Cacic, Miss Manda                                     | 21     | Kula, Croazia                                          | Southampton | Chicago, Illinois, Stati Uniti             | --                       | --       |
| Calic, Mr. Jovo                                       | 17     | Brezik, Croazia                                        | Southampton | Sault Ste. Marie, Michigan, Stati Uniti    | --                       | --       |
| Calic, Mr. Petar                                      | 17     | Brezik, Croazia                                        | Southampton | Sault Ste. Marie, Michigan, Stati Uniti    | --                       | --       |
| Canavan, Miss Mary                                    | 22     | Tonacrick, County Clare, Irlanda                       | Queenstown  | Philadelphia, Pennsylvania, Stati Uniti    | --                       | --       |
| Canavan, Mr. Patrick "Peter"                          | 21     | Knockmaria, County Mayo, Irlanda                       | Queenstown  | Philadelphia, Pennsylvania, Stati Uniti    | --                       | --       |
| Cann, Mr. Ernest Charles                              | 21     | Penwithick, Cornwall, Inghilterra                      | Southampton | New York City, New York, Stati Uniti       | --                       | --       |
| Caram, Mr. Joseph                                     | 28     | Kfar Mishki, Libano                                    | Cherbourg   | Ottawa, Ontario, Canada                    | --                       | 28MB     |
| Caram, Mrs. Maria (nata Elias)                        | 18     | Kfar Mishki, Libano                                    | Cherbourg   | Ottawa, Ontario, Canada                    | --                       | --       |
| Carlsson, Mr. Carl Robert                             | 24     | Göteborg, Västergötland, Svezia                        | Southampton | Huntley, Illinois, Stati Uniti             | --                       | --       |
| Carlsson, Mr. August Sigfrid                          | 24     | Dagsås, Halland, Svezia                                | Southampton | Fower, Minnesota, Stati Uniti              | --                       | --       |
| Carr, Miss Jane                                       | 4      | Aclare, County Sligo, Irlanda                          | Queenstown  | Hartford, Connecticut, Stati Uniti         | --                       | --       |
| Carver, Mr. Alfred John                               | 28     | Southampton, Hampshire, Inghilterra                    | Southampton | New York City, New York, Stati Uniti       | --                       | --       |
| Celotti, Mr. Francesco                                | 24     | Italia                                                 | Southampton | New York City, New York, Stati Uniti       | --                       | --       |
| Charters, Mr. David                                   | 28     | Ballinalee, County Longford, Irlanda                   | Queenstown  | New York City, New York, Stati Uniti       | --                       | --       |
| Chehab, Mr. Emir Fares                                | 25     | Hadath, Libano                                         | Cherbourg   | New York City, New York, Stati Uniti       | --                       | --       |
| Chip, Mr. Chang                                       | 32     | Hong Kong, Cina                                        | Southampton | New York City, New York, Stati Uniti       | C                        | --       |
| Christmann, Mr. Emil                                  | 29     | Londra, Inghilterra                                    | Southampton | New York City, New York, Stati Uniti       | --                       | --       |
| Chronopoulos, Mr. Apostolos                           | 26     | Grecia                                                 | Cherbourg   | New York City, New York, Stati Uniti       | --                       | --       |
| Chronopoulos, Mr. Dimitrios                           | 18     | Grecia                                                 | Cherbourg   | New York City, New York, Stati Uniti       | --                       | --       |
| Coelho, Mr. Domingos Fernandeo                        | 20     | Funchal, Isole Madeira, Portogallo                     | Southampton | New York City, New York, Stati Uniti       | --                       | --       |
| Cohen, Mr. Gurshon "Gus"                              | 18     | Londra, Inghilterra                                    | Southampton | Brooklyn, New York, Stati Uniti            | 12                       | --       |
| Colbert, Mr. Patrick                                  | 24     | Kilkinlea, County Limerick, Irlanda                    | Queenstown  | Sherbrooke, Quebec, Canada                 | --                       | --       |
| Coleff, Mr. Satio                                     | 24     | Debnevo, Bulgaria                                      | Southampton | Chicago, Illinois, Stati Uniti             | --                       | --       |
| Coltcheff, Mr. Peju                                   | 36     | Gumostnik, Lovec, Bulgaria                             | Southampton | Chicago, Illinois, Stati Uniti             | --                       | --       |
| Conlon, Mr. Thomas Henry                              | 31     | Philadelphia, Pennsylvania, Stati Uniti                | Queenstown  | Philadelphia, Pennsylvania, Stati Uniti    | --                       | --       |
| Connaghton, Mr. Michael                               | 31     | Brooklyn, New York, Stati Uniti                        | Queenstown  | Brooklyn, New York, Stati Uniti            | --                       | --       |
| Connolly, Miss Kate                                   | 35     | Bank Place, County Tipperary, Irlanda                  | Queenstown  | Dobbs Ferry, New York, Stati Uniti         | --                       | --       |
| Connolly, Miss Katherine "Kate"                       | 22     | Bank Place, County Tipperary, Irlanda                  | Queenstown  | New York City, New York, Stati Uniti       | 13                       | --       |
| Connolly, Mr. Michael                                 | 31     | Brooklyn, New York, Stati Uniti                        | Queenstown  | Brooklyn, New York, Stati Uniti            | --                       | --       |
| Connors, Mr. Patrick                                  | 61     | Charleville, County Cork, Irlanda                      | Queenstown  | New York City, New York, Stati Uniti       | --                       | 171MB    |
| Cook, Mr. Jacob                                       | 43     | Russia                                                 | Southampton | New York City, New York, Stati Uniti       | --                       | --       |
| Cor, Mr. Bartol                                       | 35     | Kricina, Croazia                                       | Southampton | Great Falls, Montana, Stati Uniti          | --                       | --       |
| Cor, Mr. Ivan                                         | 27     | Kricina, Croazia                                       | Southampton | Great Falls, Montana, Stati Uniti          | --                       | --       |
| Cor, Mr. Ludovic                                      | 19     | Kricina, Croazia                                       | Southampton | Great Falls, Montana, Stati Uniti          | --                       | --       |
| Corn, Mr. Harry                                       | 30     | Londra, Inghilterra                                    | Southampton | New York City, New York, Stati Uniti       | --                       | --       |
| Corr, Miss Helen                                      | 16     | Corglass, County Longford, Irlanda                     | Queenstown  | New York City, New York, Stati Uniti       | 16                       | --       |
| Coutts, Mrs. Winnie (nata Trainer)                    | 36     | Londra, Inghilterra                                    | Southampton | Brooklyn, New York, Stati Uniti            | 2                        | --       |
| Coutts, Master William Loch "Willie"                  | 9      | Londra, Inghilterra                                    | Southampton | Brooklyn, New York, Stati Uniti            | 2                        | --       |
| Coutts, Master Neville Leslie                         | 3      | Londra, Inghilterra                                    | Southampton | Brooklyn, New York, Stati Uniti            | 2                        | --       |
| Coxon, Mr. Daniel                                     | 59     | Londra, Inghilterra                                    | Southampton | Merrill, Wisconsin, Stati Uniti            | --                       | --       |
| Crease, Mr. Ernest James                              | 19     | Bristol, Avon, Inghilterra                             | Southampton | Cleveland, Ohio, Stati Uniti               | --                       | --       |
| Cribb, Mr. John Hatfield                              | 44     | Bournemouth, Dorset, Inghilterra                       | Southampton | Newark, New Jersey, Stati Uniti            | --                       | --       |
| Cribb, Miss Laura Mae                                 | 16     | Bournemouth, Dorset, Inghilterra                       | Southampton | Newark, New Jersey, Stati Uniti            | 12                       | --       |
| Culumovic, Mr. Jeso                                   | 17     | Lipova Glavica, Croazia                                | Southampton | Hammond, Indiana, Stati Uniti              | --                       | --       |
| Daher, Mr. Tannous                                    | 28     | Beirut, Libano                                         | Cherbourg   | Youngstown, Ohio, USA                      | --                       | --       |
| Dahl, Mr. Charles Edward                              | 45     | Adelaide, Australia                                    | Southampton | Fingal, North Dakota, USA                  | 15                       | --       |
| Dahlberg, Miss Gerda Ulrika                           | 22     | Stoccolma, Svezia                                      | Southampton | Chicago, Illinois, Stati Uniti             | --                       | --       |
| Dakic, Mr. Branko                                     | 19     | Austria                                                | Southampton | New York City, New York, Stati Uniti       | --                       | --       |
| Daly, Miss Margaret Marcella "Maggie"                 | 30     | Athlone, Westmeath, Irlanda                            | Queenstown  | New York City, New York, Stati Uniti       | 15                       | --       |
| Daly, Mr. Peter Eugene                                | 29     | Athlone, Westmeath, Irlanda                            | Queenstown  | New York City, New York, Stati Uniti       | B                        | --       |
| Danbom, Mr. Ernst Gilbert                             | 34     | Göteborg, Västergötland, Svezia                        | Southampton | Stanton, Iowa, Stati Uniti                 | --                       | 197MB    |
| Danbom, Mrs. Anna Sigrid Maria (nata Brogren)         | 28     | Göteborg, Västergötland, Svezia                        | Southampton | Stanton, Iowa, Stati Uniti                 | --                       | --       |
| Danbom, Master Gilbert Sigvard Emanuel                | 4m     | Göteborg, Västergötland, Svezia                        | Southampton | Stanton, Iowa, Stati Uniti                 | --                       | --       |
| Danoff, Mr. Yoto                                      | 27     | Bulgaria                                               | Southampton | Chicago, Illinois, Stati Uniti             | --                       | --       |
| Dantcheff, Mr. Ristiu                                 | 25     | Terziysko, Bulgaria                                    | Southampton | Chicago, Illinois, Stati Uniti             | --                       | --       |
| Davies, Mr. Alfred F.                                 | 24     | West Bromwich, Staffordshire, Inghilterra              | Southampton | Pontiac, Michigan, Stati Uniti             | --                       | --       |
| Davies, Mr. John Samuel                               | 21     | West Bromwich, Staffordshire, Inghilterra              | Southampton | Pontiac, Michigan, Stati Uniti             | --                       | --       |
| Davies, Mr. Joseph                                    | 17     | West Bromwich, Staffordshire, Inghilterra              | Southampton | Pontiac, Michigan, Stati Uniti             | --                       | --       |
| Davies, Mr. Evan                                      | 22     | Pontardawe, West Glamorgan, Galles                     | Southampton | Pontiac, Michigan, Stati Uniti             | --                       | --       |
| Davison, Mr. Thomas Henry "Harry"                     | 32     | Liverpool, Merseyside, Inghilterra                     | Southampton | Bedford, Indiana, Stati Uniti              | --                       | --       |
| Davison, Mrs. Mary E. (nata Finck)                    | 34     | Liverpool, Merseyside, Inghilterra                     | Southampton | Bedford, Indiana, Stati Uniti              | 16                       | --       |
| De Messemaeker, Mr. Guillaume Joseph                  | 36     | Tampico, Montana, USA                                  | Southampton | Tampico, Montana, Stati Uniti              | 15                       | --       |
| De Messemaeker, Mrs. Anna (nata de Becker)            | 36     | Tampico, Montana, USA                                  | Southampton | Tampico, Montana, Stati Uniti              | 13                       | --       |
| de Mulder, Mr. Theodoor                               | 36     | Aspelare, East Flanders, Belgio                        | Southampton | Detroit, Michigan, Stati Uniti             | 11                       | --       |
| de Pelsmaeker, Mr. Alfons                             | 16     | Heldergem, Haaltert, Belgio                            | Southampton | Gladstone, Michigan, Stati Uniti           | --                       | --       |
| Dean, Mr. Bertram Frank                               | 25     | Bartley Farm, Hampshire, Inghilterra                   | Southampton | Wichita, Kansas, Stati Uniti               | --                       | 105{?}MB |
| Dean, Mrs. Eva Georgetta (nata Light)                 | 32     | Bartley Farm, Hampshire, Inghilterra                   | Southampton | Wichita, Kansas, Stati Uniti               | 10                       | --       |
| Dean, Master Bertram Vere                             | 1      | Bartley Farm, Hampshire, Inghilterra                   | Southampton | Wichita, Kansas, Stati Uniti               | 10                       | --       |
| Dean, Miss Elizabeth Gladys "Millvina"                | 2m     | Bartley Farm, Hampshire, Inghilterra                   | Southampton | Wichita, Kansas, Stati Uniti               | 10                       | --       |
| Delalic, Mr. Redjo                                    | 25     | Batic, Bosnia                                          | Southampton | Harrisburg, Pennsylvania, Stati Uniti      | --                       | --       |
| Denkoff, Mr. Mitto                                    | 30     | Bulgaria                                               | Southampton | Coon Rapids, Iowa, Stati Uniti             | --                       | --       |
| Dennis, Mr. William                                   | 26     | Week St Mary, Cornwall, Inghilterra                    | Southampton | Saskatoon, Saskatchewan, Canada            | --                       | --       |
| Dennis, Mr. Samuel                                    | 22     | Week St Mary, Cornwall, Inghilterra                    | Southampton | Saskatoon, Saskatchewan, Canada            | --                       | --       |
| Devaney, Miss Margaret Delia                          | 19     | Sligo, Irlanda                                         | Queenstown  | New York City, New York, Stati Uniti       | C                        | --       |
| Dika, Mr. Mirko                                       | 17     | Podgori, Croazia                                       | Southampton | Vancouver, British Columbia, Canada        | --                       | --       |
| Dimic, Mr. Jovan                                      | 42     | Ostrovica, Croazia                                     | Southampton | Red Lodge, Montana, Stati Uniti            | --                       | --       |
| Dintcheff, Mr. Valtcho                                | 43     | Bulgaria                                               | Southampton | Tulsa, Oklahoma, Stati Uniti               | --                       | --       |
| Dooley, Mr. Patrick                                   | 43     | Limerick, Irlanda                                      | Queenstown  | New York City, New York, Stati Uniti       | --                       | --       |
| Dorking, Mr. Edward Arthur                            | 18     | Liss, Hampshire, Inghilterra                           | Southampton | Oglesby, Illinois, Stati Uniti             | B                        | --       |
| Dougherty, Mr. William John                           | 22     | Cork, Irlanda                                          | Queenstown  | New York City, New York, Stati Uniti       | --                       | --       |
| Dowdell, Miss Elizabeth                               | 31     | New York City, New York, Stati Uniti                   | Southampton | New York City, New York, Stati Uniti       | 13                       | --       |
| Doyle, Miss Elizabeth                                 | 24     | Wexford, Irlanda                                       | Queenstown  | New York City, New York, Stati Uniti       | --                       | --       |
| Drazenovic, Mr. Jozef                                 | 33     | Hrastelnica, Croazia                                   | Cherbourg   | New York City, New York, Stati Uniti       | --                       | 51MB     |
| Dropkin, Miss Jennie                                  | 24     | Mogilev, Bielorussia                                   | Southampton | New York City, New York, Stati Uniti       | 13                       | --       |
| Duquemin, Mr. Joseph Pierre                           | 19     | Saint Sampson, Guernsey, Isole del Canale, Inghilterra | Southampton | Albion, New York, Stati Uniti              | D                        | --       |
| Dwan, Mr. Frank                                       | 65     | Waterford, Irlanda                                     | Queenstown  | Morris Plains, New Jersey, Stati Uniti     | --                       | --       |
| Dyker, Mr. Adolf Fredrik                              | 23     | New Haven, Connecticut, USA                            | Southampton | New Haven, Connecticut, Stati Uniti        | --                       | --       |
| Dyker, Mrs. Anna Elisabeth Judith (nata Andersson)    | 22     | New Haven, Connecticut, Stati Uniti                    | Southampton | New Haven, Connecticut, Stati Uniti        | 16                       | --       |
| Edvardsson, Mr. Gustaf Hjalmar                        | 18     | Tofta, Uppland, Svezia                                 | Southampton | Joliet, Illinois, Stati Uniti              | --                       | --       |
| Eklund, Mr. Hans Linus                                | 16     | Örebro, Svezia                                         | Southampton | Jerome Junction, Arizona, Stati Uniti      | --                       | --       |
| Ekström, Mr. Johan                                    | 45     | Effington Rut, South Dakota, Stati Uniti               | Southampton | Effington Rut, South Dakota, Stati Uniti   | --                       | --       |
| Elias, Mr. Dibo                                       | 29     | Libano                                                 | Cherbourg   | New York City, New York, Stati Uniti       | --                       | --       |
| Elias, Mr. Tannous                                    | 17     | Kafr Mishki, Libano                                    | Cherbourg   | Ottawa, Ontario, Canada                    | --                       | --       |
| Elias, Mr. Joseph Jr.                                 | 15     | Kafr Mishki, Libano                                    | Cherbourg   | Ottawa, Ontario, Canada                    | --                       | --       |
| Elsbury, Mr. William James                            | 47     | Taunton, Somerset, Inghilterra                         | Southampton | Gurnee, Illinois, Stati Uniti              | --                       | --       |
| Emanuel, Miss Virginia Ethel                          | 5      | New York City, New York, USA                           | Southampton | New York City, New York, Stati Uniti       | 13                       | --       |
| Estanislau, Mr. Manuel Gonçalves                      | 37     | Calheta, Madeira                                       | Southampton | New York City, New York, Stati Uniti       | --                       | --       |
| Everett, Mr. Thomas James                             | 39     | Bristol, Avon, Inghilterra                             | Southampton | Troy, New York, Stati Uniti                | --                       | 187MB    |
| Fardon, Mr. Charles (alias Charles Franklin)          | 38     | Wellingborough, Northamptonshire, Inghilterra          | Cherbourg   | Canada                                     | --                       | --       |
| Farrell, Mr. James "Jim"                              | 25     | Meath, Irlanda                                         | Queenstown  | New York City, New York, Stati Uniti       | --                       | 68MB     |
| Finoli, Mr. Luigi                                     | 34     | Philadelphia, Pennsylvania, USA                        | Southampton | Philadelphia, Pennsylvania, Stati Uniti    | 15                       | --       |
| Fischer, Mr. Eberhard Thelander                       | 18     | Björkeberga, Skåne, Svezia                             | Southampton | New York City, New York, Stati Uniti       | --                       | --       |
| Fleming, Miss Honora "Nora"                           | 22     | Mayo, Irlanda                                          | Queenstown  | New York City, New York, Stati Uniti       | --                       | --       |
| Flynn, Mr. James                                      | 28     | Mayo, Irlanda                                          | Queenstown  | New York City, New York, Stati Uniti       | --                       | --       |
| Flynn, Mr. John                                       | 42     | Galway, Irlanda                                        | Queenstown  | Pittsburgh, Pennsylvania, Stati Uniti      | --                       | --       |
| Foley, Mr. Joseph                                     | 19     | Broadford, \|Limerick, Irlanda                         | Queenstown  | Larchmont, New York, Stati Uniti           | --                       | --       |
| Foley, Mr. William                                    | 20     | Cork, Irlanda                                          | Queenstown  | New York City, New York, Stati Uniti       | --                       | --       |
| Foo, Mr. Cheong                                       | 32     | Hong Kong, Cina                                        | Southampton | New York City, New York, Stati Uniti       | C                        | --       |
| Ford, Mr. Arthur                                      | 22     | Bridgwater, Somerset, Inghilterra                      | Southampton | Elmira, New York, Stati Uniti              | --                       | --       |
| Ford, Mrs. Margaret Ann (nata Watson)                 | 48     | Rotherfield, East Sussex, Inghilterra                  | Southampton | Essex County, New Jersey, Stati Uniti      | --                       | --       |
| Ford, Miss Dollina Margaret                           | 20     | Rotherfield, East Sussex, Inghilterra                  | Southampton | Essex County, New Jersey, Stati Uniti      | --                       | --       |
| Ford, Mr. Edward Watson                               | 18     | Rotherfield, East Sussex, Inghilterra                  | Southampton | Essex County, New Jersey, Stati Uniti      | --                       | --       |
| Ford, Mr. William Neal Thomas                         | 16     | Rotherfield, East Sussex, Inghilterra                  | Southampton | Essex County, New Jersey, Stati Uniti      | --                       | --       |
| Ford, Miss Robina Maggie                              | 7      | Rotherfield, East Sussex, Inghilterra                  | Southampton | Essex County, New Jersey, Stati Uniti      | --                       | --       |
| Fox, Mr. Patrick                                      | 28     | Westmeath, Irlanda                                     | Queenstown  | New York City, New York, Stati Uniti       | --                       | --       |
| Gallagher, Mr. Martin                                 | 29     | Galway, Irlanda                                        | Queenstown  | New York City, New York, Stati Uniti       | --                       | --       |
| Garfirth, Mr. John                                    | 21     | Wollaston, Northamptonshire, Inghilterra               | Southampton | Kitchener, Ontario, Canada                 | --                       | --       |
| George, Mrs. Shawneene (nata Whabee Abi-Saab)         | 22     | Youngstown, Ohio, Stati Uniti                          | Cherbourg   | Youngstown, Ohio, Stati Uniti              | C                        | --       |
| Gheorgheff, Mr. Stanio                                | --     | Bulgaria                                               | Cherbourg   | Butte, Montana, Stati Uniti                | --                       | --       |
| Gilinski, Mr. Eliezer                                 | 22     | Abercynon, Glamorgan, Galles                           | Southampton | Chicago, Illinois, Stati Uniti             | --                       | 47MB     |
| Gilnagh, Miss Mary Katherine "Katie"                  | 17     | Longford, Irlanda                                      | Queenstown  | New York City, New York, Stati Uniti       | 16                       | --       |
| Glynn, Miss Mary Agatha                               | 19     | Killaloe, County Clare\|Clare, Irlanda                 | Queenstown  | Washington, D.C., Stati Uniti              | 13                       | --       |
| Goldsmith, Mr. Frank John                             | 33     | Strood, Kent, Inghilterra                              | Southampton | Detroit, Michigan, Stati Uniti             | --                       | --       |
| Goldsmith, Mrs. Emily Alice (nata Brown)              | 31     | Strood, Kent, Inghilterra                              | Southampton | Detroit, Michigan, Stati Uniti             | C                        | --       |
| Goldsmith, Master Frank John William                  | 9      | Strood, Kent, Inghilterra                              | Southampton | Detroit, Michigan, Stati Uniti             | C                        | --       |
| Goldsmith, Mr. Nathan                                 | 41     | Russia                                                 | Southampton | Philadelphia, Pennsylvania, Stati Uniti    | --                       | --       |
| Goodwin, Mr. Frederick Joseph                         | 42     | Fulham, Inghilterra                                    | Southampton | Cascate Niagara, New York, Stati Uniti     | --                       | --       |
| Goodwin, Mrs. Augusta (nata Tyler)                    | 43     | Fulham, Inghilterra                                    | Southampton | Cascate Niagara, New York, Stati Uniti     | --                       | --       |
| Goodwin, Miss Lillian Amy                             | 16     | Fulham, Inghilterra                                    | Southampton | Cascate Niagara, New York, Stati Uniti     | --                       | --       |
| Goodwin, Mr. Charles Edward                           | 14     | Fulham, Inghilterra                                    | Southampton | Cascate Niagara, New York, Stati Uniti     | --                       | --       |
| Goodwin, Master William Frederick                     | 11     | Fulham, Inghilterra                                    | Southampton | Cascate Niagara, New York, Stati Uniti     | --                       | --       |
| Goodwin, Miss Jessie Allis                            | 10     | Fulham, Inghilterra                                    | Southampton | Cascate Niagara, New York, Stati Uniti     | --                       | --       |
| Goodwin, Master Harold Victor                         | 9      | Fulham, Inghilterra                                    | Southampton | Cascate Niagara, New York, Stati Uniti     | --                       | --       |
| Goodwin, Master Sidney Leslie                         | 1      | Fulham, Inghilterra                                    | Southampton | Cascate Niagara, New York, Stati Uniti     | --                       | 4MB      |
| Green, Mr. George Henry                               | 40     | Dorking, Surrey, Inghilterra                           | Southampton | Lead, South Dakota, Stati Uniti            | --                       | --       |
| Grønnestad, Mr. Daniel Danielsen                      | 32     | Bokn, Norvegia                                         | Southampton | Portland, Oregon, Stati Uniti              | --                       | --       |
| Guest, Mr. Robert                                     | 32     | Londra, Inghilterra                                    | Southampton | Clinton, New York, Stati Uniti             | --                       | --       |
| Gustafsson, Mr. Alfred Ossian                         | 19     | Kokkola, Finlandia                                     | Southampton | Waukegan, Illinois, Stati Uniti            | --                       | --       |
| Gustafsson, Mr. Anders Vilhelm                        | 37     | Ruotsinphyhtää, Finlandia                              | Southampton | New York City, New York, Stati Uniti       | --                       | 98MB     |
| Gustafsson, Mr. Johan Birger                          | 28     | Ruotsinphyhtää, Finlandia                              | Southampton | New York City, New York, Stati Uniti       | --                       | --       |
| Gustafsson, Mr. Karl Gideon                           | 19     | Myren, Synnerby, Västergötland, Svezia                 | Southampton | Aberdeen, South Dakota, Stati Uniti        | --                       | --       |
| Hakkarainen, Mrs. Elin Matilda                        | 24     | Helsinki, Finlandia                                    | Southampton | Monessen, Pennsylvania, Stati Uniti        | 15                       | --       |
| Hargadon, Miss Catherine "Kate"                       | 17     | Ballysadare, Sligo, Irlanda                            | Queenstown  | New York City, New York, Stati Uniti       | --                       | --       |
| Hassan Abilmona, Master Houssein Mohamed              | 11     | Fredericksburg, Virginia, Stati Uniti                  | Cherbourg   | Fredericksburg, Virginia, Stati Uniti      | --                       | --       |
| Hedman, Mr. Oskar Arvid                               | 27     | Saint Paul, Minnesota, Stati Uniti                     | Southampton | Saint Paul, Minnesota, Stati Uniti         | 15                       | --       |
| Hee, Mr. Ling                                         | 24     | Hong Kong, Cina                                        | Southampton | New York City, New York, Stati Uniti       | C                        | --       |
| Hegarty, Miss Hanora "Nora"                           | 18     | Whitechurch, Irlanda                                   | Queenstown  | Charlestown, Stati Uniti                   | --                       | --       |
| Heininen, Miss Wendla Maria                           | 23     | Turku, Finlandia                                       | Southampton | New York City, New York, Stati Uniti       | --                       | 8MB      |
| Henriksson, Miss Jenny Lovisa                         | 28     | Stoccolma, Uppland, Svezia                             | Southampton | Iron Mountain, Michigan, Stati Uniti       | --                       | 3MB      |
| Henry, Miss Bridget Delia                             | 23     | Clonown, Irlanda                                       | Queenstown  | Boston, Massachusetts, Stati Uniti         | --                       | --       |
| Hirvonen, Mrs. Helga Elisabeth (nata Lindqvist)       | 22     | Taalintehdas, Finlandia                                | Southampton | Monessen, Pennsylvania, Stati Uniti        | 15                       | --       |
| Hirvonen, Miss Hildur Elisabeth                       | 2      | Taalintehdas, Finlandia                                | Southampton | Monessen, Pennsylvania, Stati Uniti        | 15                       | --       |
| Holthen, Mr. Johan Martin                             | 28     | Bergen, Norvegia                                       | Southampton | New York City, New York, Stati Uniti       | --                       | --       |
| Jabbur {Zabour}, Miss. Hileni                         | 16     |                                                        | Cherbourg   |                                            | --                       | MM       |
| Jabbur {Zabour}, Miss. Thamine                        | 19     |                                                        | Cherbourg   |                                            | --                       | --       |
| Jensen, Mr. Niels Peder "Rasmus"                      | 48     | Portland, Oregon, Stati Uniti                          | Southampton | Portland, Oregon, Stati Uniti              | --                       | --       |
| Jensen, Mr. Hans Peder                                | 20     | Eskildstrup, Danimarca                                 | Southampton | Portland, Oregon, Stati Uniti              | --                       | --       |
| Jensen, Mr. Svend Lauritz                             | 17     | Eskildstrup, Danimarca                                 | Southampton | Portland, Oregon, Stati Uniti              | --                       | --       |
| Johnson, Mrs. Elisabeth Vilhelmina (nata Berg)        | 26     | Saint Charles, Illinois, Stati Uniti                   | Southampton | Saint Charles, Illinois, Stati Uniti       | 15                       | --       |
| Johnson, Master Harold Theodor                        | 4      | Saint Charles, Illinois, Stati Uniti                   | Southampton | Saint Charles, Illinois, Stati Uniti       | 15                       | --       |
| Johnson, Miss Eleanor Ileen                           | 1      | Saint Charles, Illinois, Stati Uniti                   | Southampton | Saunt Charles, Illinois, Stati Uniti       | 15                       | --       |
| Johnston, Mr. Andrew Emslie                           | 35     | Thornton Heath, Londra, Inghilterra                    | Southampton | New London, Connecticut, Stati Uniti       | --                       | --       |
| Johnston, Mrs. Eliza (nata Watson)                    | 34     | Thornton Heath, Londra, Inghilterra                    | Southampton | New London, Connecticut, Stati Uniti       | --                       | --       |
| Johnston, Master William Andrew                       | 8      | Thornton Heath, Londra, Inghilterra                    | Southampton | New London, Connecticut, Stati Uniti       | --                       | --       |
| Johnston, Miss Catherine Nellie                       | 10     | Thornton Heath, Londra, Inghilterra                    | Southampton | New London, Connecticut, Stati Uniti       | --                       | --       |
| Karun, Mr. Franz                                      | 39     | Milje, Slovenia                                        | Southampton | Galesburg, Illinois, Stati Uniti           | 15                       | --       |
| Karun, Miss Manca (Anna)                              | 4      | Milje, Slovenia                                        | Southampton | Galesburg, Illinois, Stati Uniti           | 15                       | --       |
| Katavelos, Mr. Vasilios G.                            | 19     | Áyios Sóstis, Grecia                                   | Cherbourg   | Milwaukee, Wisconsin, Stati Uniti          | --                       | 58MB     |
| Kink, Mr. Anton                                       | 29     | Zurigo, Svizzera                                       | Southampton | Milwaukee, Wisconsin, Stati Uniti          | 2                        | --       |
| Kink, Mrs. Maria (nata Heilmann)                      | 22     | Zurigo, Svizzera                                       | Southampton | Milwaukee, Wisconsin, Stati Uniti          | 2                        | --       |
| Kink, Miss Louise Gretchen                            | 4      | Zurigo, Svizzera                                       | Southampton | Milwaukee, Wisconsin, Stati Uniti          | 2                        | --       |
| Klasén, Mrs. Hulda Kristina Eugenia                   | 36     | Salmunds, Svezia                                       | Southampton | Los Angeles, California, Stati Uniti       | --                       | --       |
| Klasén, Mr. Klas Albin                                | 18     | Grimshut, Småland, Svezia                              | Southampton | New York City, New York, Stati Uniti       | --                       | --       |
| Klasén, Miss Gertrud Emilia                           | 1      | Grimshut, Småland, Svezia                              | Southampton | New York City, New York, Stati Uniti       | --                       | --       |
| Krekorian, Mr. Neshan                                 | 25     | Keghi, Turchia                                         | Cherbourg   | Brantford, Ontario, Canada                 | 10                       | --       |
| Lam, Mr. Ali                                          | 37     | Hong Kong, Cina                                        | Southampton | New York City, New York, Stati Uniti       | C                        | --       |
| Lam, Mr. Len                                          | 23     | Hong Kong, Cina                                        | Southampton | New York City, New York, Stati Uniti       | --                       | --       |
| Lang, Mr. Fang                                        | 26     | Hong Kong, Cina                                        | Southampton | New York City, New York, Stati Uniti       | 14                       | --       |
| Lefebvre, Mrs. Francias Marie                         | 40     | Lievin, Francia                                        | Southampton | Mystic, Iowa, Stati Uniti                  | --                       | --       |
| Lefebvre, Miss Mathilde                               | 12     | Lievin, Francia                                        | Southampton | Mystic, Iowa, Stati Uniti                  | --                       | --       |
| Lefebvre, Miss Jeannie                                | 8      | Lievin, Francia                                        | Southampton | Mystic, Iowa, Stati Uniti                  | --                       | --       |
| Lefebvre, Master Henry                                | 5      | Lievin, Francia                                        | Southampton | Mystic, Iowa, Stati Uniti                  | --                       | --       |
| Lefebvre, Miss Ida                                    | 3      | Lievin, Francia                                        | Southampton | Mystic, Iowa, Stati Uniti                  | --                       | --       |
| Lindqvist, Mr. Eino William                           | 20     | Daisbruk, Finlandia                                    | Southampton | Monessen, Pennsylvania, Stati Uniti        | 15                       | --       |
| Ling, Mr. Lee                                         | 28     | Hong Kong, Cina                                        | Southampton | New York City, New York, Stati Uniti       | --                       | --       |
| Lobb, Mr. William Arthur                              | 30     | Scranton, Pennsylvania, Stati Uniti                    | Southampton | Scranton, Pennsylvania, Stati Uniti        | --                       | --       |
| Lobb, Mrs. William Arthur (nata Cordelia K. Stanlick) | 26     | Scranton, Pennsylvania, Stati Uniti                    | Southampton | Scranton, Pennsylvania, Stati Uniti        | --                       | 55MB     |
| Lovell, Mr. John Hall ("Henry")                       | 20     | Northlew, Devon, Inghilterra                           | Southampton | New York City, New York, Stati Uniti       | --                       | --       |
| Lymperopoulus, Mr. Panagiotis K.                      | 30     | Áyios Sóstis, Greece                                   | Cherbourg   | Stamford, Connecticut Stati Uniti          | --                       | 196MB    |
| McGowan, Miss Anna "Annie"                            | 17     | Massbrook, Irlanda                                     | Queenstown  | Chicago, Illinois, Stati Uniti             | 13                       | --       |
| McGowan, Miss Katherine                               | 42     | Terry, Irlanda                                         | Queenstown  | Chicago, Illinois, Stati Uniti             | --                       | --       |
| Moor, Mrs. Beila                                      | 29     | Russia                                                 | Southampton | Chicago, Illinois, Stati Uniti             | 14                       | --       |
| Moor, Master Meier                                    | 7      | Russia                                                 | Southampton | Chicago, Illinois, Stati Uniti             | 14                       | --       |
| Moubarek, Mrs. Omine (nata Alexander)                 | 24     | Hardin, Libano                                         | Cherbourg   | Houtzdale, Pennsylvania, Stati Uniti       | C                        | --       |
| Moubarek, Master Gerios (George)                      | 7      | Hardin, Libano                                         | Cherbourg   | Houtzdale, Pennsylvania, Stati Uniti       | C                        | --       |
| Moubarek, Master Halim Gonios (William George)        | 4      | Hardin, Libano                                         | Cherbourg   | Houtzdale, Pennsylvania, Stati Uniti       | C                        | --       |
| Nackid, Mr. Sahid                                     | 20     | Zgharta, Libano                                        | Cherbourg   | Waterbury, Connecticut, Stati Uniti        | C                        | --       |
| Nackid, Miss Waika "Mary" (nata Mowad)                | 19     | Zgharta, Libano                                        | Cherbourg   | Waterbury, Connecticut, Stati Uniti        | C                        | --       |
| Nackid, Miss Maria                                    | 1      | Zgharta, Libano                                        | Cherbourg   | Waterbury, Connecticut, Stati Uniti        | C                        | --       |
| Naughton, Miss Hannah                                 | 21     | Donoughmore, Irlanda                                   | Queenstown  | New York City, New York, Stati Uniti       | --                       | --       |
| Nicola-Yarred, Miss Jamila                            | 14     | Al Hakur, Libano                                       | Cherbourg   | Jacksonville, Florida, Stati Uniti         | C                        | --       |
| Nicola-Yarred, Master Elias                           | 12     | Al Hakur, Libano                                       | Cherbourg   | Jacksonville, Florida, Stati Uniti         | C                        | --       |
| Nysveen, Mr. Johan H.                                 | 61     | Over, Norvegia                                         | Southampton | Grand Forks, North Dakota, Stati Uniti     | --                       | --       |
| O'Brien, Mr. Thomas                                   | 27     | Pallasgreen, Irlanda                                   | Queenstown  | Chicago, Illinois, Stati Uniti             | --                       | --       |
| O'Brien, Mrs. Johanna "Hannah" (nata Godfrey)         | 26     | Pallasgreen, Irlanda                                   | Queenstown  | New York City, New York, Stati Uniti       | ?                        | --       |
| O'Sullivan, Miss Bridget Mary                         | 21     | Glenduff, Irlanda                                      | Queenstown  | New York City, New York, Stati Uniti       | --                       | --       |
| Olsen, Mr. Henry Margido                              | 28     | Bergen, Norvegia                                       | Southampton | New York City, New York, Stati Uniti       | --                       | 173MB    |
| Olsen, Mr. Karl Siegwart Andreas                      | 42     | Trondheim, Norvegia                                    | Southampton | Brooklyn, New York, Stati Uniti            | --                       | --       |
| Olsen, Master Artur Karl                              | 9      | Trondheim, Norvegia                                    | Southampton | Brooklyn, New York, Stati Uniti            | 13                       | --       |
| Pålsson, Mrs. Alma Cornelia (nata Berglund)           | 29     | Bjuv, Skåne, Svezia                                    | Southampton | Chicago, Illinois, Stati Uniti             | --                       | MB       |
| Pålsson, Miss Torborg Danira                          | 8      | Bjuv, Skåne, Svezia                                    | Southampton | Chicago, Illinois, Stati Uniti             | --                       | --       |
| Pålsson, Master Paul Folke                            | 6      | Bjuv, Skåne, Svezia                                    | Southampton | Chicago, Illinois, Stati Uniti             | --                       | --       |
| Pålsson, Miss Stina Viola                             | 3      | Bjuv, Skåne, Svezia                                    | Southampton | Chicago, Illinois, Stati Uniti             | --                       | --       |
| Pålsson, Master Gösta Leonard                         | 2      | Bjuv, Skåne, Svezia                                    | Southampton | Chicago, Illinois, Stati Uniti             | --                       | --       |
| Panula, Mrs. Maija Emelia Abrahamintytar (nata Ojala) | 41     | South Ostrobothnia, Finlandia                          | Southampton | Coal Center, Pennsylvania, Stati Uniti     | --                       | --       |
| Panula, Mr. Ernesti Arvid                             | 16     | South Ostrobothnia, Finlandia                          | Southampton | Coal Center, Pennsylvania, Stati Uniti     | --                       | --       |
| Panula, Mr. Jaakko Arnold                             | 15     | South Ostrobothnia, Finlandia                          | Southampton | Coal Center, Pennsylvania, Stati Uniti     | --                       | --       |
| Panula, Master Juha Niilo                             | 7      | South Ostrobothnia, Finlandia                          | Southampton | Coal Center, Pennsylvania, Stati Uniti     | --                       | --       |
| Panula, Master Urho Abraham                           | 2      | South Ostrobothnia, Finlandia                          | Southampton | Coal Center, Pennsylvania, Stati Uniti     | --                       | --       |
| Panula, Master Eino Viljami                           | 1      | South Ostrobothnia, Finlandia                          | Southampton | Coal Center, Pennsylvania, Stati Uniti     | --                       | MB       |
| Patchett, Mr. George                                  | 19     | Wollaston, Northamptonshire, Inghilterra               | Southampton | Kitchener, Ontario, Canada                 | --                       | --       |
| Peacock, Mrs. Edith (nata Nile)                       | 26     | Southampton, Inghilterra                               | Southampton | Elizabeth, New Jersey, Stati Uniti         | --                       | --       |
| Peacock, Miss Treasteall                              | 3      | Southampton, Inghilterra                               | Southampton | Elizabeth, New Jersey, Stati Uniti         | --                       | --       |
| Peacock, Master Alfred Edward                         | 0,7m   | Southampton, Inghilterra                               | Southampton | Elizabeth, New Jersey, Stati Uniti         | --                       | --       |
| Perkin, Mr. John Henry                                | 22     | Holswothy, Devon, Inghilterra                          | Southampton | Saskatoon, Saskatchewan, Canada            | --                       | --       |
| Peter, Mrs. Catherine (nata Rizk)                     | 24     | Scraal, Libano                                         | Cherbourg   | Detroit, Michigan, Stati Uniti             | C                        | --       |
| Peter, Master Michael Joseph                          | 4      | Scraal, Libano                                         | Cherbourg   | Detroit, Michigan, Stati Uniti             | D                        | --       |
| Peter, Miss Anna Mary                                 | 2      | Scraal, Libano                                         | Cherbourg   | Detroit, Michigan, Stati Uniti             | C                        | --       |
| Peters, Miss Anne Mariel                              | 27     | Saint Paul, Minnesota                                  | Cherbourg   | Charlottesville, Virginia, Stati Uniti     | --                       | --       |
| Reynolds, Mr. Harold J.                               | 21     | Londra, Inghilterra                                    | Southampton | Toronto, Ontario, Canada                   | --                       | MM       |
| Rice, Mrs. Margaret (nata Norton)                     | 39     | Athlone, Westmeath, Irlanda                            | Queenstown  | Spokane, Washington, Stati Uniti           | --                       | MB       |
| Rice, Master Albert                                   | 10     | Athlone, Westmeath, Irlanda                            | Queenstown  | Spokane, Washington, Stati Uniti           | --                       | --       |
| Rice, Master George Hugh                              | 8      | Athlone, Westmeath, Irlanda                            | Queenstown  | Spokane, Washington, Stati Uniti           | --                       | --       |
| Rice, Master Eric                                     | 7      | Athlone, Westmeath, Irlanda                            | Queenstown  | Spokane, Washington, Stati Uniti           | --                       | --       |
| Rice, Master Arthur                                   | 4      | Athlone, Westmeath, Irlanda                            | Queenstown  | Spokane, Washington, Stati Uniti           | --                       | --       |
| Rice, Master Eugene Francis                           | 2      | Athlone, Westmeath, Irlanda                            | Queenstown  | Spokane, Washington, Stati Uniti           | --                       | --       |
| Rosblom, Mrs. Helena Wilhelmina                       | 41     | Kolla, Finlandia                                       | Southampton | Astoria, Oregon, Stati Uniti               | --                       | --       |
| Rosblom, Mr. Viktor Richard                           | 18     | Kolla, Finlandia                                       | Southampton | Astoria, Oregon, Stati Uniti               | --                       | --       |
| Rosblom, Miss Salli Helena                            | 2      | Kolla, Finlandia                                       | Southampton | Astoria, Oregon, Stati Uniti               | --                       | --       |
| Sage, Mr. John George                                 | 44     | Peterborough, Cambridgeshire, Inghilterra              | Southampton | Jacksonville, Florida, Stati Uniti         | --                       | --       |
| Sage, Mrs. Annie Elizabeth (nata Cazaly)              | 44     | Peterborough, Cambridgeshire, Inghilterra              | Southampton | Jacksonville, Florida, Stati Uniti         | --                       | --       |
| Sage, Miss Stella Anne                                | 20     | Peterborough, Cambridgeshire, Inghilterra              | Southampton | Jacksonville, Florida, Stati Uniti         | --                       | --       |
| Sage, Mr. George John                                 | 19     | Peterborough, Cambridgeshire, Inghilterra              | Southampton | Jacksonville, Florida, Stati Uniti         | --                       | --       |
| Sage, Mr. Douglas Bullen                              | 18     | Peterborough, Cambridgeshire, Inghilterra              | Southampton | Jacksonville, Florida, Stati Uniti         | --                       | --       |
| Sage, Mr. Frederick                                   | 16     | Peterborough, Cambridgeshire, Inghilterra              | Southampton | Jacksonville, Florida, Stati Uniti         | --                       | --       |
| Sage, Miss Dorothy Florence "Dolly"                   | 14     | Peterborough, Cambridgeshire, Inghilterra              | Southampton | Jacksonville, Florida, Stati Uniti         | --                       | --       |
| Sage, Master Anthony William "Will"                   | 12     | Peterborough, Cambridgeshire, Inghilterra              | Southampton | Jacksonville, Florida, Stati Uniti         | --                       | MB       |
| Sage, Miss Elizabeth Ada                              | 10     | Peterborough, Cambridgeshire, Inghilterra              | Southampton | Jacksonville, Florida, Stati Uniti         | --                       | --       |
| Sage, Miss Constance Gladys                           | 7      | Peterborough, Cambridgeshire, Inghilterra              | Southampton | Jacksonville, Florida, Stati Uniti         | --                       | --       |
| Sage, Master Thomas Henry                             | 4      | Peterborough, Cambridgeshire, Inghilterra              | Southampton | Jacksonville, Florida, Stati Uniti         | --                       | --       |
| Sandström, Mrs. Agnes Charlotta (nata Bengtsson)      | 24     | Motala, Östergötland, Svezia                           | Southampton | San Francisco, California, Stati Uniti     | 13                       | --       |
| Sandström, Miss Marguerite Rut                        | 4      | Motala, Östergötland, Svezia                           | Southampton | San Francisco, California, Stati Uniti     | 13                       | --       |
| Sandström, Miss Beatrice Irene                        | 1      | Motala, Östergötland, Svezia                           | Southampton | San Francisco, California, Stati Uniti     | 13                       | --       |
| Sap, Mr. Julius (Jules)                               | 21     | Zwevezele, Belgio                                      | Southampton | Detroit, Michigan, Stati Uniti             | 11                       | --       |
| Seman, Master Betros                                  | 10     | Hardin, Libano                                         | Cherbourg   | Wilkes Barre, Pennsylvania, Stati Uniti    | --                       | --       |
| Shawah, Mr. Yousseff Ibrahim                          | 33     | Beirut, Libano                                         | Cherbourg   | New York City, New York, Stati Uniti       | --                       | --       |
| Shorney, Mr. Charles Joseph                           | 22     |                                                        | Southampton | New York, Stati Uniti                      | --                       | MB       |
| Sirayanian, Mr. Orsen                                 | 22     | Kigi, Turchia                                          | Cherbourg   | Brantford, Ontario, Canada                 | --                       | --       |
| Skoog, Mr. Wilhelm Johansson                          | 40     | Hällekis, Västergötland, Svezia                        | Southampton | Iron Mountain, Michigan, Stati Uniti       | --                       | --       |
| Skoog, Mrs. Anna Bernhardina (nata Karlsson)          | 43     | Hällekis, Västergötland, Svezia                        | Southampton | Iron Mountain, Michigan, Stati Uniti       | --                       | --       |
| Skoog, Master Karl Thorsten                           | 11     | Hällekis, Västergötland, Svezia                        | Southampton | Iron Mountain, Michigan, Stati Uniti       | --                       | --       |
| Skoog, Miss Mabel                                     | 9      | Hällekis, Västergötland, Svezia                        | Southampton | Iron Mountain, Michigan, Stati Uniti       | --                       | --       |
| Skoog, Master Harald                                  | 5      | Hällekis, Västergötland, Svezia                        | Southampton | Iron Mountain, Michigan, Stati Uniti       | --                       | --       |
| Skoog, Miss Margit Elizabeth                          | 2      | Hällekis, Västergötland, Svezia                        | Southampton | Iron Mountain, Michigan, Stati Uniti       | --                       | --       |
| Storey, Mr. Thomas                                    | 51     | Liverpool, Inghilterra,                                | Southampton |                                            | --                       | 261MB    |
| Strandén, Mr. Juho Niilonpoika                        | 31     | Muljula, Finlandia                                     | Southampton | Duluth, Minnesota, Stati Uniti             | 9                        | --       |
| Strilic, Mr. Ivan                                     | 27     | Siroka Kula, Croazia                                   | Southampton | Chicago, Illinois, Stati Uniti             | --                       | --       |
| Ström, Mrs. Elna Matilda (nata Persson)               | 29     | Indiana Harbor, Indiana, Stati Uniti                   | Southampton | Indiana Harbor, Indiana, Stati Uniti       | --                       | --       |
| Ström, Miss Telma Matilda                             | 2      | Indiana Harbor, Indiana, Stati Uniti                   | Southampton | Indiana Harbor, Indiana, Stati Uniti       | --                       | --       |
| Thomas, Mr. Charles R'ad                              | 31     | Hardin, Libano                                         | Cherbourg   | Wilkes Barre, Pennsylvania, Stati Uniti    | --                       | --       |
| Thomas, Mr. Tannous J.                                | 16     | Libano                                                 | Cherbourg   | Columbus, Ohio, Stati Uniti                | --                       | --       |
| Thomas, Mrs. Thamine "Thelma"                         | 16     | Hardin, Libano                                         | Cherbourg   | Wilkes Barre, Pennsylvania, Stati Uniti    | 14                       | --       |
| Thomas, Master Assad Alexander                        | 0,5 m  | Hardin, Libano                                         | Cherbourg   | Wilkes Barre, Pennsylvania, Stati Uniti    | 16                       | --       |
| Thorneycroft, Mr. Percival                            | 36     | Maidstone, Kent, Inghilterra                           | Southampton | Clinton, New York, Stati Uniti             | --                       | --       |
| Thorneycroft, Mrs. Florence Kate (nata Stears)        | 32     | Maidstone, Kent, Inghilterra                           | Southampton | Clinton, New York, Stati Uniti             | 10                       | --       |
| Touma, Mrs. Hanna (nata Razi)                         | 27     | Tibnin, Libano                                         | Cherbourg   | Dowagiac, Michigan, Stati Uniti            | C                        | --       |
| Touma, Miss Maria                                     | 9      | Tibnin, Libano                                         | Cherbourg   | Dowagiac, Michigan, Stati Uniti            | C                        | --       |
| Touma, Master Gerios (George)                         | 8      | Tibnin, Libano                                         | Cherbourg   | Dowagiac, Michigan, Stati Uniti            | C                        | --       |
| Turčin, Mr. Stjepan                                   | 36     | Bratina, Croazia                                       | Southampton | Youngstown, Ohio, Stati Uniti              | --                       | --       |
| Turja, Miss Anna Sofia                                | 18     | Oulainen, Oulu, Finlandia                              | Southampton | Ashtabula, Ohio, Stati Uniti               | 15                       | --       |
| Turkula, Mrs. Hedvig                                  | 63     | Jaläsjarvi, Finlandia                                  | Southampton | Hibbing, Minnesota, Stati Uniti            | 15                       | --       |
| van Billiard, Mr. Austin Blyler                       | 35     | Londra, Inghilterra                                    | Southampton | North Wales, Pennsylvania, Stati Uniti     | --                       | 255MB    |
| van Billiard, Master James William                    | 10     | Londra, Inghilterra                                    | Southampton | North Wales, Pennsylvania, Stati Uniti     | --                       | --       |
| van Billiard, Master Walter John                      | 9      | Londra, Inghilterra                                    | Southampton | North Wales, Pennsylvania, Stati Uniti     | --                       | 1{?}MB   |
| van Impe, Mr. Jean Baptiste                           | 36     | Kerksken, Belgio                                       | Southampton | Detroit, Michigan, Stati Uniti             | --                       | --       |
| van Impe, Mrs. Rosalie Paula (nata Govaert)           | 30     | Kerksken, Belgio                                       | Southampton | Detroit, Michigan, Stati Uniti             | --                       | --       |
| van Impe, Miss Catharina                              | 10     | Kerksken, Belgio                                       | Southampton | Detroit, Michigan, Stati Uniti             | --                       | --       |
| Vartanian, Mr. David                                  | 22     | Kigi, Turchia                                          | Cherbourg   | Brantford, Ontario, Canada                 | 13                       | --       |
| Williams, Mr. Leslie                                  | 28     | Tonypandy, Glamorgan, Galles                           | Southampton | New York City, New York, Stati Uniti       | --                       | 14MB     |
| Wiklund, Mr. Karl Johann                              | 21     | Vasa, Finlandia                                        | Southampton | Montréal, Canada                           | --                       | --       |
| Wiklund, Mr. Jakob Albert                             | 18     | Vasa, Finlandia                                        | Southampton | Montréal, Canada                           | --                       | 314MB    |
| Wilkes, Mrs. Ellen                                    | 47     | Penzance, Inghilterra                                  | Southampton | Akron, Ohio, Stati Uniti                   | 16                       | --       |
| Wirz, Mr. Albert                                      | 27     | Buchholz, Uster, Svizzera                              | Southampton | Beloit, Wisconsin, Stati Uniti             | --                       | 131MB    |
| Yasbeck, Mr. Antoni                                   | 27     | Libano                                                 | Cherbourg   | Wilkes-Barre, Pennsylvania, Stati Uniti    | --                       | --       |
| Yasbeck, Mrs. Selini                                  | 15     | Libano                                                 | Cherbourg   | Wilkes-Barre, Pennsylvania, Stati Uniti    | C                        | --       |
| Ylieff, Mr. Ylio                                      | 32     | Libano                                                 | Cherbourg   | Chicago, Illinois, Stati Uniti             | --                       | --       |
| Youssef, Mr. Gerios (Abi Saab)                        | 26     | Hardîne, Libano                                        | Cherbourg   | Youngstown, Ohio, Stati Uniti              | --                       | 312M     |
| Youssef, Mr. Gerios (Sam'aan)                         | 45     | Hardîne, Libano                                        | Cherbourg   | Wilkes-Barre, Pennsylvania, Stati Uniti    | --                       | --       |
| Zajib Qiyamah, Miss Adal "Jane"                       | 15     | Libano                                                 | Cherbourg   | Brooklyn, New York, Stati Uniti            | C                        | --       |
| Zakarian, Mr. Mapriededer                             | 22     | Kigi, Turchia                                          | Cherbourg   | Brantford, Ontario, Canada                 | --                       | 304MB    |
| Zakarian, Mr. Ortin                                   | 27     | Kigi, Turchia                                          | Cherbourg   | Brantford, Ontario, Canada                 | --                       | --       |
| Zenni, Mr. Philip                                     | 22     | Tula, Libano                                           | Cherbourg   | Dayton, Ohio, Stati Uniti                  | 6                        | --       |
| Zimmermann, Mr. Leo                                   | 29     | Todtmoos, Germania                                     | Southampton | Saskatoon, Saskatchewan, Canada            | --                       | --       |

## Passeggeri scesi a viaggio in corso
La lista seguente riporta i nomi dei passeggeri che scesero prima dell'inizio della traversata dell'Atlantico, a Cherbourg (Francia) o a Queenstown (Irlanda).
| Nome                                                  | Età | Classe  | Provenienza                      | Imbarcati   | Sbarcati   |
| ----------------------------------------------------- | --- | ------- | -------------------------------- | ----------- | ---------- |
| Brand, Mr. Karl Birger                                | 29  | Prima   | Falköping, Västergötland, Svezia | Southampton | Cherbourg  |
| Browne, Padre Francis Patrick Mary                    | 31  | Prima   | Dublino, Irlanda                 | Southampton | Queenstown |
| Collis, Mr.                                           | --  | Prima   | --                               | Southampton | Cherbourg  |
| Davies, Mr. H. V.                                     | --  | Seconda | --                               | Southampton | Cherbourg  |
| Davies, Miss K.                                       | --  | Seconda | --                               | Southampton | Cherbourg  |
| De Grasse, Mr. J.                                     | --  | Prima   | --                               | Southampton | Cherbourg  |
| Dyer-Edwardes, Mr. Thomas                             | 65  | Prima   | Kensington, Inghilterra          | Southampton | Cherbourg  |
| Dyer-Edwardes, Mrs. Clementina Georgina Lucy          | 53  | Prima   | Kensington, Inghilterra          | Southampton | Cherbourg  |
| Evans, Miss                                           | --  | Seconda | --                               | Southampton | Cherbourg  |
| Fletcher, Miss N.                                     | --  | Prima   | --                               | Southampton | Cherbourg  |
| Forman, Mr. J.                                        | --  | Prima   | --                               | Southampton | Cherbourg  |
| Forman, Mrs.                                          | --  | Prima   | --                               | Southampton | Cherbourg  |
| Kneese, Miss                                          | --  | Seconda | --                               | Southampton | Cherbourg  |
| Lenox-Conyngham, Miss Alice Katherine Harriet         | 39  | Prima   | --                               | Southampton | Cherbourg  |
| Lenox-Conyngham, Mrs. Barbara Josephine (nata Turton) | --  | Prima   | --                               | Southampton | Cherbourg  |
| Lenox-Conyngham, Miss Eileen Mary                     | 11  | Prima   | --                               | Southampton | Cherbourg  |
| Lenox-Conyngham, Master Denis Hugh                    | 10  | Prima   | --                               | Southampton | Cherbourg  |
| May, Mr. Richard W.                                   | --  | Prima   | --                               | Southampton | Queenstown |
| May, Mr. Stanley                                      | --  | Prima   | --                               | Southampton | Queenstown |
| Mullen, Mr.                                           | --  | Seconda | --                               | Southampton | Cherbourg  |
| Nichols, Mr. E.                                       | --  | Prima   | --                               | Southampton | Queenstown |
| Noel, Maggiore G.J.                                   | --  | Prima   | --                               | Southampton | Cherbourg  |
| Noel, Master                                          | --  | Prima   | --                               | Southampton | Cherbourg  |
| Odell, Miss Kate                                      | --  | Prima   | --                               | Southampton | Queenstown |
| Odell, Mrs. Lily May                                  | --  | Prima   | --                               | Southampton | Queenstown |
| Odell, Master Jack                                    | 11  | Prima   | --                               | Southampton | Queenstown |
| Osborne, Miss D.                                      | --  | Seconda | --                               | Southampton | Cherbourg  |
| Remesch, Miss                                         | --  | Seconda | --                               | Southampton | Cherbourg  |
| Stevens, Mr. G.                                       | --  | Prima   | --                               | Southampton | Cherbourg  |
| Tovey, Miss                                           | --  | Seconda | --                               | Southampton | Cherbourg  |
| Wotton, Mr. Henry Swaffin                             | --  | Prima   | --                               | Southampton | Cherbourg  |

## Sopravvissuti e morti per nazionalità
| Nazionalità | Tot. passeggeri | Sopravvissuti | Morti | Percentuale salvati |
| --- | --------------- | ------------- | ----- | ------------------- |
| Britannici | 327             | 104           | 223   | 32%                 |
| Statunitensi | 306             | 177           | 119   | 58%                 |
| Irlandesi | 120             | 42            | 78    | 35%                 |
| Svedesi | 113             | 27            | 86    | 24%                 |
| Siriani | 81              | 32            | 49    | 40%                 |
| Finlandesi | 59              | 19            | 40    | 32%                 |
| Austroungarici | 49              | 8             | 41    | 16%                 |
| Canadesi | 34              | 14            | 20    | 41%                 |
| Bulgari | 33              | 0             | 33    | 0%                  |
| Francesi | 31              | 18            | 13    | 58%                 |
| Russi | 27              | 9             | 18    | 33%                 |
| Norvegesi | 26              | 8             | 18    | 31%                 |
| Belgi | 24              | 6             | 18    | 25%                 |
| Svizzeri | 11              | 7             | 4     | 64%                 |
| Danesi | 10              | 1             | 9     | 10%                 |
| Italiani | 11              | 5             | 6     | 46%                 |
| 🇩🇪 Tedeschi | 10              | 4             | 6     | 46%                 |
| Turchi | 9               | 3             | 6     | 33%                 |
| Cinesi | 8               | 6             | 2     | 75%                 |
| Spagnoli | 7               | 6             | 1     | 86%                 |
| Sudafricani | 5               | 2             | 3     | 40%                 |
| Greci | 4               | 0             | 4     | 0%                  |
| Portoghesi | 4               | 0             | 4     | 0%                  |
| Uruguaiani | 3               | 0             | 3     | 0%                  |
| Giapponesi | 1               | 1             | 0     | 100%                |
| Messicani | 1               | 0             | 1     | 0%                  |
| Olandesi | 1               | 0             | 1     | 0%                  |
| Totale | 1 315           | 501           | 804   | 38%                 |
| Fonte: Hermann Söldner, RMS Titanic: Passenger and Crew List 10 April 1912-15 April 1912, Ä wie Ärger Verlag, Svizzera, 2000 |                 |               |       |                     |

### Osservazioni
Il ricercatore Hermann Söldner, nel suo RMS Titanic: Passenger and Crew List 10 April 1912-15 April 1912 pubblicato nel 2000, su citato come fonte, presenta una lista di paesi di origine di passeggeri ed equipaggio del Titanic; in tale lista, la nazionalità non è equivalente all'etnia: ad esempio, tra i finlandesi sono contati solo i cittadini del Granducato di Finlandia (all'epoca parte dell'Impero russo), mentre i passeggeri di etnia finlandese che vivevano in Svezia sono stati contati tra gli svedesi. Peter Bjorkfors, nel suo articolo Finns on the Titanic, produsse infatti un totale diverso dall'elenco qui in tabella.
Etnicamente la maggioranza dei passeggeri provenienti dall'Austria-Ungheria non era né tedesca né magiara (ungherese), ma di vari gruppi etnici slavi.
Haiti non è presente nella lista, ma il passeggero Joseph Philippe Lemercier Laroche, che era nato ad Haiti, probabilmente venne conteggiato come francese in quanto viveva in Francia da più di un decennio e sua moglie e due figli erano nati tutti in Francia. È stato definito l'unico passeggero a bordo del Titanic di origini africane conosciute (i cittadini sudafricani erano coloni britannici).
Inoltre, i Paesi e i confini nel 1912 erano abbastanza diversi da come sono oggi. L'Irlanda divenne indipendente dalla Gran Bretagna solamente dieci anni dopo, nel 1922: tuttavia, anziché considerare tutti i cittadini del Regno Unito di Gran Bretagna e Irlanda, è stata fatta la distinzione tra britannici e irlandesi.
Vi erano due passeggeri australiani e trentaquattro canadesi, ma entrambe le nazioni (ora parte del Commonwealth britannico) erano all'epoca dominion dell'Impero britannico, mentre il Sudafrica era una colonia inglese. La Turchia e la Siria facevano entrambe parte dell'Impero ottomano, ma i ricercatori hanno scoperto che la maggior parte dei mediorientali a bordo del Titantic erano in realtà cristiani libanesi.

## Primi morti tra i sopravvissuti
| Nome                       | Data morte       | Età   | Classe | Causa          |
| -------------------------- | ---------------- | ----- | ------ | -------------- |
| Miss Maria Nackid          | 30 luglio 1912   | 2     | terza  | Meningite      |
| Miss Eugenie Baclini       | 12 agosto 1912   | 4     | terza  | Meningite      |
| Col. Archibald Gracie      | 4 dicembre 1912  | 53    | prima  | Coma diabetico |
| Mrs. Marie Eugenie Spencer | Ottobre 1913     | 55-56 | prima  | Ipotermia      |
| Mr. Maximilian Frölicher   | 22 novembre 1913 | 62    | prima  | Ipotermia      |
| Miss Kornelia Andrews      | 4 dicembre 1913  | 64    | prima  | polmonite      |

## Ultimi morti tra i sopravvissuti
- Millvina Dean (2 febbraio 1912 - 31 maggio 2009)
- Barbara Joyce Dainton (nata West) (24 maggio 1911 - 16 ottobre 2007)
- Lillian Gertrud Asplund (21 ottobre 1906 - 6 maggio 2006)
- Winnifred Vera van Tongerloo (nata Quick) (23 gennaio 1904 - 4 luglio 2002)
- Michel Marcel Navratil (12 giugno 1908 - 30 gennaio 2001)
- Eleanor Ileen Shuman (nata Johnson) (23 agosto 1910 - 7 marzo 1998)
- Louise Laroche (2 luglio 1910 - 28 gennaio 1998)
- Edith Eileen Haisman (nata Brown) (27 ottobre 1896 - 20 gennaio 1997)
- Eva Miriam Hart (31 gennaio 1905 - 14 febbraio 1996)
- Beatrice Irene Sandström (9 agosto 1910 - 3 settembre 1995)
- Louise Gretchen Pope (nata Kink) (8 aprile 1908 - 25 agosto 1992)
- Marjorie Newell Robb (12 febbraio 1889 - 11 giugno 1992)
- Bertram Dean (21 maggio 1910 - 14 aprile 1992)
- Ruth Elizabeth Blanchard (nata Becker) (28 ottobre 1899 - 6 luglio 1990)